# Schleswig
Schleswig ([ˈʃleːsvɪç], niederdeutsch Sleswig, dänisch Slesvig, angeldänisch Sljasvig) ist eine Mittelstadt in Schleswig-Holstein am Ende der langgezogenen Ostseeförde Schlei. Sie ist Kreisstadt des Kreises Schleswig-Flensburg, ehemalige Hauptstadt des Herzogtums Schleswig und wird auch als Justizhauptstadt des Landes bezeichnet, da sie – aus historischen Gründen – Sitz des Landesverfassungsgerichtes sowie drei weiterer Obergerichte und der Generalstaatsanwaltschaft ist.

## Geographie

### Geographische Lage

Karte der Kimbrischen Halbinsel

Das Stadtgebiet Schleswigs befindet sich am westlichen Ende der weit ins Binnenland hineinragenden Schlei. Es lagert dabei westlich der Kleinen Breite in weiten Teilen auf dem Nordufer des Ostsee-Meeresarms im Bereich des Landschaftsübergangs der Naturräume Schleswig-Holsteinisches Hügelland zur Schleswigschen Geest.

### Stadtgliederung
Gegliedert ist Schleswig in verschiedene inoffizielle Stadtteile:
- die Altstadt mit dem St.-Petri-Dom und dem Rathaus
- der Holm (dänisch: Holmen) mit seinen kleinen Fischerhäusern an der Schlei und dem St.-Johannis-Kloster
- der Lollfuß (Lolfod) mit dem Amtsgericht
- der Hesterberg (Hestebjerg) nordwestlich vom Lollfuß
- die Hühnerhäuser (Hønsehuse)[3] nördlich vom Hesterberg
- der Friedrichsberg (Frederiksberg) mit den Adelspalais, dem Oberlandesgericht und dem höchsten Wohngebäude der Stadt, dem 90 Meter und 27 Etagen hohen Wikingturm
- die Neustadt mit Schloss Gottorf, dem Burgsee und dem barocken Fürstengarten
- Sankt Jürgen (Sankt Jørgen) mit dem Gewerbegebiet der Stadt
- Auf der Freiheit (Friheden) mit modernen Bauten im Bauhausstil, klassischen Satteldachhäusern und Schwimmhäusern
- Klappschau (Klapskov)
- Schleswig-Nord mit dem höchsten Bauwerk der Stadt, dem 139 Meter hohen Funkturm Schliekieker sowie dem nördlichen Gewerbegebiet der Stadt

### Nachbargemeinden
Direkt an das Stadtgebiet grenzen die Gebiete der folgenden Gemeinden:
| Neuberend, Lürschau | Nübel                                       |          |
| Schuby, Hüsby       | Kompassrose, die auf Nachbargemeinden zeigt | Schaalby |
| Dannewerk           | Busdorf                                     | Fahrdorf |

### Geologie

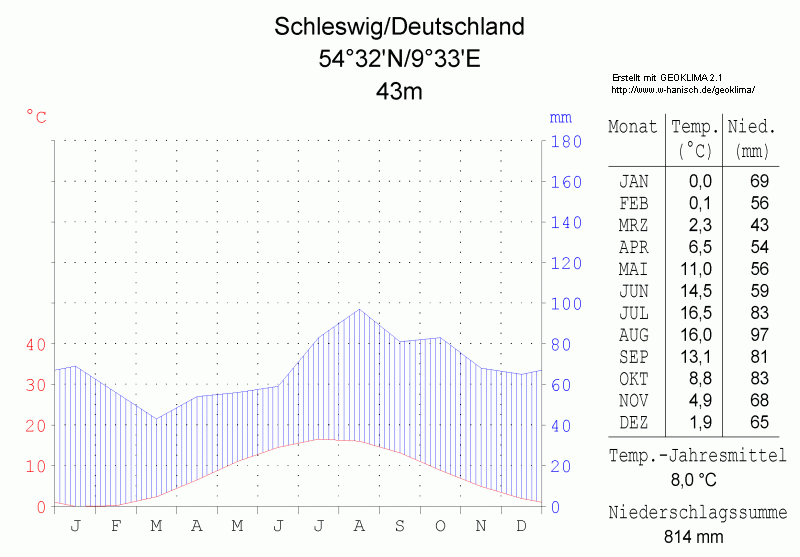
Klimadiagramm von Schleswig

Das Stadtgebiet umfasst naturbedingte Höhenlagen von 0 bis 55,6 m ü. NN. Lediglich die Mülldeponie am nördlichen Rand der Gemarkung weist in der Höhe exponiertere Lagen bis zu 62 m auf. Nordwestlich der Stadt erstrecken sich die Waldgebiete Tiergarten und Pöhler Gehege. Im nördlichen Teil der Stadt liegt der Brautsee. Ebenfalls zum Stadtgebiet gehört die inmitten des Schleibeckens vorgelagerte Möweninsel (dänisch: Mågeøen) (amtlich: Möwenberg).

### Klima
Das Klima ist feuchtgemäßigt und ozeanisch geprägt. Die Temperatur beträgt im Jahresmittel 8 °C, die Niederschlagsmenge 814 mm.

## Geschichte

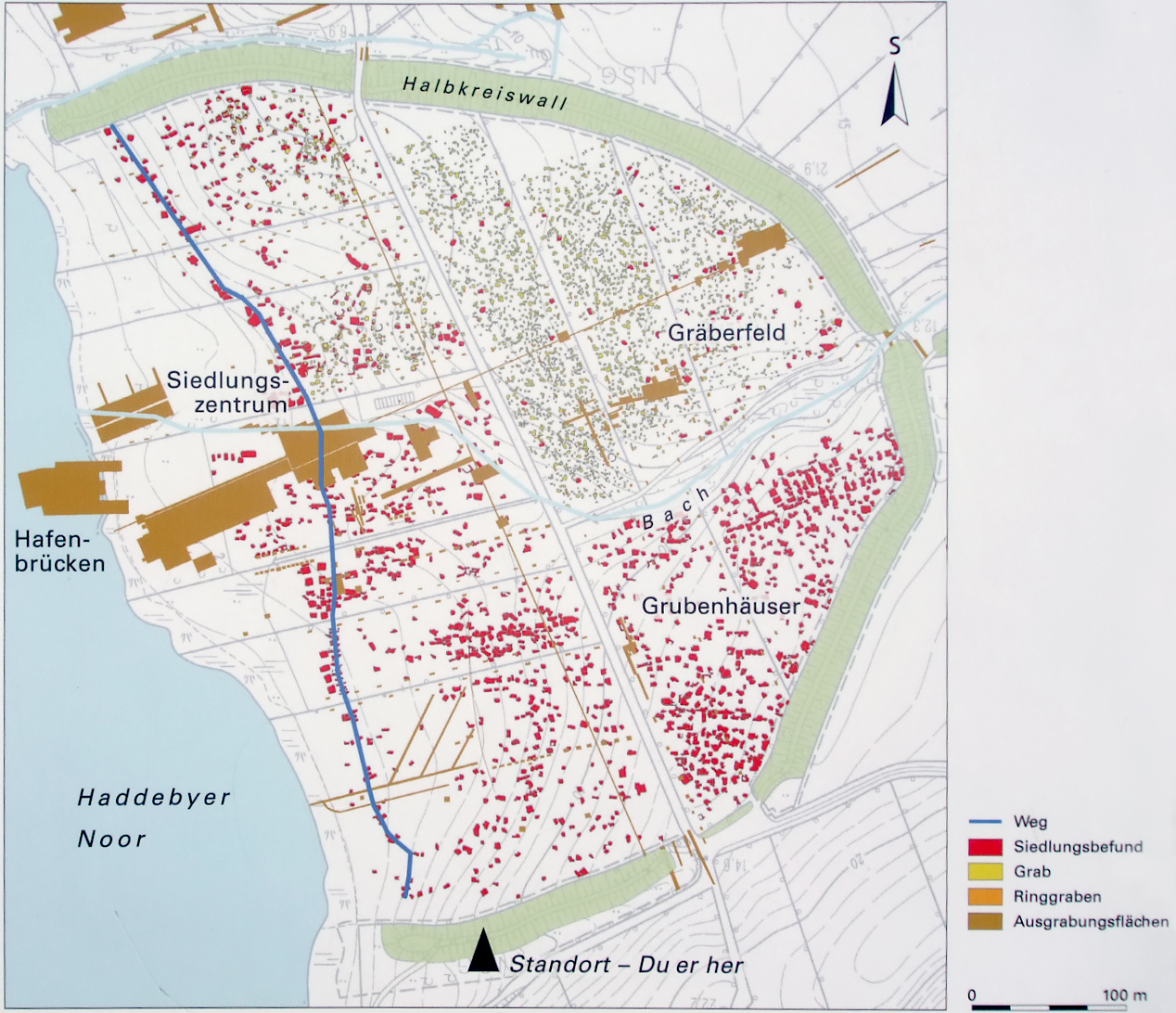
Lageplan von Haithabu (gesüdet)

### Herleitung des Stadtnamens
Der Stadtname entstammt nach einer Ansicht dem Altnordischen und bedeutet Bucht der Schlei oder Hafen an der Schlei. Nach anderer Ansicht stammt der Name aus dem Altsächsischen und Altfränkischen mit der Bedeutung Schleisiedlung oder Schleihandelsplatz. Sliasthorp und Sliaswich waren bereits die altsächsischen und altfränkischen Namen für Haithabu.

### Anfänge als Handelsmetropole der Wikinger
Schleswig wurde im Jahre 804 erstmals als Sliasthorp erwähnt (dänische Form: Sliestorp). Die Endung thorp (übersetzt Dorf) verweist darauf, dass es sich um eine Nebensiedlung handelt. Der zugehörige Hauptort, die Haithabu genannte Wikingersiedlung am Haddebyer Noor, wurde von König Gudfred (Göttrik) 808 zum Handelsplatz ausgebaut und im Jahr 1066 endgültig zerstört. Die Frage, ob die Keimzellen der gegenüberliegenden heutigen Stadt Schleswig erst nach der Zerstörung von Haithabu gegründet wurden oder schon einige Jahrzehnte Bestand hatten, wird in der Forschung kontrovers diskutiert. Adam von Bremen nennt als Ortsbezeichnungen Sliaswich und Heidiba. Der maurische Reisende Ibrahim ibn Yaqub al-Tartusi nennt die Wikingersiedlung, die er als sehr große Stadt bezeichnet, um 965 Schleswîq. Sollte es sich also nicht um zwei Namen für dieselbe Siedlung handeln, so wurden die beiden Orte verwechselt.
Jedenfalls übernahm das mittelalterliche Schleswig auf dem Nordufer der Schlei das Erbe Haithabus als ein Zentrum des nordeuropäischen Handels – gemeinsam mit dem schon seit der Wikingerzeit bestehenden Westhafen bei Hollingstedt: hier war der Landweg zwischen Ost- und Nordsee besonders kurz.
Um 900 eroberten schwedische Wikinger unter ihrem König Olaf das Gebiet. 934 schlug der ostfränkische König Heinrich I. Olafs Sohn Knut I. und machte Haithabu tributpflichtig. Der König und spätere Kaiser Otto I. gründete 947 das Bistum Schleswig. Im Jahre 983 eroberte der dänische Wikingerkönig Harald Blauzahn das Gebiet zeitweilig zurück. Einige Jahrzehnte später gaben die Kaiser die Mark Schleswig dann endgültig auf, und Schleswig fiel wieder an die dänische Krone. Etwa um diese Zeit verlagerte sich der Siedlungsschwerpunkt von Haithabu endgültig zum heutigen Schleswig.

### Bischofsresidenz im Mittelalter

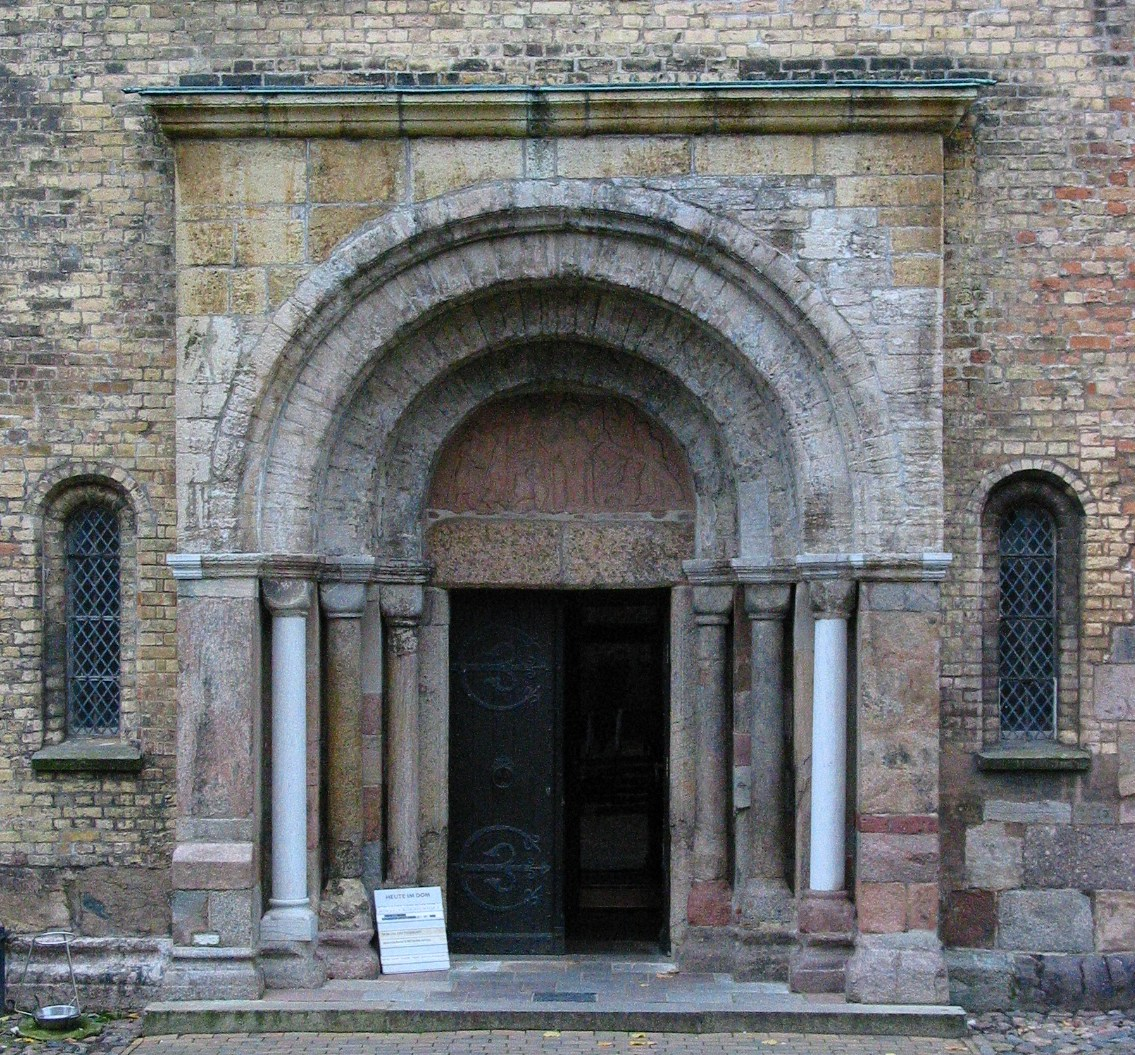
Petri-Portal des Schleswiger Doms, ca. 1180

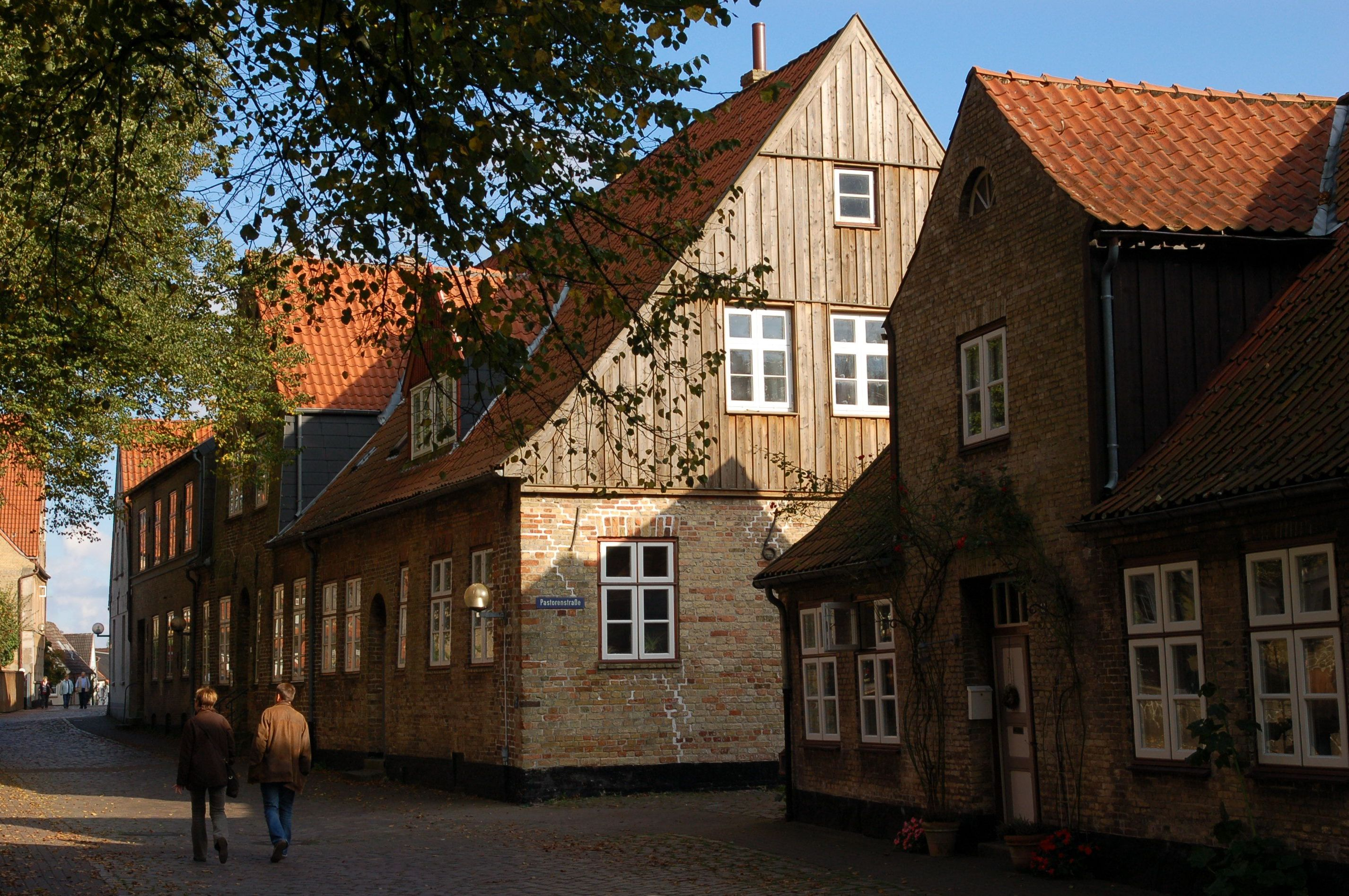
Die Altstadt

Der Chronist Adam von Bremen berichtete ausführlich über die Bedeutung Haithabus und Schleswigs. So wurde unter Erzbischof Adalbert von Bremen in Schleswig eine Synode abgehalten, zu der Vertreter aus ganz Nordeuropa eingeladen waren. Die ersten Bischöfe Schleswigs waren Harald (Haroldus), Poppo und Rodolphus.
Für das Jahr 1134 wird von Saxo Grammaticus erstmals der Dom erwähnt. Er berichtet, dass sich der dänische König Niels vor den Brüdern der St. Knudsgilde in den Dom flüchten wollte, aber erschlagen wurde, weil er 1131 den Jarl Knud Lavard, den Sohn seines älteren Bruders Erik Ejegod, hatte töten lassen, der bei den Schleswigern beliebt gewesen war. Vor 1115 hatte Knud Lavard eine Burg auf der Möweninsel erbauen lassen.
Die Residenz der Bischöfe war zunächst eine Burg, deren Überreste heute unter dem Schloss Gottorf liegen und die zuerst im Jahr 1161 erwähnt wurde, als der Schleswiger Bischof Occo nach der Zerstörung seiner nordwestlich von Schleswig gelegenen Burg Alt-Gottorf seinen Sitz auf die Schlossinsel verlegte. Im Besitz des Bischofs blieb die Burg bis zum Jahre 1268, danach kam sie im Tausch für die Burg Schwabstedt an die Herzöge von Schleswig und ging 1340 an die damals in Holstein regierenden Schauenburger Grafen über.
Der Bischofspalast war daraufhin das Königsteinsche Palais in der heutigen Norderdomstraße 15, der Rumohrenhof. Solange das katholische Bistum Schleswig bestand, bildete dieser Hof fortan den Mittelpunkt der bischöflichen Güterverwaltung.
Die Ursprünge des Baus gehen auf die Mitte des 15. Jahrhunderts zurück. Der Erbauer soll Bischof Nicolaus Wulf (1429–1474) gewesen sein. Nach dem Tod des letzten katholischen Bischofs Gottschalk von Ahlefeldt 1541 hatte das Gebäude unterschiedliche Besitzer. Nach Auflösung des Domkapitels 1773 wurde der Hof an Baron Johann Ludwig von Königstein verkauft, der die alten Gebäude umbauen und ihnen die jetzige Gestalt geben ließ.
Schleswig hatte im 13. Jahrhundert seine Rolle als überregionale Handelsmetropole des Nordens an Lübeck abtreten müssen, war zu dieser Zeit aber noch immer ein Handelsplatz von regionaler Bedeutung, doch ging auch diese Vorrangstellung im Spätmittelalter auf Flensburg über: Für die damaligen Handelsschiffe war die Schlei vielfach nicht mehr tief genug.
1486 erscheint das von dem Drucker Steffen Arndes gesetzte Messbuch Missale Slesvicense für das Stift in Schleswig als bedeutender norddeutscher Frühdruck.

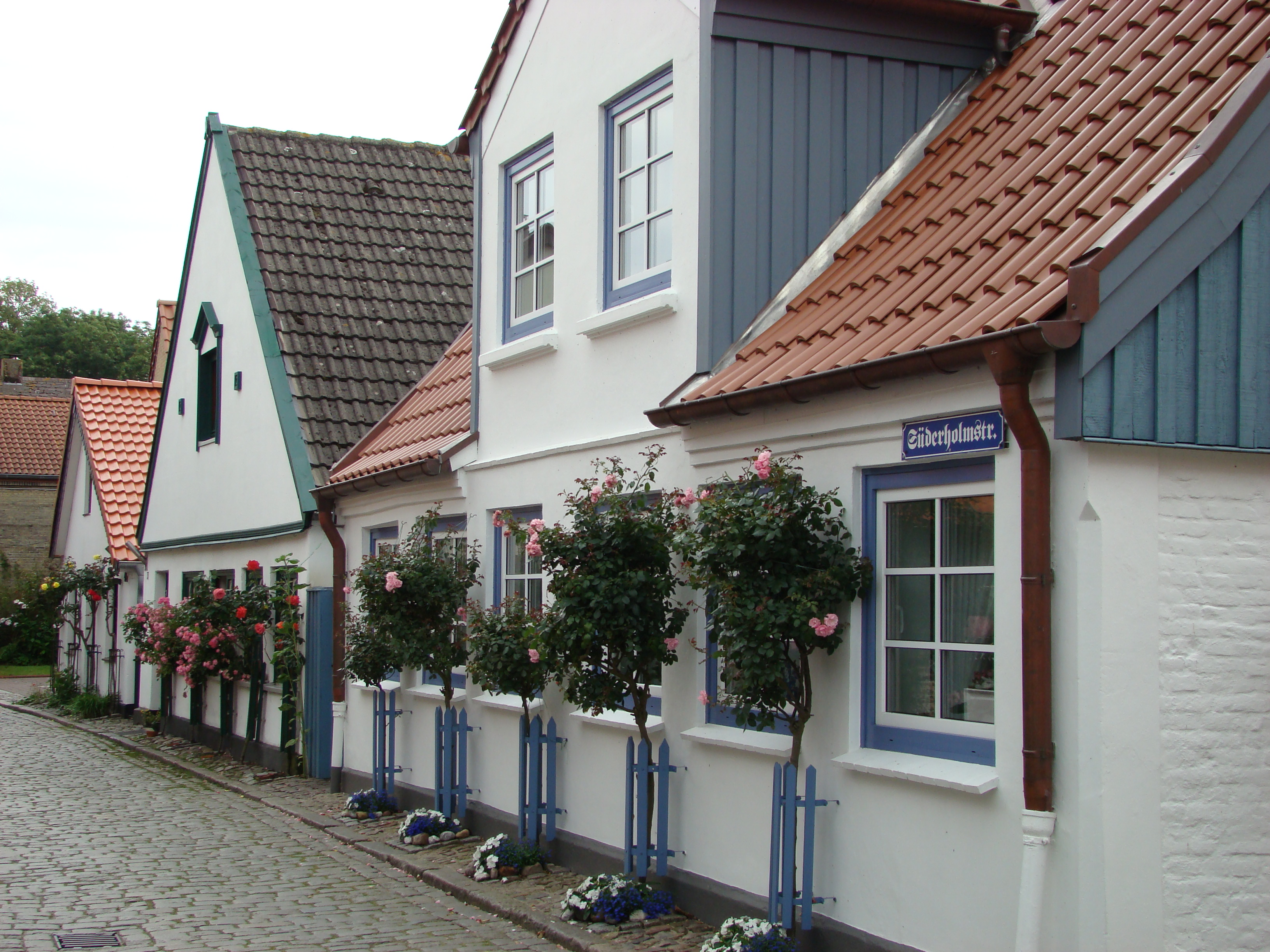
Altes Fischerhaus im Holm
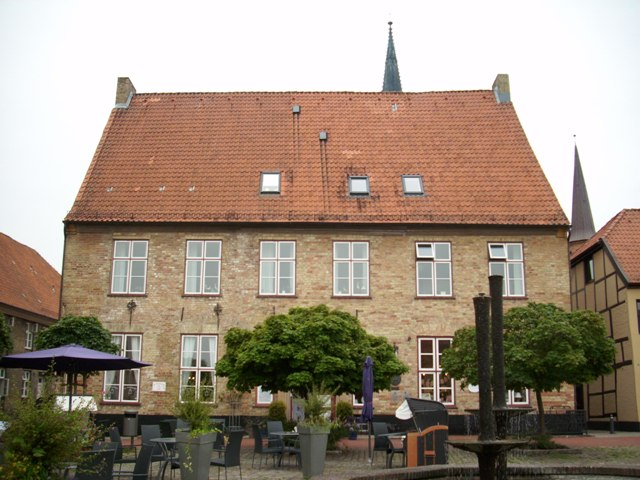
Hofapotheke am Rathausmarkt
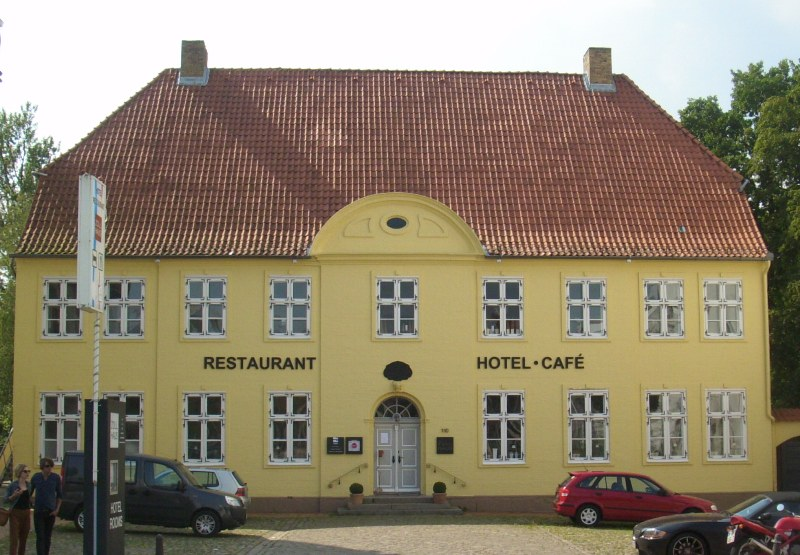
Das Zollhaus
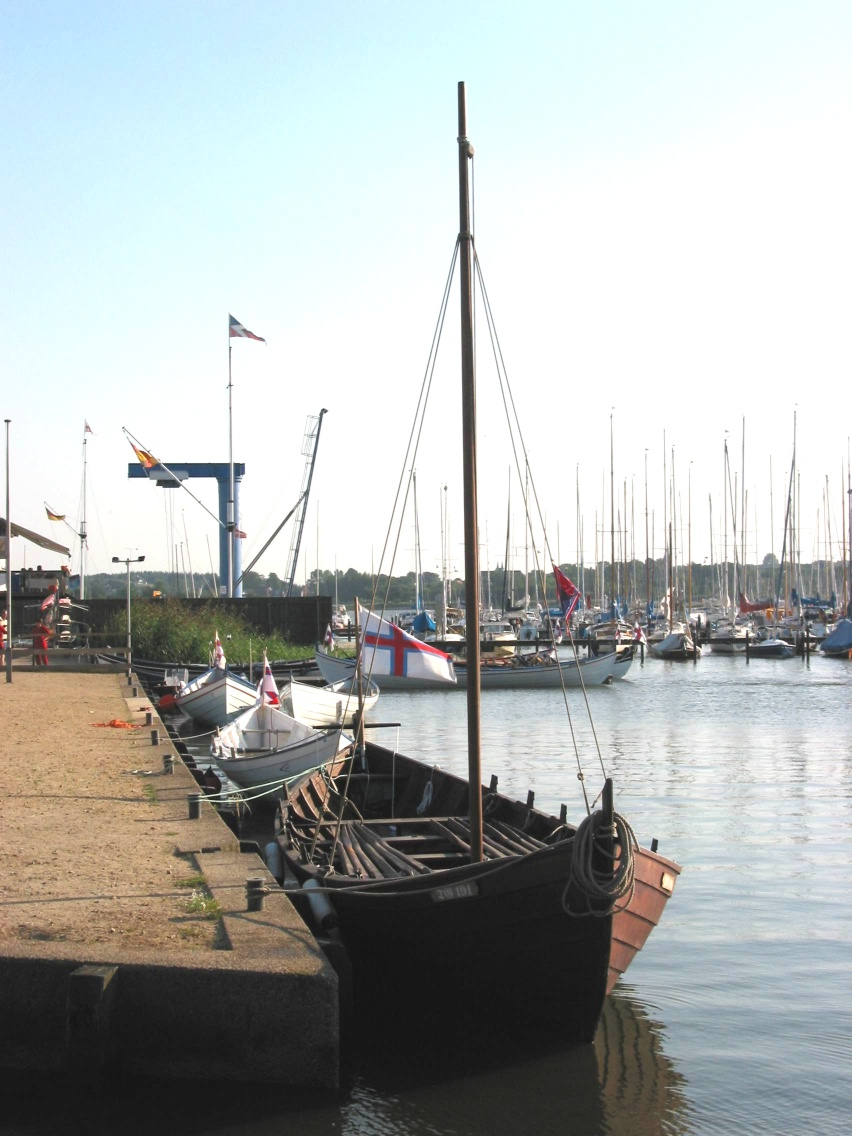
Der Stadthafen

### Mittelalterliche Hospitäler für Leprakranke
Ab 1344 sind insgesamt drei mittelalterliche Leprosorien in Schleswig nachweisbar; das erste entstand im heutigen Stadtteil St. Jürgen und gab dem Stadtteil seinen Namen, da St. Georg (niederdeutsch: St. Jürgen) der Schutzpatron aller Leprosorien in Schleswig-Holstein war. Ab 1392 ist ein weiteres Leprosorium am Gallberg nachweisbar, das Laurentius-Hospital und Sikenhus („Krankenhaus“) genannt wurde. Das dritte Leprosorium entstand im 15. Jahrhundert am Hesterberg.

### Residenz der Herzöge von Gottorf

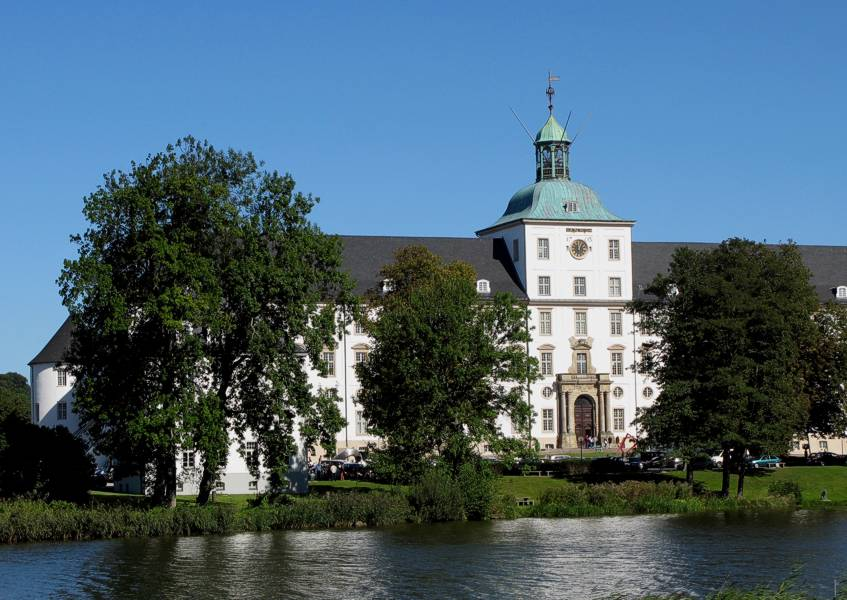
Schloss Gottorf

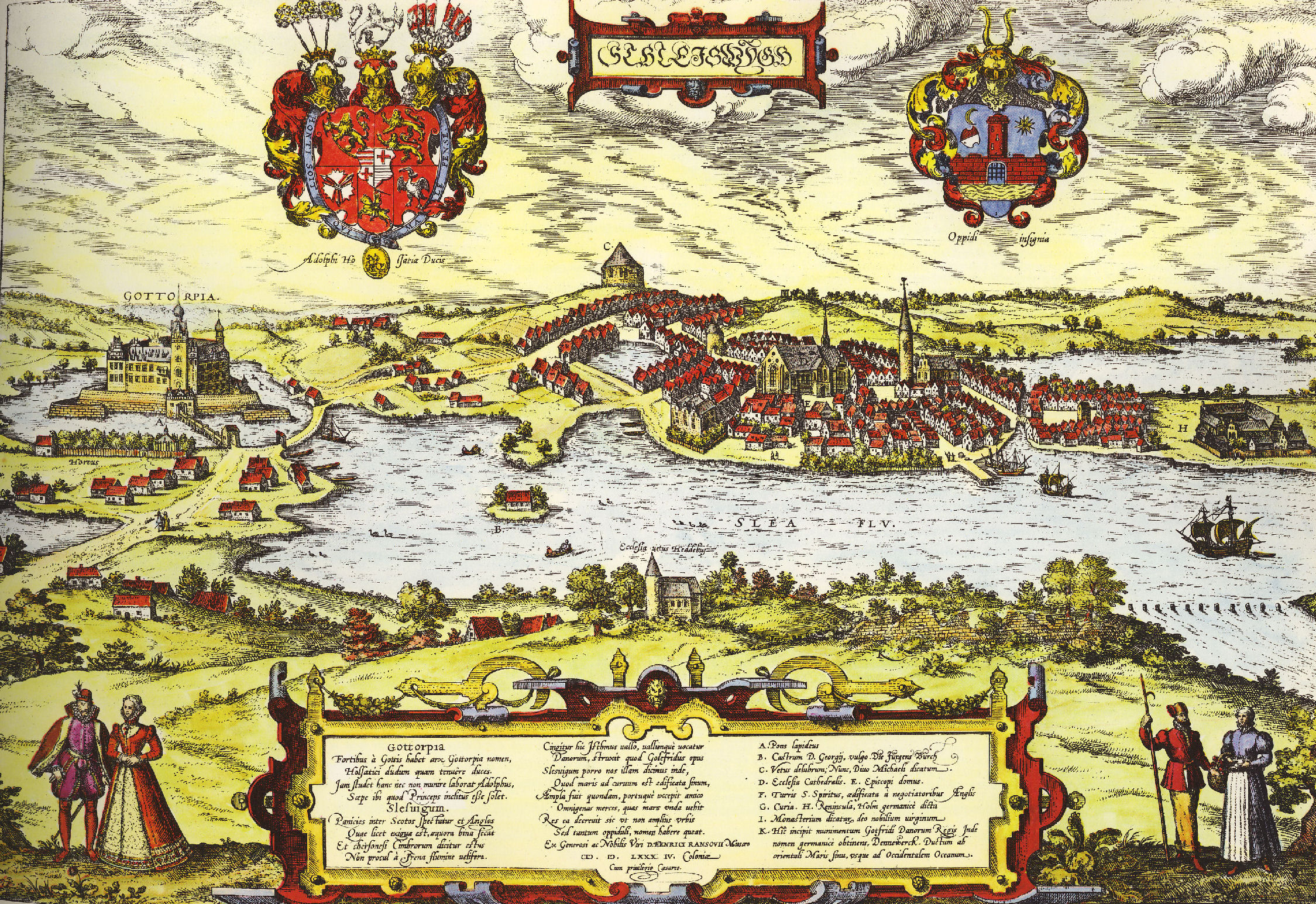
Stadtansicht Schleswigs um 1600

Nach der Reformation verschwanden bis auf wenige Ausnahmen nahezu alle der zahlreichen Kirchen und Klöster der Stadt. Teilweise wurden sie bis auf die Fundamente abgebrochen, was sich bei Ausgrabungen der Maria-Magdalena-Kirche des Dominikanerklosters zeigte. Es entstanden hingegen zahlreiche Adelspalais innerhalb der Stadtgrenzen, in denen die hohen Beamten des aufblühenden Herzogtums residierten.
Bei Hexenverfolgungen in den Jahren 1548–1551 wurden mindestens 38 Frauen verurteilt und hingerichtet. Richtstätte war der Marktplatz. Die Prozessakten sind im Schleswiger Stadtarchiv erhalten geblieben. 2014 erinnerten Kirche und Bürgermeister Arthur Christiansen in einem Gedenkgottesdienst im Schleswiger Dom an die Opfer der Hexenprozesse.
Nach der Landesteilung im Jahr 1544 wurde die Stadt die Residenz der Herzöge von Schleswig-Holstein-Gottorf. Diese blieben der dänischen Krone außenpolitisch zunächst eng verbunden, im 17. Jahrhundert führten sie jedoch eine zunehmend eigenständige Politik. Unter Herzog Friedrich III. von Schleswig-Holstein-Gottorf, der 1658 mit schwedischer Hilfe eine weitgehende Loslösung von der dänischen Krone erreichte, und seinem Sohn Christian Albrecht begann die Blütezeit des Gottorfer Hofes. Kanzler war Johann Adolph Kielmann von Kielmannsegg. Bedeutende Künstler und Gelehrte waren zu dieser Zeit am Hof tätig, darunter der Maler Jürgen Ovens (ein Schüler Rembrandts) und der Schnitzer Hans Gudewerdt der Jüngere. Der Hofgelehrte Adam Olearius beschrieb 1647 seine Reisen nach Moskau (1633) und Persien (1636). Die Herzöge erwirkten wenig später auch ein kaiserliches Privileg zur Gründung einer Universität, als deren Sitz zunächst auch Schleswig im Gespräch war, bevor sie schließlich in Kiel angesiedelt wurde.
1711 wurden die beiden Vorstädte Lollfuß und Friedrichsberg eingemeindet. Schleswig, Lollfuß und Friedrichsberg wurden zur „combinirten Stadt Schleswig“ zusammengeschlossen. Schleswig bekam erstmals einen Bürgermeister für die ganze Stadt.
Nach dem Großen Nordischen Krieg (1700–1721) und dem damit verbundenen Sieg Dänemarks über das Herzogtum Schleswig-Holstein-Gottorf fielen die Gottorfer Anteile des Herzogtums Schleswig an den dänischen König, der in Personalunion Herzog von Schleswig war. Die bisherigen Herzöge mussten ihre Residenz nach Kiel verlegen. Für die Stadt Schleswig bedeutete dies schwere wirtschaftliche Nachteile, da sie ihre Stellung als herzogliche Residenzstadt eines faktisch souveränen Staates einbüßte.

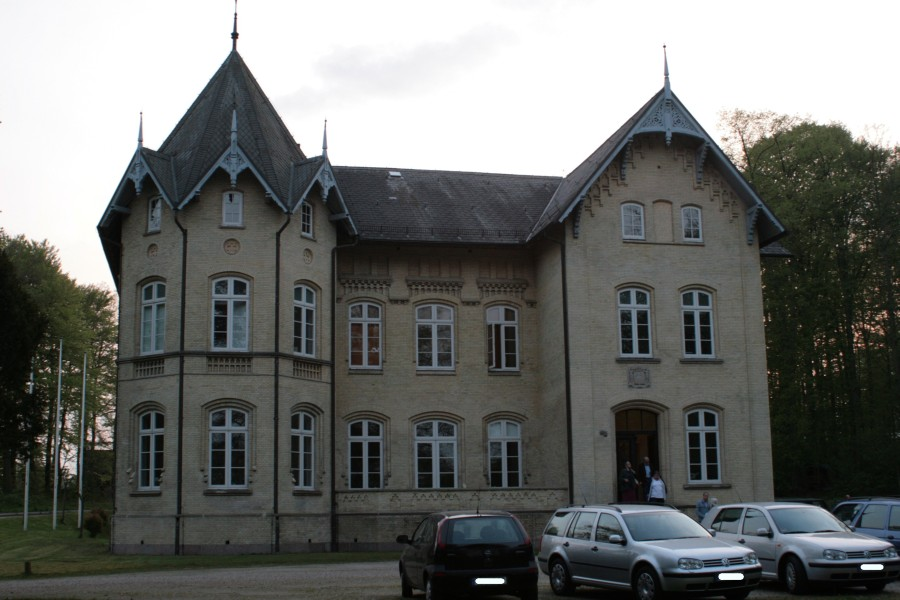
Schloss Annettenhöh
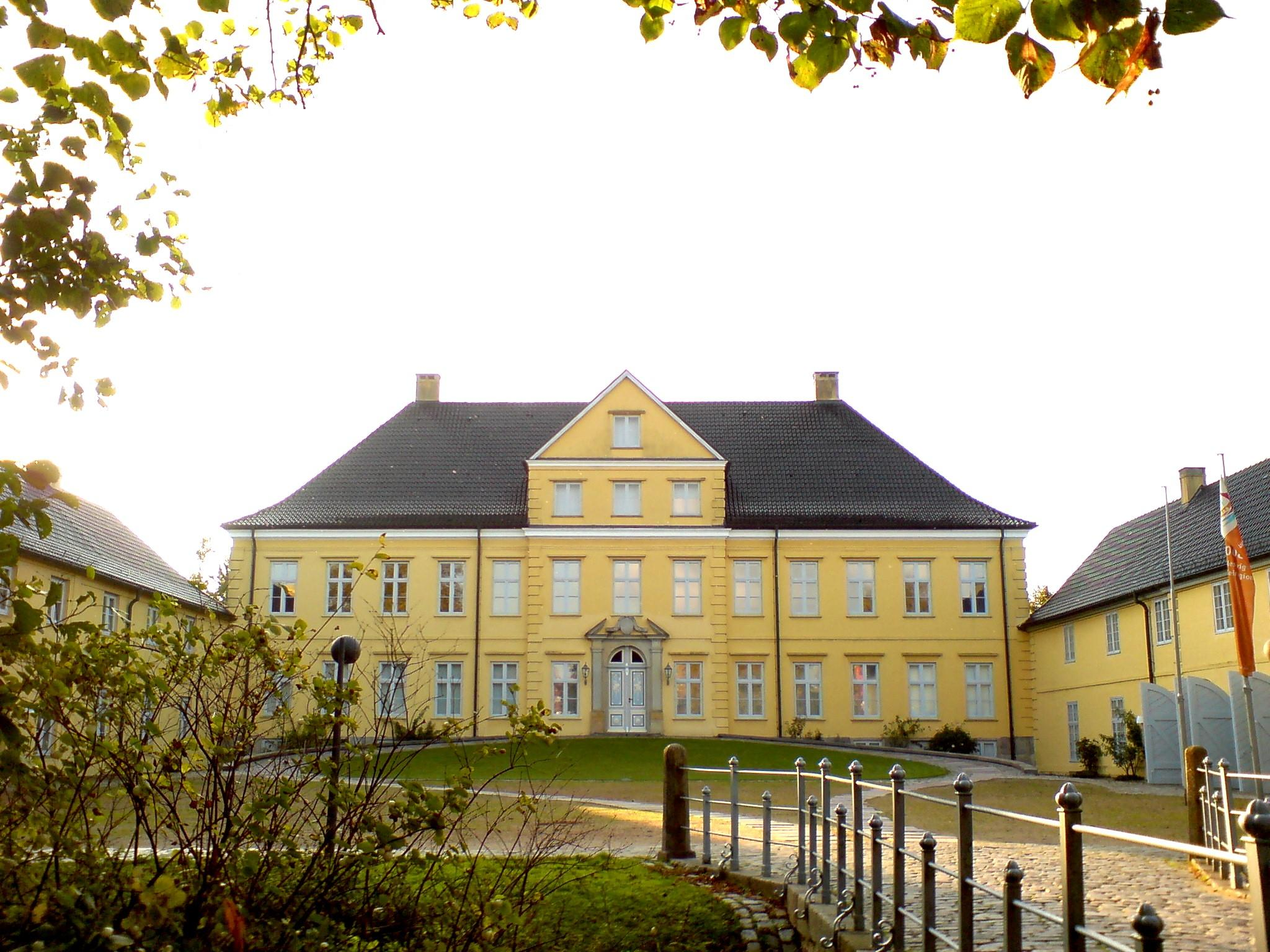
Prinzenpalais
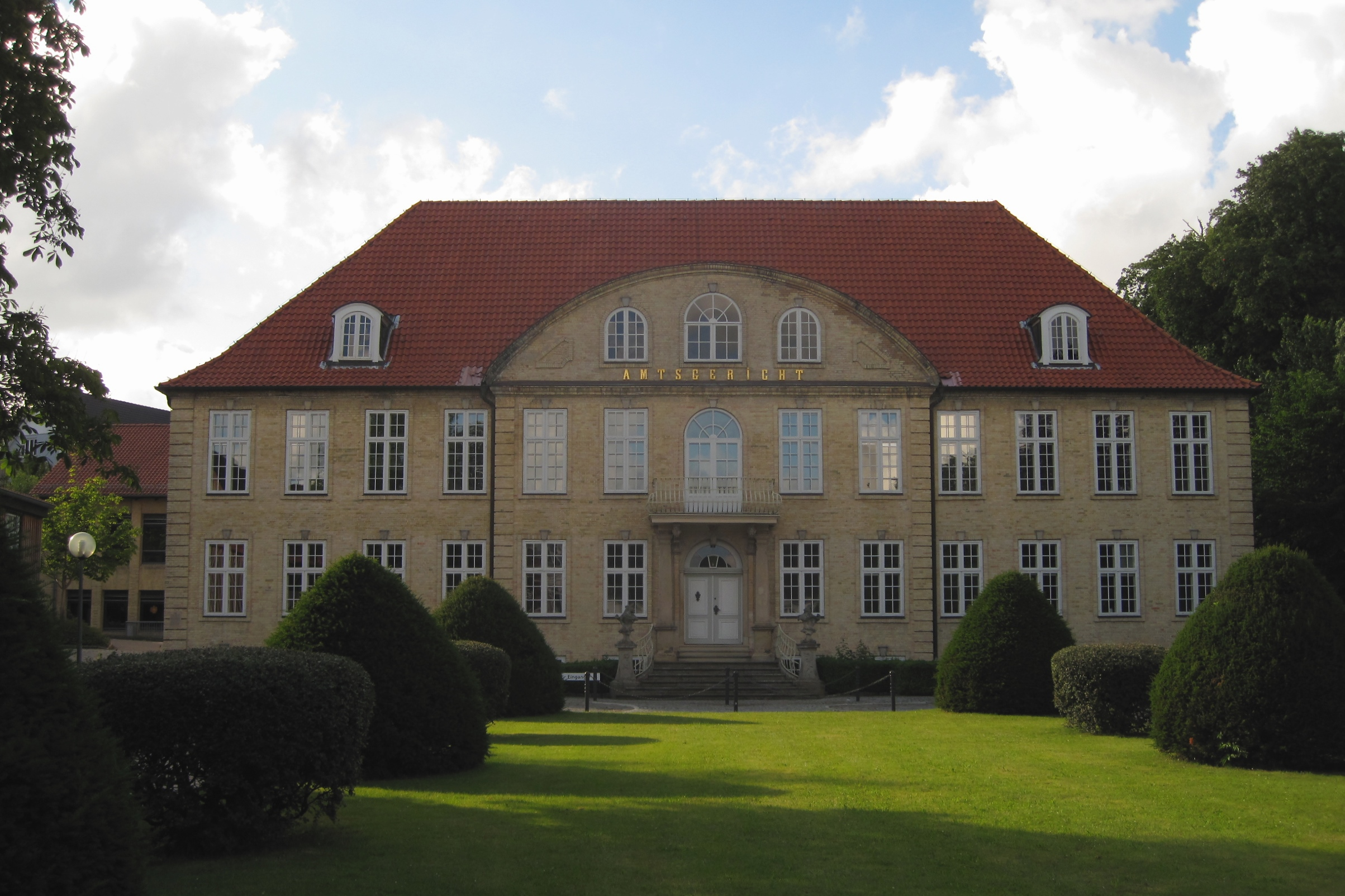
Heespenhof
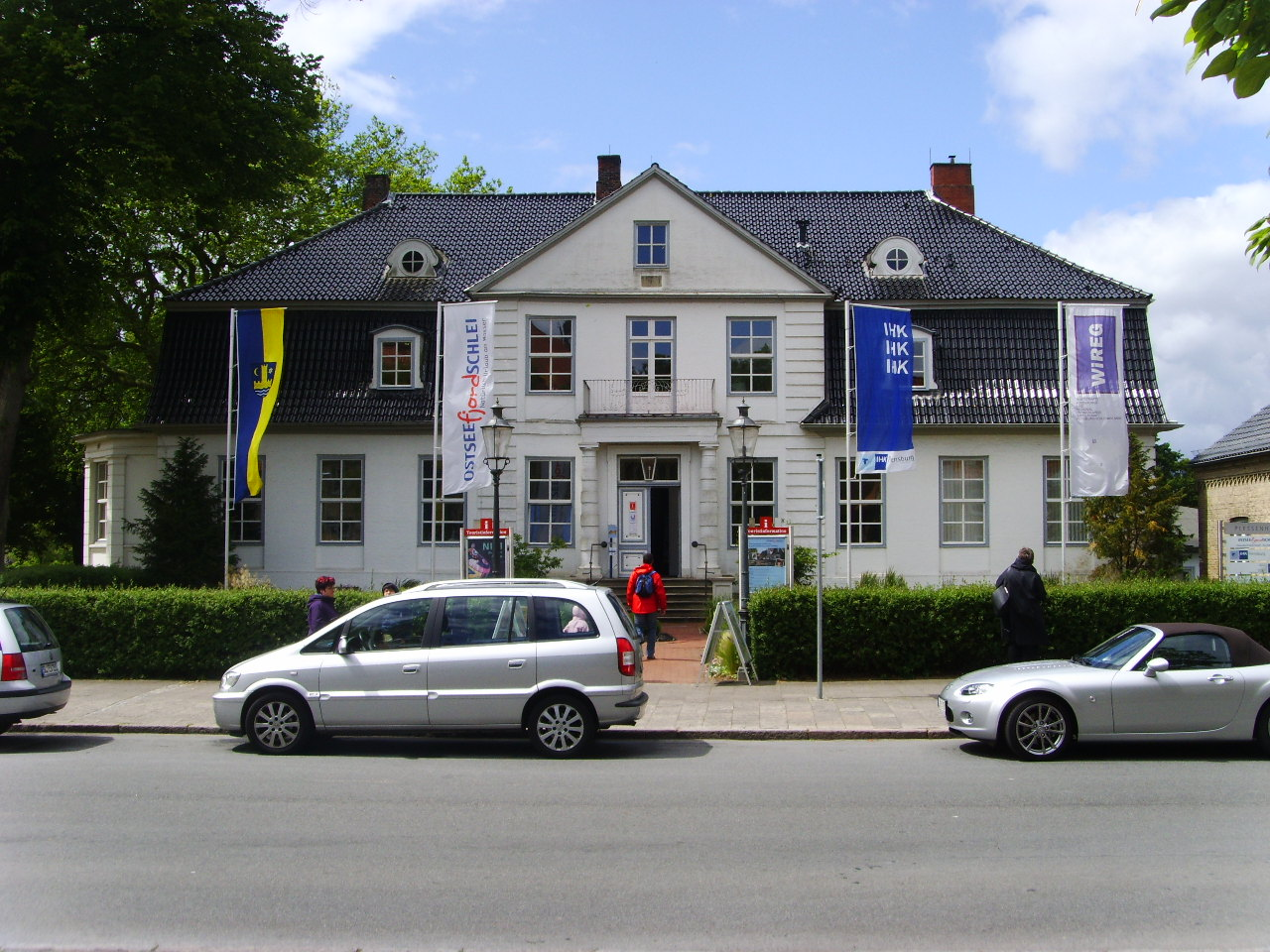
Plessenhof

### Regierungs- und Parlamentssitz des Herzogtums Schleswig

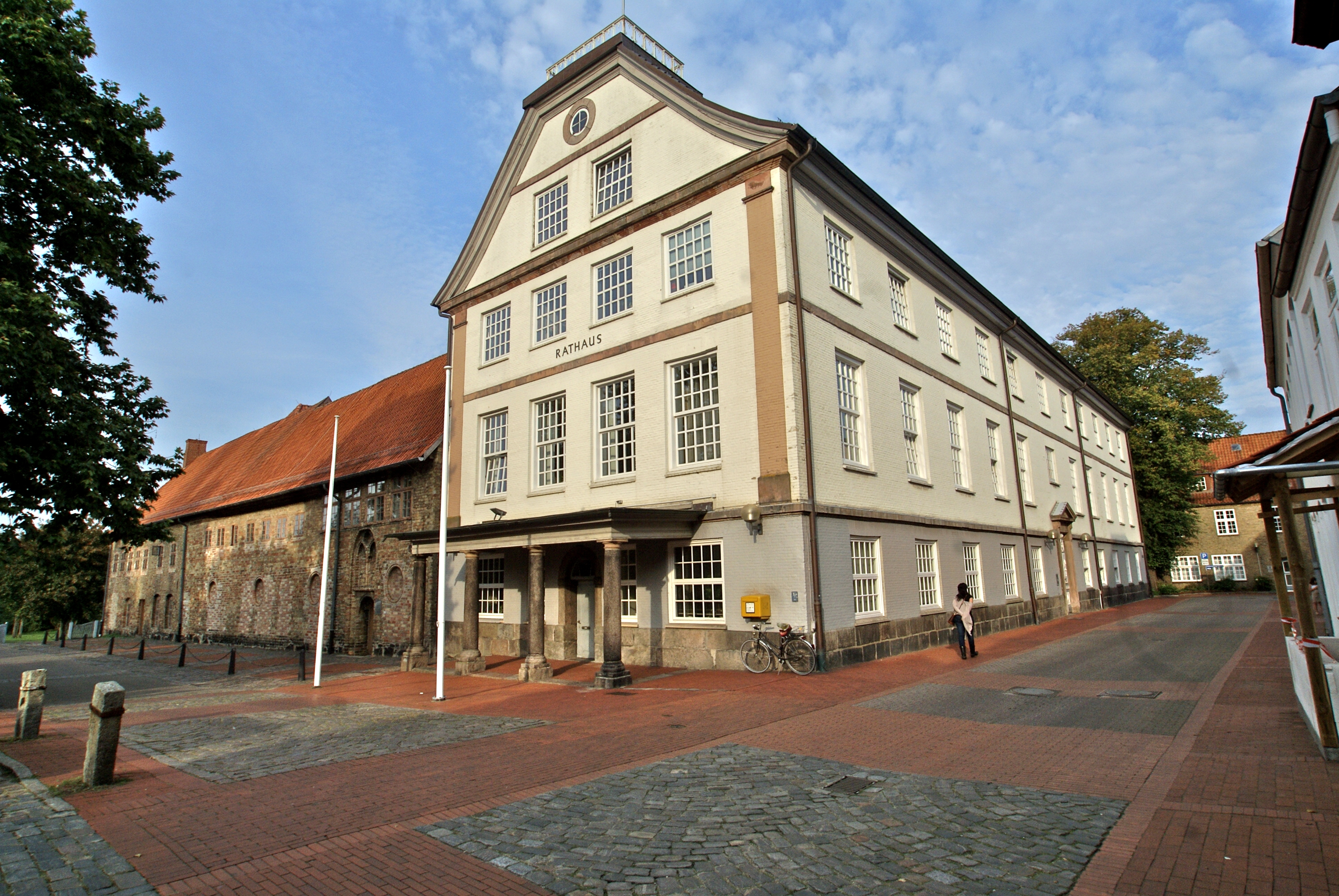
Der Ständesaal zu Schleswig – heutiges Schleswiger Rathaus

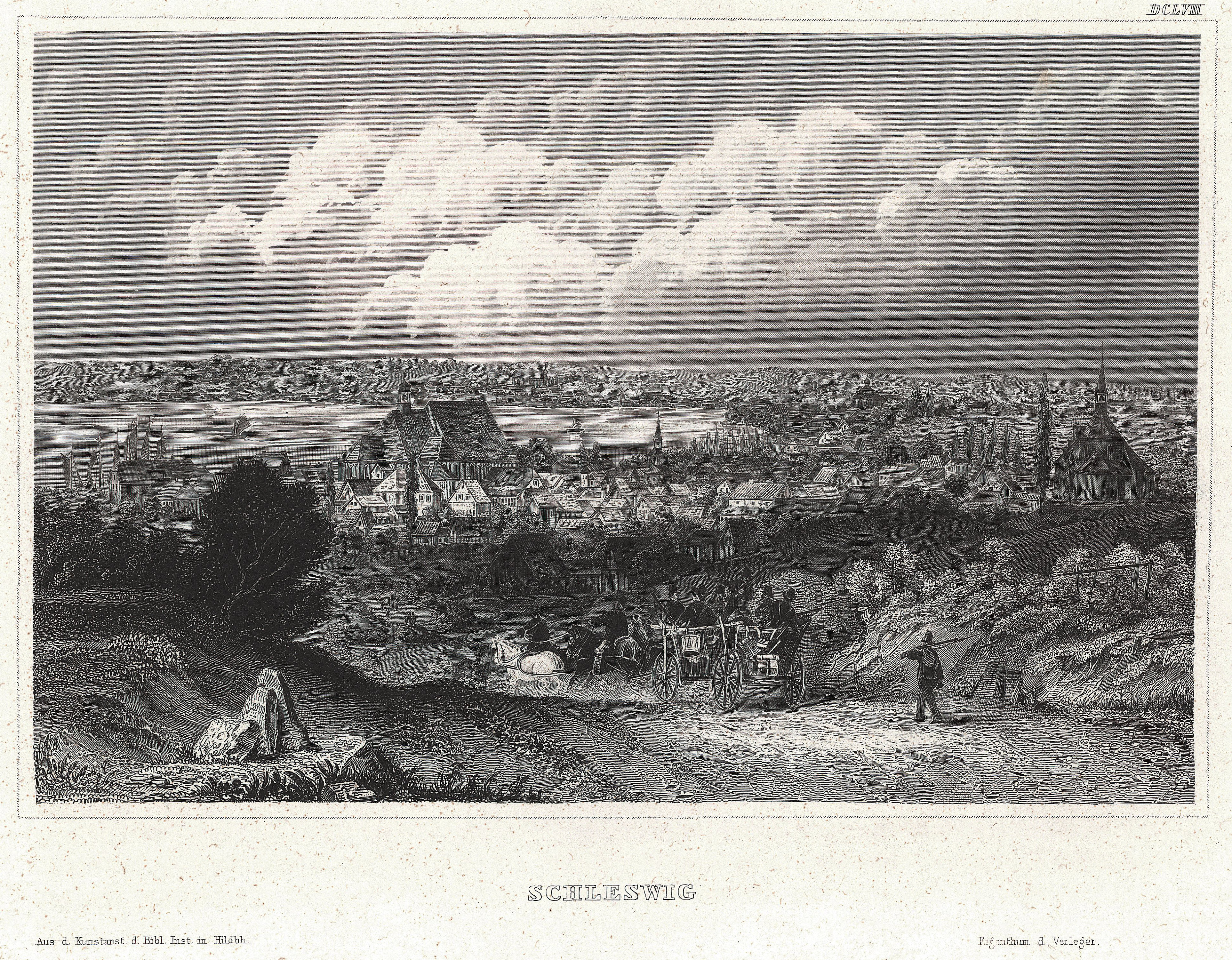
Blick auf Schleswig ca. 1850

Nach dem Verlust der Residenzfunktion für die Gottorfer Herzöge wurde das Schloss Gottorf nun Sitz des Obergerichts sowie der Regierungs- und Justizbehörde für das gesamte Herzogtum Schleswig, später (1834) im Zuge einer Justiz- und Verwaltungsreform auch Sitz einer gemeinschaftlichen Regierung für beide Herzogtümer (Schleswig und Holstein). Da der Herzog von Schleswig als dänischer König meist in Kopenhagen weilte, setzte er jedoch stets Statthalter auf Gottorf ein.
Unter dem Statthalter Landgraf Carl von Hessen (1744–1836) erlebte Schleswig erneut eine Blütezeit. 1836/1843 wurden Regierung und Gericht getrennt und die Ständeversammlung des Herzogtums wurde wieder eingerichtet. Als Tagungsraum dieses „Parlaments“ diente der Ständesaal des Rathauses. Schleswig selbst besaß zu diesem Zeitpunkt ca. 11.000 Einwohner.
Ab 1840 wurde der deutsch-dänische Konflikt das alles beherrschende Thema in der Stadt, deren Bürger sich überwiegend auf die Seite der deutschen Schleswig-Holsteiner stellten. Unter anderem entstand das Schleswig-Holstein-Lied in Schleswig; es wurde vom 23. bis 25. Juli 1840 beim Sängerfest der schleswig-holsteinischen Liedertafeln in Schleswig begeistert gesungen. Der Text stammt von dem Schleswiger Advokaten Chemnitz, die Musik von C. G. Bellmann, Kantor am St. Johannis-Kloster. Gleichzeitig wurde das erste blau-weiß-rote (Schleswig-Holsteins Farben) Banner gezeigt.
1848 brach schließlich die Schleswig-Holsteinische Erhebung der deutsch gesinnten Bevölkerung Schleswigs und Holsteins gegen die Herrschaft des dänischen Königs in den Herzogtümern aus. Am 23./24. April 1848 kam es zur Schlacht von Schleswig. In diesem „Osterschlacht“ genannten Gefecht wurden die königlichen Truppen zwar zunächst aus der Stadt Schleswig vertrieben, doch am Ende der militärischen Auseinandersetzungen im Jahr 1851 stand ein Sieg des Königreichs Dänemark über die Schleswig-Holsteinische Bewegung. Folglich verblieben Schleswig und Holstein als Herzogtümer zunächst über eine Personalunion mit der dänischen Monarchie verbunden. Das Herzogtum Schleswig mit der Stadt Schleswig behielt seine Stellung als Lehen des Königreichs Dänemark, während Holstein weiterhin Mitglied des Deutschen Bundes verblieb.
Die herzoglichen Behörden innerhalb des dänischen Gesamtstaates wurden abschließend neu geordnet. Schleswig verlor als Folge sämtliche herzoglichen Regierungsbehörden, und die Schleswigsche Ständeversammlung tagte ab 1852 im Ständehaus in Flensburg.

### Hauptstadt der preußischen Provinz Schleswig-Holstein

Preußische Provinz Schleswig-Holstein

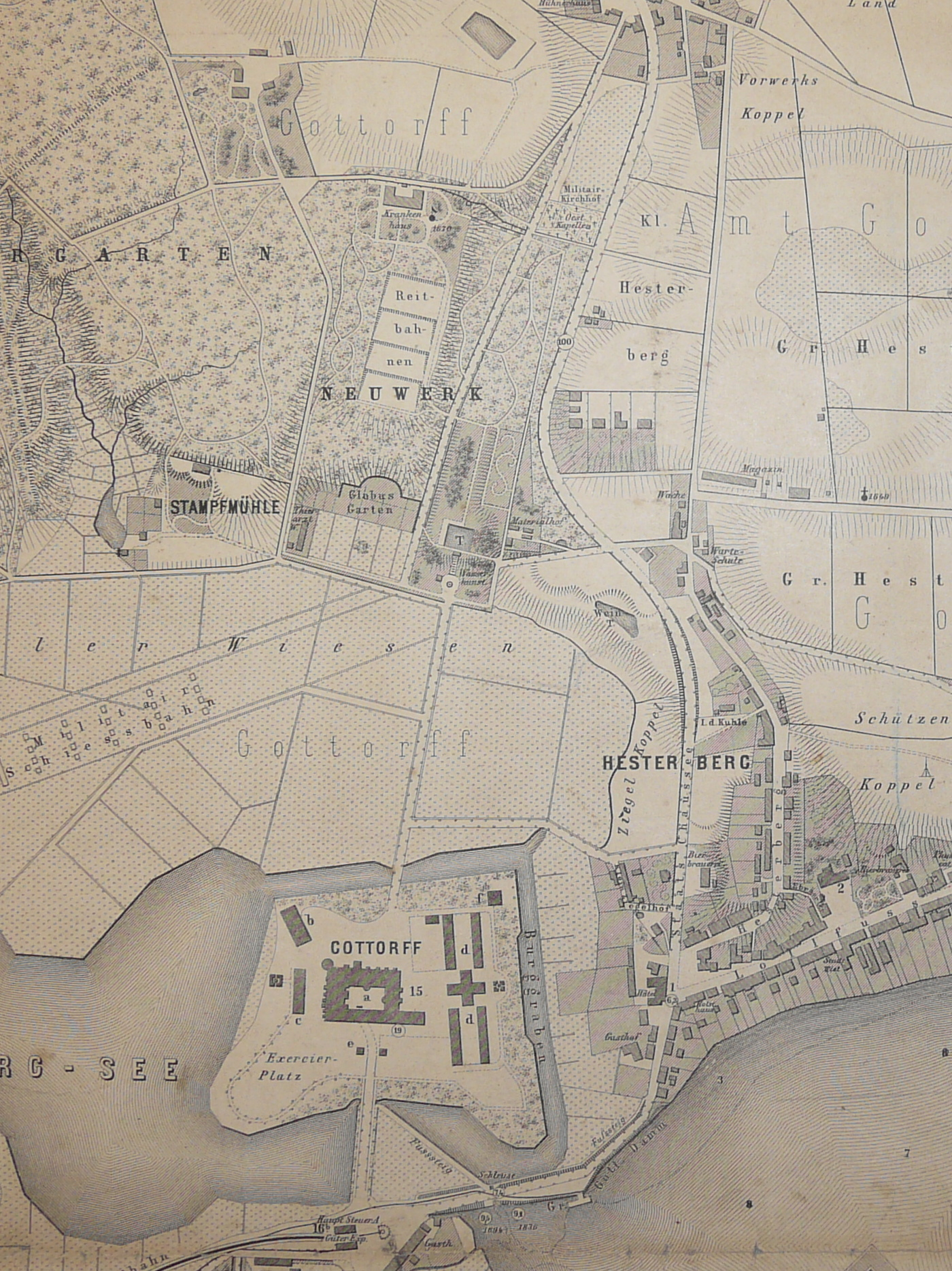
Karte von Schleswig 1871

Nach dem Deutsch-Dänischen Krieg von 1864 wurden die Herzogtümer Schleswig und Holstein zunächst ein österreichisch-preußisches Kondominium. Nach dem Deutschen Krieg (1866) wurden sie von Preußen annektiert.
Schleswig war Sitz der Provinzialregierung, die 1878 ein repräsentatives Gebäude erhielt, unter dem Oberpräsidenten (er amtierte im Ersten Weltkrieg ab 1917 in Kiel), des Staatsarchivs, eines Generalsuperintendenten, der Provinzialirrenanstalt, des Provinzialschulkollegiums sowie des Landratsamtes für den Kreis Schleswig und blieb bis 1946 Hauptstadt der preußischen Provinz Schleswig-Holstein. Der Provinziallandtag Schleswig-Holstein tagte bis 1904 weiterhin im alten Ständesaal. In der preußischen Zeit erfolgte von 1888 bis 1894 der Bau des 112 Meter hohen Schleswiger Domturmes.
Mit der Gleichstellung der Juden im Norddeutschen Bund 1869 entstand eine kleine jüdische Gemeinde in Schleswig, die sich wegen der Abwanderung vieler ihrer Mitglieder in größere Städte bis zum Ersten Weltkrieg aber wieder auflöste.
Von 1866 bis 1919 war Schleswig Garnisonsstadt. Am 9. November 1866 kamen der Regimentsstab und das 3. Bataillon des neu aufgestellten Infanterie-Regiments Nr. 84 in die Stadt. Das 1. und 2. Bataillon folgten 1890 und 1892. Ein Bataillon lag im Schloss Gottorf, für die anderen Bataillone wurden die Kasernen an der Moltkestraße 1892 gebaut. Das Regiment erhielt 1867 den Namen „Schleswigsches Infanterie-Regiment Nr. 84“ und wurde 1888 zu Ehren des Generals von Manstein in „Infanterie-Regiment von Manstein (Schleswigsches) Nr. 84“ umbenannt. Es wurde nach dem Ersten Weltkrieg 1919 aufgelöst.
1866 kam auch das neu aufgestellte preußische Husaren-Regiment Nr. 16 nach Schleswig. Es erhielt 1867 den Namen „Schleswig-Holsteinisches Husaren-Regiment Nr. 16“. 1872 wurde Kaiser Franz Joseph I. von Österreich nominell Chef des Regiments, dessen Name in „Husaren-Regiment Kaiser Franz-Joseph von Österreich, König von Ungarn (Schleswig-Holsteinisches) Nr. 16“ geändert wurde. Das Schloss Gottorf war seine Kaserne bis zur Auflösung nach dem Ersten Weltkrieg.
Von 1890 bis 1936 bestand eine etwa 4 km lange, ab 1910 elektrifizierte Linie der Straßenbahn Schleswig, die den Rathausmarkt mit dem Bahnhof der Stadt verband.
Zu Beginn des Ersten Weltkrieges 1914 läuteten in Schleswig anlässlich der Mobilmachung von 7 bis 8 Uhr die Glocken der Kirchen und die Bevölkerung sah dem Waffengang zunächst begeistert entgegen. Die öffentlichen Gebäude der Stadt, wie der Sitz der Provinzialregierung, der Bahnhof, die Post, die Reichsbank und das Rathaus wurden vom Militär besetzt, und am 3. August rückte das Husarenregiment aus und am 8. August verließ auch das Regiment von Manstein die Stadt. Letztlich hatte Schleswig im Ersten Weltkrieg ca. 270 Gefallene zu beklagen, für die 1920 auf dem Domfriedhof ein Denkmal und 1926 an der Ecke Flensburger Straße/Neuwerkstraße ein Monument aus grauem Granit aufgestellt wurden.
In der Weimarer Republik wurde der Schleswiger Graf Ulrich von Brockdorff-Rantzau der erste Außenminister der jungen Deutschen Republik. Gewählt wurden überwiegend die Sozialdemokraten, die Nationalliberalen und die Deutschnationalen (als Beispiel das Ergebnis der Reichstagswahl am 20. Mai 1928 – Wahlberechtigte in Schleswig 11.557, Stimmen SPD 3.300, DVP 2.120, DNVP 1.313, DDP 810).
Während des Kapp-Putsches kam es Anfang 1920 in Schleswig zu Gefechten zwischen der Garnison in Schloss Gottorf, die sich dem antidemokratischen Umsturzversuch angeschlossen hatte, und bewaffneten regierungstreuen Arbeitern. 1936 errichtete man einen Gedenkstein am Schloss, der an die dabei getöteten Putschisten erinnert. Ergänzt um eine erläuternde Beischrift steht dieser Stein noch heute an Ort und Stelle.
Auch die NSDAP verfügte in Schleswig schon früh über eine starke Basis. 1925 bildete sich die Schleswiger Ortsgruppe der Partei, deren Mitglieder zunächst meist aus dem ländlichen Umfeld (Fahrdorf, Busdorf, Tolk) kamen. Bei der Reichstagswahl vom Juli 1932 erhielt die NSDAP mit 50,7 Prozent der Stimmen mehr Stimmen als alle anderen politischen Gruppen zusammen. Ende 1932 hatte die NSDAP-Ortsgruppe 700 Mitglieder. Eine Ursache für diesen Erfolg war auch in der Situation des örtlichen Zeitungsmarkts begründet, der von den Schleswiger Nachrichten beherrscht wurde. Seit 1930 entwickelte sich die Zeitung zu einem Sprachrohr der NSDAP und trug so dazu bei, den Nationalsozialismus in Schleswig mehrheitsfähig zu machen. Hinzu kam die hohe Affinität der Agrarfunktionäre in Stadt und Kreis Schleswig zur NSDAP.

### Schleswig im Dritten Reich
Während der zwölf Jahre des „Dritten Reiches“ waren rund 4000 Schleswiger Bürger Mitglied der NSDAP.
Von 1933 bis 1937 erfolgte der Bau der Kaserne auf der Freiheit, sowie ab 1935 der Seefliegerhorst Schleswig. 1935 wurde zudem die alte, vom Wasser umgebene Fischersiedlung Holm mit der Fischbrückstraße verbunden und der Graben zugeschüttet. Durch den Bau der Knud-Laward-Straße als Zufahrt zur Kaserne ist der Holm seither keine Insel mehr. Ferner wurden 1935 die ursprünglichen Farben des Stadtwappens von Schleswig von blau-rot auf blau-gold geändert. Dafür sollen heraldische Grundsätze maßgeblich gewesen sein.
Kommunisten, Sozialdemokraten und Juden wurden von den Nationalsozialisten verfolgt und in Konzentrations- oder Vernichtungslager deportiert. Auch mehrere Hundert Patienten der Heilanstalten Hesterberg und Stadtfeld, darunter über 200 Kinder, wurden im Rahmen der NS-Krankenmorde umgebracht.
In der zweiten Kriegshälfte gab es in Schleswig 15 Lager für Zwangsarbeiter mit insgesamt rund 500 Plätzen. Die zumeist polnischen und sowjetischen Zwangsarbeiter waren überwiegend in kleineren Betrieben beschäftigt, doch etwa 80 von ihnen arbeiteten in der Tauwerk- und Fahrzeugplanenfabrik Oellerking vorwiegend für den Militärbedarf.
Von den Bombenangriffen der Alliierten blieb das militärisch unbedeutende Schleswig während des Zweiten Weltkrieges weitgehend verschont. Verschiedene Denkmäler (u. a. die überlebensgroße Bismarckstatue vom Rathausmarkt, das Kanonen-Denkmal Kaiser Wilhelm des I. beim Regierungsgebäude, die Bronzefiguren vom Reventlou-Beseler-Denkmal vor dem Amtsgericht, das Germania-Denkmal an der oberen Michaelis-Allee) wurden eingeschmolzen, um deren Metall für die Kriegsproduktion nutzen zu können. Die Denkmäler wurden auch nach Beendigung des Krieges nie wiederhergestellt. Anstelle des Bismarck-Denkmals ziert inzwischen ein Brunnen den Marktplatz von Schleswig.
Am 4. Mai 1945 unterschrieb Hans-Georg von Friedeburg im Auftrag des letzten Reichspräsidenten Karl Dönitz, der sich zuvor mit der letzten Reichsregierung in den Sonderbereich Mürwik abgesetzt hatte, die Teilkapitulation der Wehrmacht für Nordwestdeutschland, Dänemark und die Niederlande. In den darauffolgenden Tagen wurde auch die Stadt Schleswig kampflos durch britische Truppen besetzt.

### Nachkriegszeit

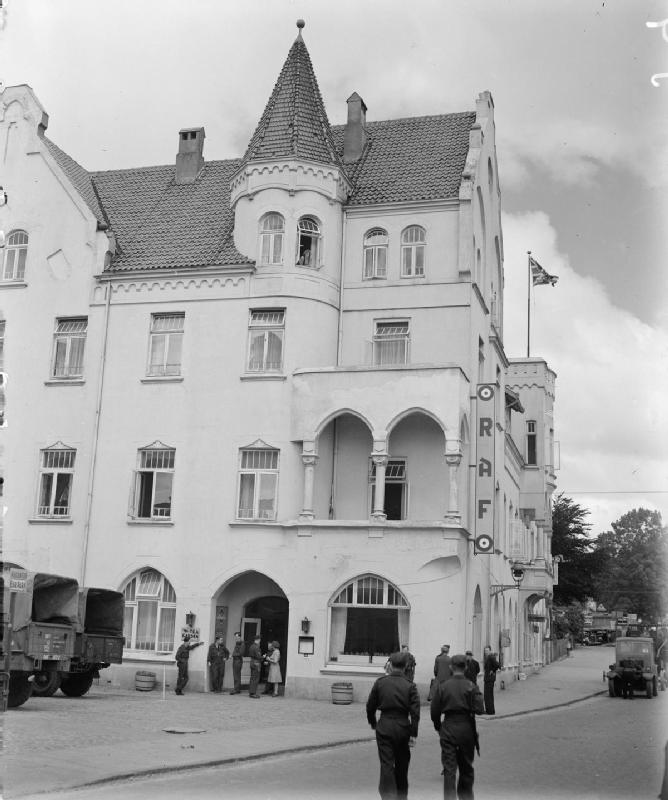
Das Hotel Stadt Hamburg als Club der Royal Air Force
(2014/15 abgerissen)

Vom 10. Mai 1945 bis zum Februar 1948 beschlagnahmten die Briten insgesamt 151 Häuser mit 2490 Räumen und 73.556 m² Wohnraum, darunter 59 Privathäuser mit 456 Räumen zur Unterbringung der englischen Soldaten. Am 12. Mai wurde Schloss Gottorf mit dem gesamten Inventar von den Briten beschlagnahmt, am 16. Mai der Seefliegerhorst auf der Freiheit, das Gewese Luisenbad nebst Badestrand, die Bootsschuppen des Schleisegelklubs und die Strandhalle. Ferner mussten die Besitzer privater Segelboote ihre Schiffe zur Verfügung stellen. Die Michaeliskirche diente seit dem 16. Mai als englische Garnisonkirche. Durch die Beschlagnahmungen mussten 1800 Personen anderweitig untergebracht werden.
Schleswig zählte zu Beginn der Nachkriegszeit 26.213 Einwohner. Dazu kamen 9767 Flüchtlinge und Vertriebene aus den ehemaligen deutschen Ostgebieten und Evakuierte aus zerbombten Städten, die überwiegend in ehemaligen Kasernen einquartiert wurden, insgesamt lebten um 1947 also rund 36.000 Personen in Schleswig. Aufgrund von Nahrungsmittelknappheit herrschte im gesamten Stadtgebiet großer Hunger.
Am 12. Oktober 1945 verhängte die britische Besatzungsmacht zur Verhinderung eines Nationalitätenkonflikts ein Verbot des Flaggens mit dänischen oder schleswig-holsteinischen Farben. Nach dem Zweiten Weltkrieg erstrebte ein Teil der dänischen Minderheit den Anschluss an das Königreich Dänemark. Da die Angehörigen der dänischen Minderheit Lebensmittelhilfen aus Skandinavien erhielten, wurden Einwohner, die sich nach der Zeit des Nationalsozialismus zur dänischen Minderheit bekannten, von Deutschgesinnten verdächtigt, aus rein materiellen Motiven zu handeln, und als „Speckdänen“ beschimpft. Von 1955 bis zu seinem Tod 1973 amtierte Werner Kugler als Bürgermeister.
Nachdem die britische Militärregierung die preußische Provinz Schleswig-Holstein 1946 in ein deutsches Bundesland umgewandelt hatte, verlor Schleswig seine herausragende Rolle unter den Städten Schleswig-Holsteins, und Kiel wurde Landeshauptstadt. Pläne, dafür die Universität Kiel nach Schleswig zu verlegen, wurden nicht umgesetzt. Später wurden die britischen Soldaten durch norwegisches Militär als Besatzungsmacht ersetzt.

### Justiz- und Kulturhauptstadt des Landes Schleswig-Holstein
Am 24. Oktober 1948 erfolgte die erste Gemeindewahl im neuen Land Schleswig-Holstein. In Schleswig gewann ein Wahlbündnis von CDU und SPD. Dieses erzielte in Schleswig zusammen 12.286 Stimmen. Der SSW, als Partei der dänischen Minderheit, erhielt unter der gesamten Bevölkerung hingegen 7187 Stimmen und die KPD 305 Stimmen.
In die Stadtvertretung wurden hierdurch 20 deutsche und 7 dänischgesinnte Mitglieder gewählt. Von den 20 deutschen Vertretern gehörten 12 der CDU und 8 der SPD an. Aufgrund des eindeutigen deutschen Wahlsieges wurden vom Rathaus und vom Domturm daraufhin in den Folgetagen die von der Militärregierung erst kürzlich wieder zugelassenen blau-weiß-roten Landesfarben gehisst.
Als Ausgleich für den Verlust der politischen und administrativen Funktionen als Landeshauptstadt wurde Schleswig nach dem Zweiten Weltkrieg zudem Sitz des Oberlandesgerichts, des Landesarchivs, des Landesmuseums für Kunst und Kulturgeschichte und des Archäologischen Landesmuseums. Schleswig ist somit heute ein kulturelles und Justizzentrum des Landes Schleswig-Holstein.

## Politik

### Stadtrat
Die Stadtversammlung (dän. Slesvig byråd) ist die kommunale Volksvertretung der Stadt Schleswig. Über die Zusammensetzung entscheiden die Bürger alle fünf Jahre. Die letzte Wahl fand am 14. Mai 2023 statt. Diese führte bei einer Wahlbeteiligung von 44,8 % zu nebenstehender Zusammensetzung der Stadtversammlung:
- Linke: 1
- SPD: 8
- Grüne: 6
- SSW: 7
- FDP: 2
- BfB: 3
- Freie Wähler: 2
- CDU: 11

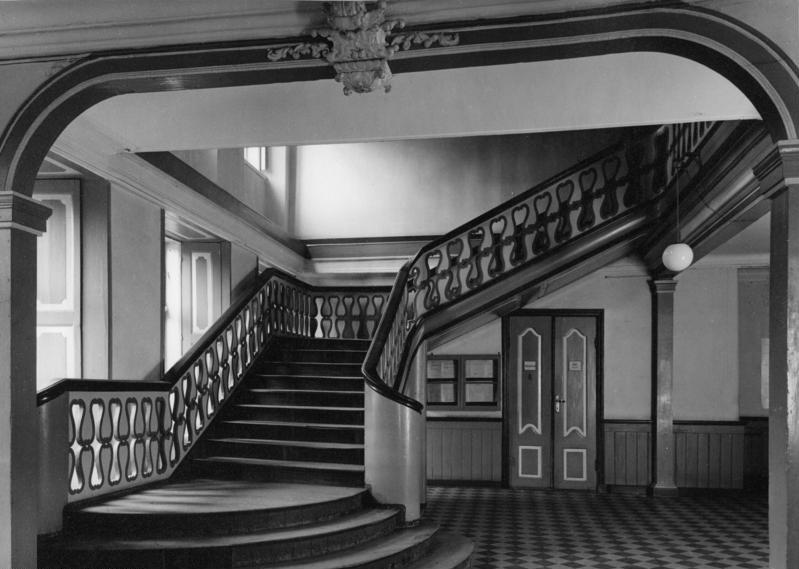
Rathaus – Freitreppe
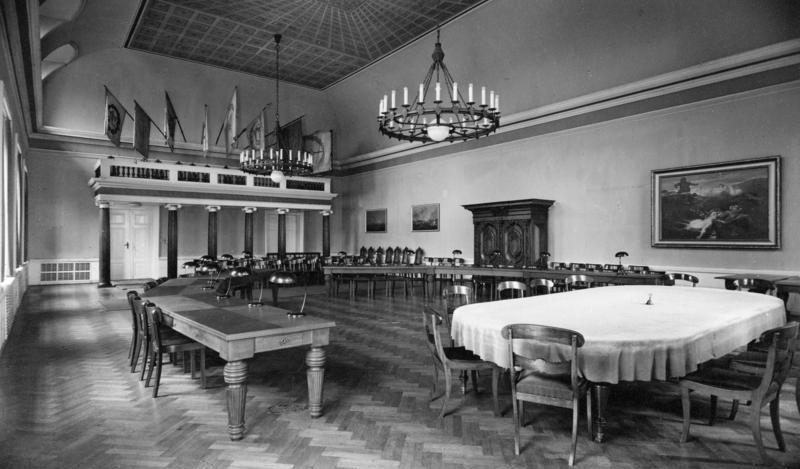
Der Ständesaal – Innenansicht
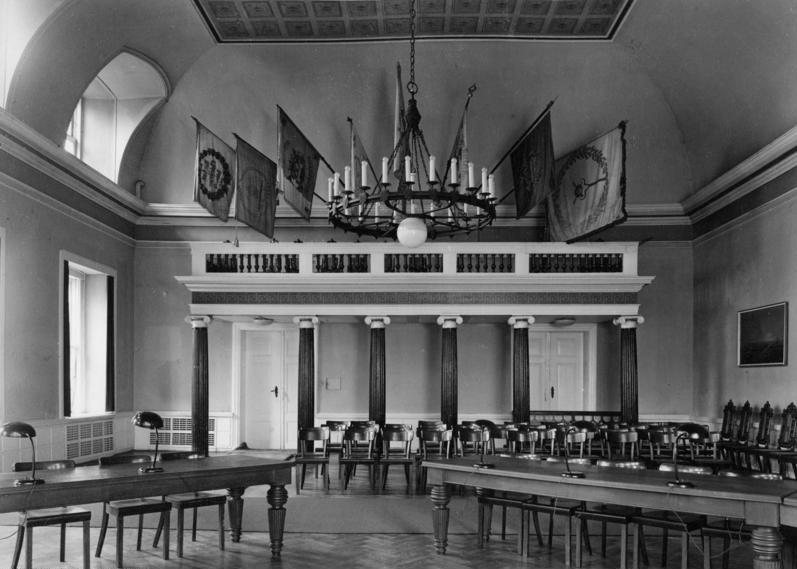
Der Ständesaal – Flaggenensemble

### Bürgermeister
| Amtszeit          | Amtszeit          | Name |
| Beginn            | Ende              | Name |
| ----------------- | ----------------- | --- |
| 29. Dezember 1885 | 31. Dezember 1909 | Julius Heiberg |
| 1. Januar 1910    | 31. Dezember 1912 | Wilhelm Brückner |
| 1. April 1913     | 10. August 1933   | Oscar Behrens |
| 11. August 1933   | 23. Oktober 1933  | Heinrich Blum, kommissarischer Bürgermeister                                                                                              |
| 24. Oktober 1933  | 22. Januar 1934   | Adolf Herting, kommissarischer Bürgermeister                                                                                              |
| 22. Januar 1934   | 31. Oktober 1937  | Franz Friedrich Freiherr von Baselli |
| 11. Dezember 1937 | Mai 1945          | Helmut Lemke, NSDAP |
| 15. Mai 1945      | 30. November 1945 | Hans Hinrichs, kommissarischer Bürgermeister                                                                                              |
| 1. Dezember 1945  | 19. November 1948 | Hermann Clausen, bis Juli 1946 SPD, ab 1948 SSW, kommissarischer Bürgermeister, gewählter Bürgermeister vom 7. März bis 19. November 1948 |
| 19. November 1948 | 30. April 1950    | Jakob Böhme, CDU |
| 1. Mai 1950       | 30. Dezember 1954 | Bruno Lorenzen |
| 1. Juni 1955      | 9. August 1973    | Werner Kugler, CDU |
| 12. November 1973 | 18. Januar 1977   | Bodo Richter, SPD |
| 19. Januar 1978   | 18. Januar 1990   | Heinz Bartheidel, CDU |
| 19. Januar 1990   | 18. Januar 2002   | Klaus Nielsky, SPD |
| 19. Januar 2002   | 17. Januar 2014   | Thorsten Dahl, zunächst CDU, später parteilos                                                                                             |
| 17. Januar 2014   | 18. Januar 2020   | Arthur Christiansen, parteilos |
| 19. Januar 2020   | im Amt            | Stephan Dose, SPD |

### Bundes- und Landespolitik
Schleswig gehört zum Bundestagswahlkreis Flensburg – Schleswig und zum Landtagswahlkreis Schleswig.

### Wappen und Flagge
Das Wappen der Stadt Schleswig entstand aus einem alten Siegel der Stadt, das schon für das 13. Jahrhundert bezeugt ist. 1935 wurde der eingereichte Wappenvorschlag Schleswigs, der auf dem alten Siegel beruhte, für die Stadt genehmigt. Die Blasonierung wurde damit festgelegt: „In Blau über blauen und silbernen Wellen auf torloser goldener Zinnenmauer ein goldener Zinnenturm, den eine zugewendete goldene Mondsichel und ein sechsstrahliger goldener Stern begleiten.“
Die Schleswiger Flagge (Blasonierung: „Die Stadtflagge ist blau-gelb.“) ist nicht in der Kommunalen Wappenrolle Schleswig-Holstein eingetragen. Die Farben blau-gelb entsprechen denen des Herzogtums Schleswig (siehe auch: Schleswigsche Löwen).

### Partnerstädte
- London Borough of Hillingdon (Vereinigtes Königreich), seit 1958
- Mantes-la-Jolie (Frankreich), seit 1958
- Vejle (Dänemark), seit 1977
- Waren (Müritz) (Deutschland, Mecklenburg-Vorpommern), seit 1990

## Religionen

### Religionsgemeinschaften

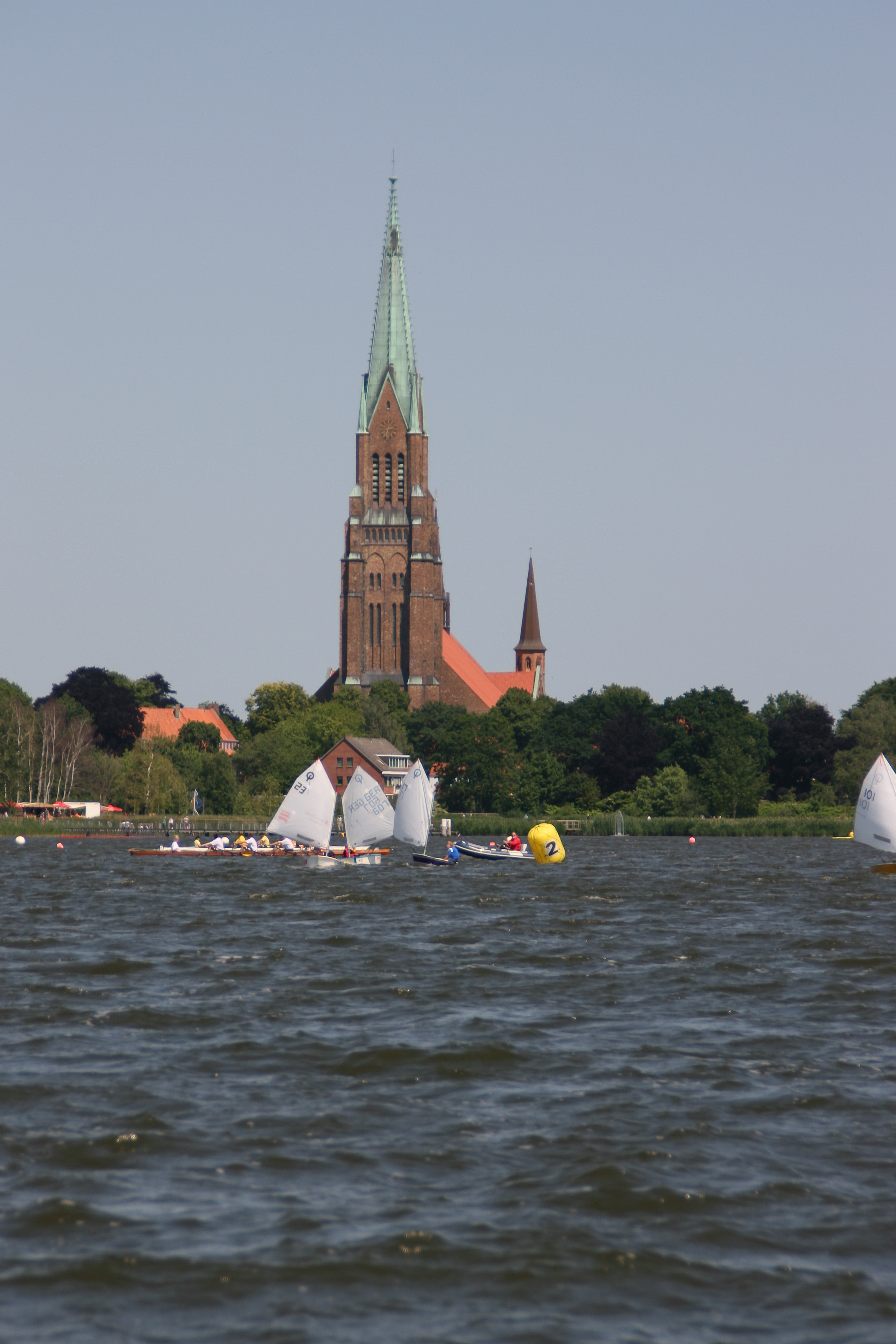
Der St.-Petri-Dom beziehungsweise Schleswiger Dom

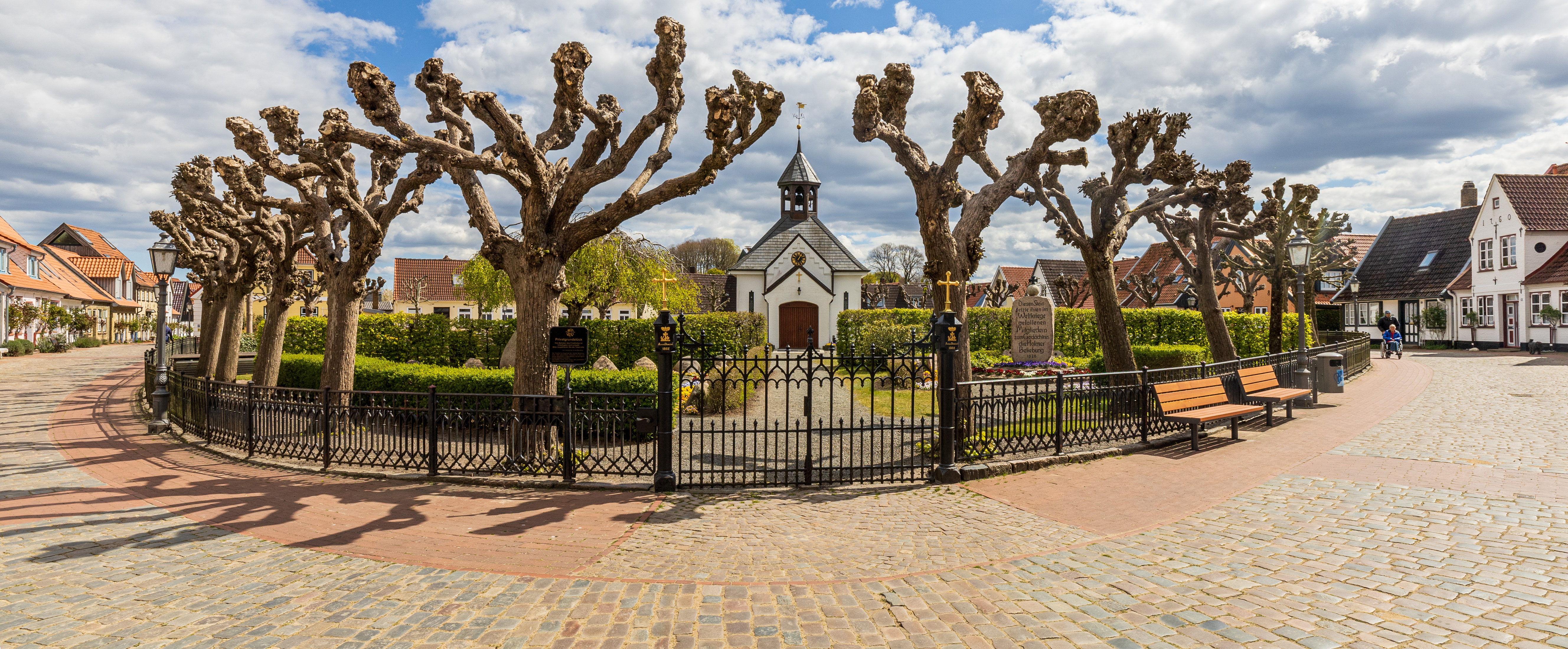
Holmer Kapelle

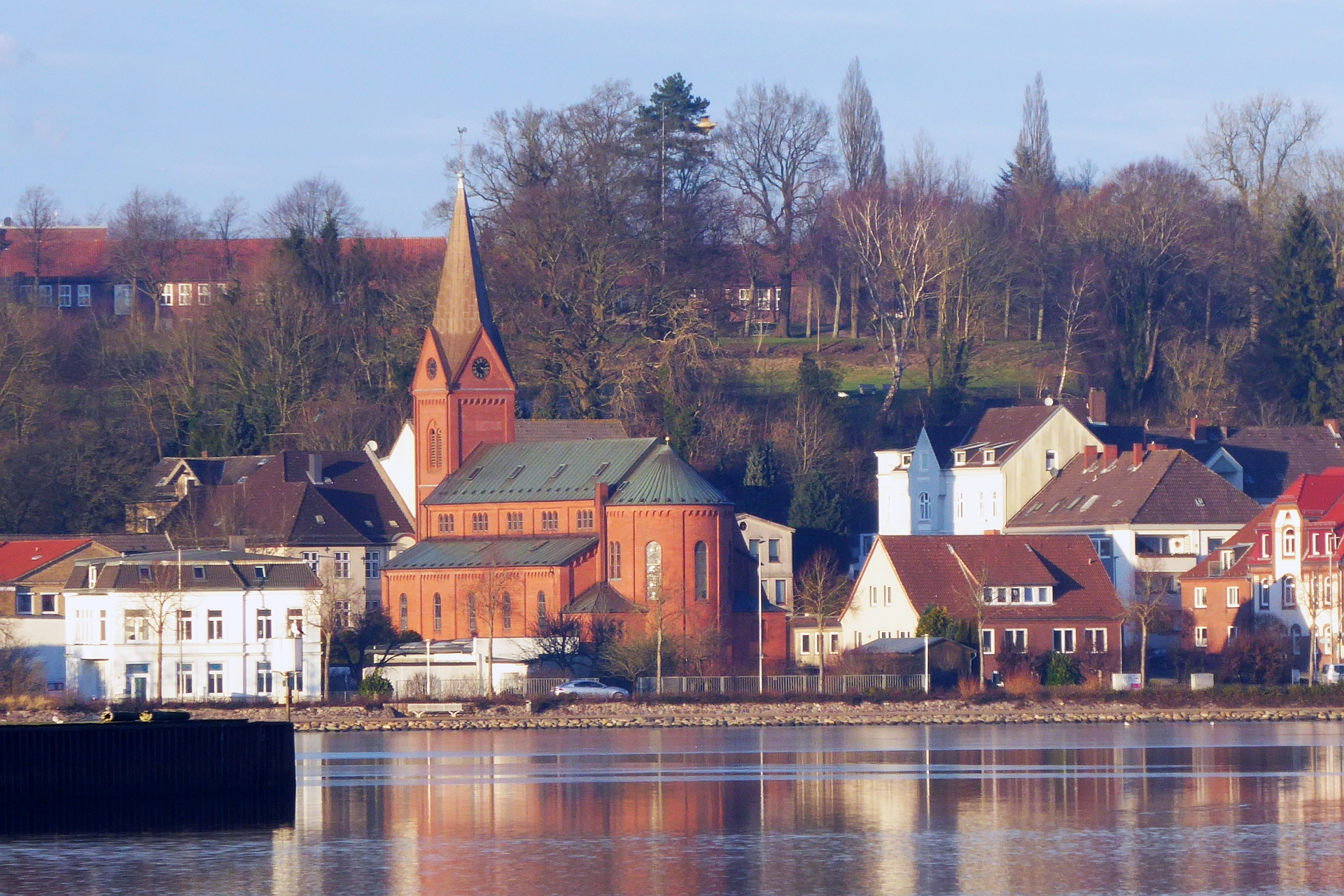
Die katholische St.-Ansgar-Kirche in der Perspektive von der Schlei

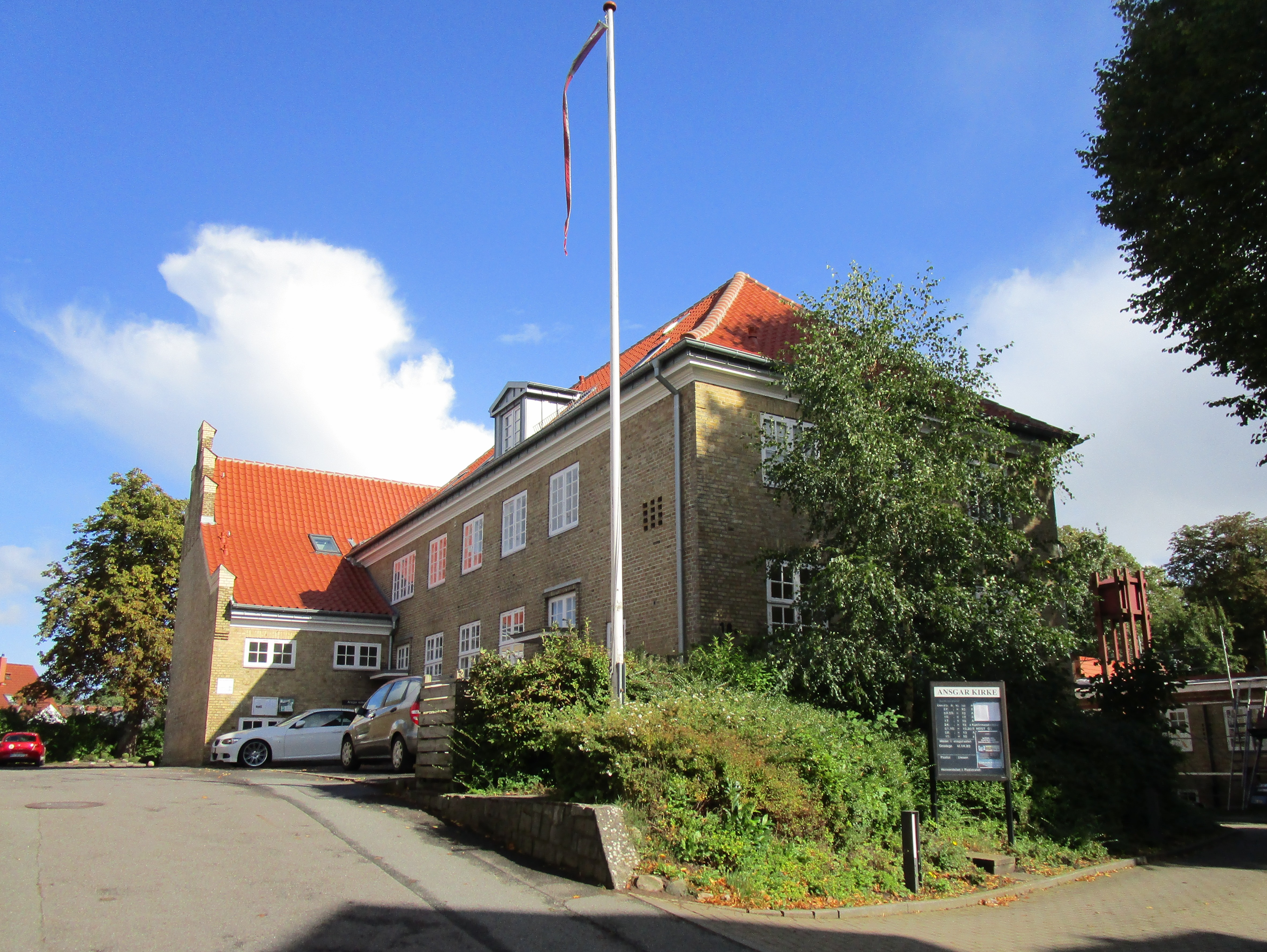
Die dänische Gemeinde nutzt Kirche und Gemeinderäume im Ansgarhuset

Die nach der Fusion der früheren Kirchengemeinden St. Michaelis, Friedrichsberg und der Domgemeinde im Jahr 2015 gebildete Ev.-Luth. Kirchengemeinde Schleswig gehört der Evangelisch-Lutherischen Kirche in Norddeutschland an.
Neben der deutschen besteht auch eine dänische evangelisch-lutherische Gemeinde in der Stadt (Slesvig og omegns danske Menighed), diese gehört der Dänischen Kirche in Südschleswig an und entstand 2014 aus der Fusion der früheren Gemeinden Ansgar, Frederiksberg und Treja-Øster Ørsted. Zudem besteht die pietistisch geprägte Gemeinschaft in der Evangelischen Kirche.
Daneben finden sich auch Gemeinden der katholischen Kirche (St. Ansgar), der Baptisten (Evangelisch Freikirchliche Gemeinde), der Siebenten-Tags-Adventisten, der Pfingstler (Immanuel-Gemeinde), der Neuapostolischen Kirche und der Jehovas Zeugen.
Mit Zuwanderung von vor allem türkischen Gastarbeitern ist inzwischen auch der Islam in Schleswig vertreten. Seit 2014 gibt es ein Gebetszentrum der Ahmadiyya im Husumer Baum, die Führungen und Veranstaltungen für die Öffentlichkeit anbietet.
Zeitweise gab es eine kleine jüdische Gemeinde in der Stadt.

### Konfessionsstatistik
Gemäß dem Zensus 2022 waren (Mai 2022) 45,5 % der Einwohner evangelisch, 5,4 % katholisch, und 49,1 % waren konfessionslos, gehörten einer anderen Glaubensgemeinschaft an oder machten keine Angabe.

### Kirchengebäude
Bereits seit 947 ist Schleswig Bischofssitz. Bis heute ist der Schleswiger Dom Bischofskirche für den Sprengel Schleswig innerhalb der Evangelisch-Lutherischen Kirche in Norddeutschland. Relevante Kirchengebäude und Gemeindezentren sind:
- St.-Petri-Dom (ev.-luth.)
- Gottorfer Schlosskirche
- Dreifaltigkeitskirche (ev.-luth.)
- Michaeliskirche (ev.-luth.)
- Pauluskirche (ev.-luth.)
- Auferstehungskirche (ev.-luth.)
- Ansgarkirke (ev.-luth. dänisch, im Ansgarhuset)
- Kapelle der Baptisten in Schleswig (ev.-freikirchlich)
- Ansgarkirche (kath.)
- Neuapostolische Kirche

### Klöster
- St. Michaelis auf dem Berge (vor 1140–1192), Benediktiner-Doppelkloster
- St.-Johannis-Kloster vor Schleswig (1194), Benediktinerinnenkloster, seit 1536 Frauenstift
- Graukloster (1234–1517, auch Kloster St. Paul), Franziskanerkloster
- St. Maria Magdalena (1235–1528/29), Dominikanerkloster
- Präsidentenkloster (1656–1932), Armenstift

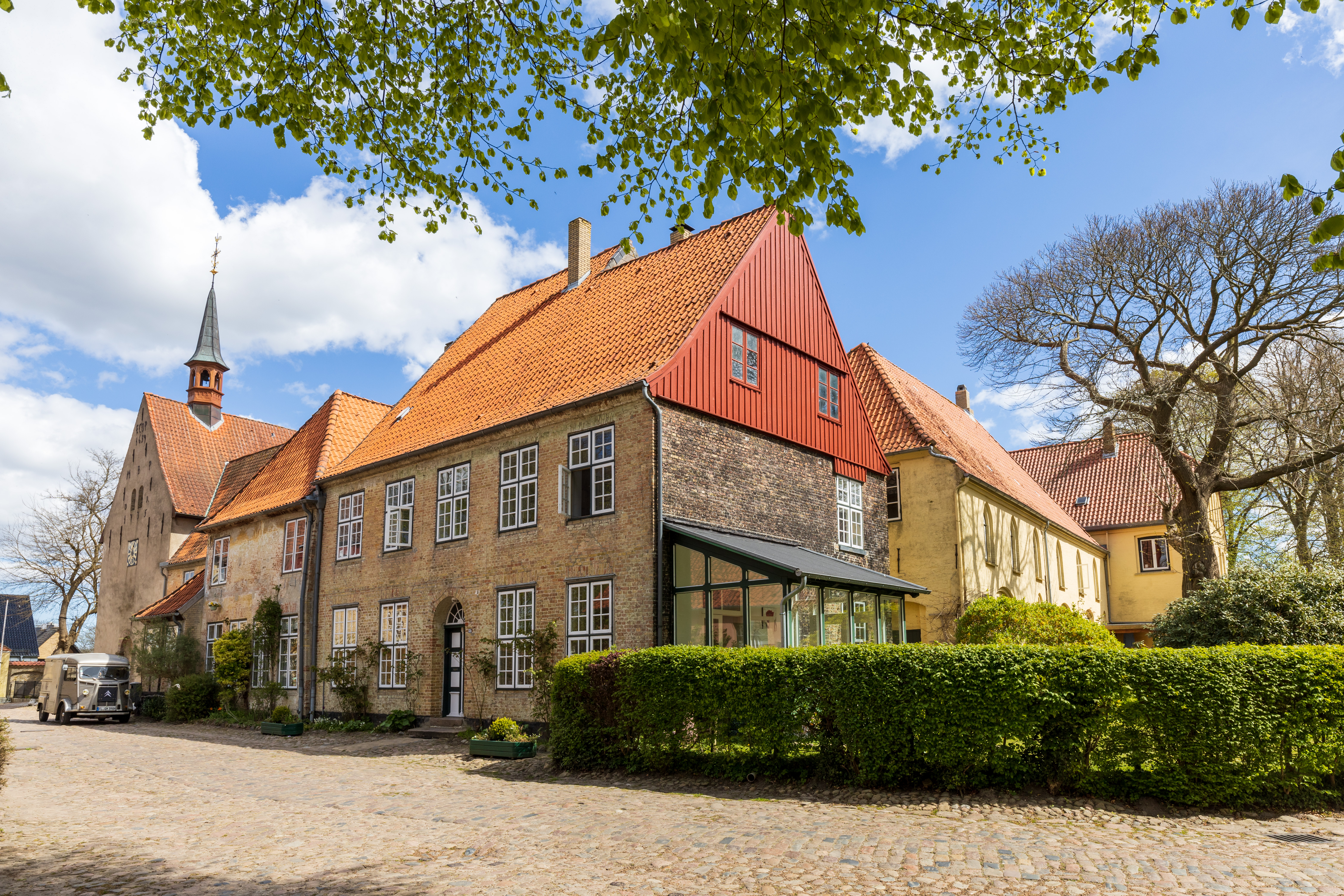
St.-Johannis-Kloster
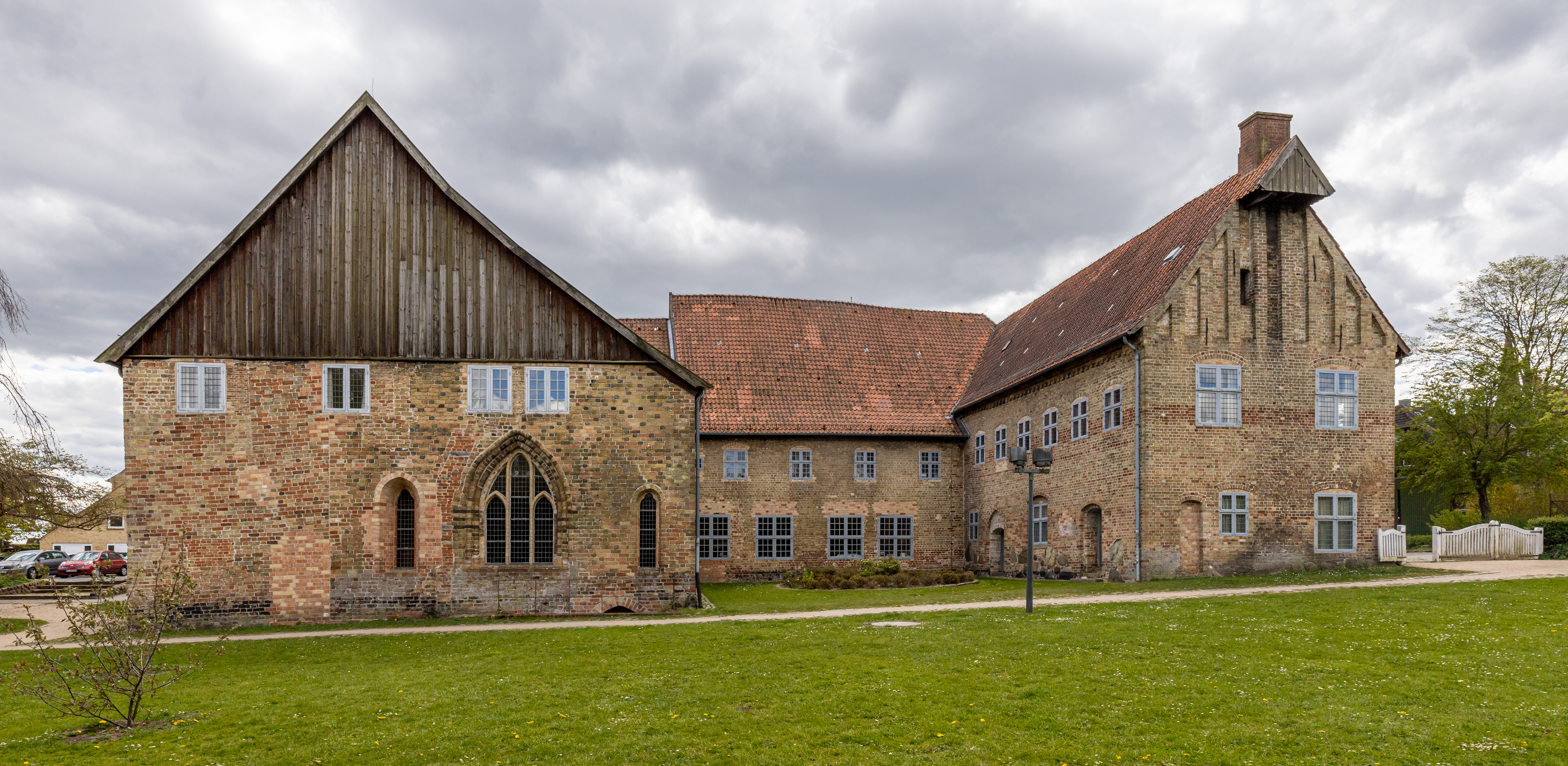
Graukloster
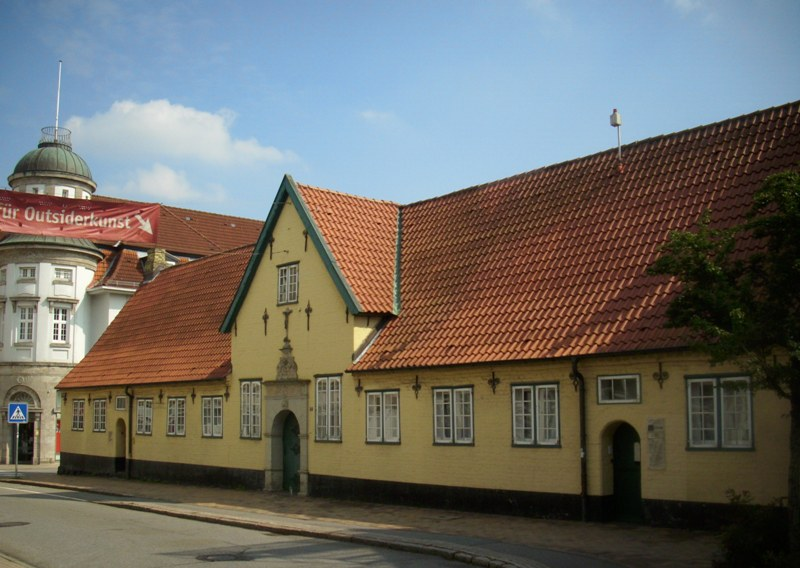
Präsidentenkloster

## Kultur

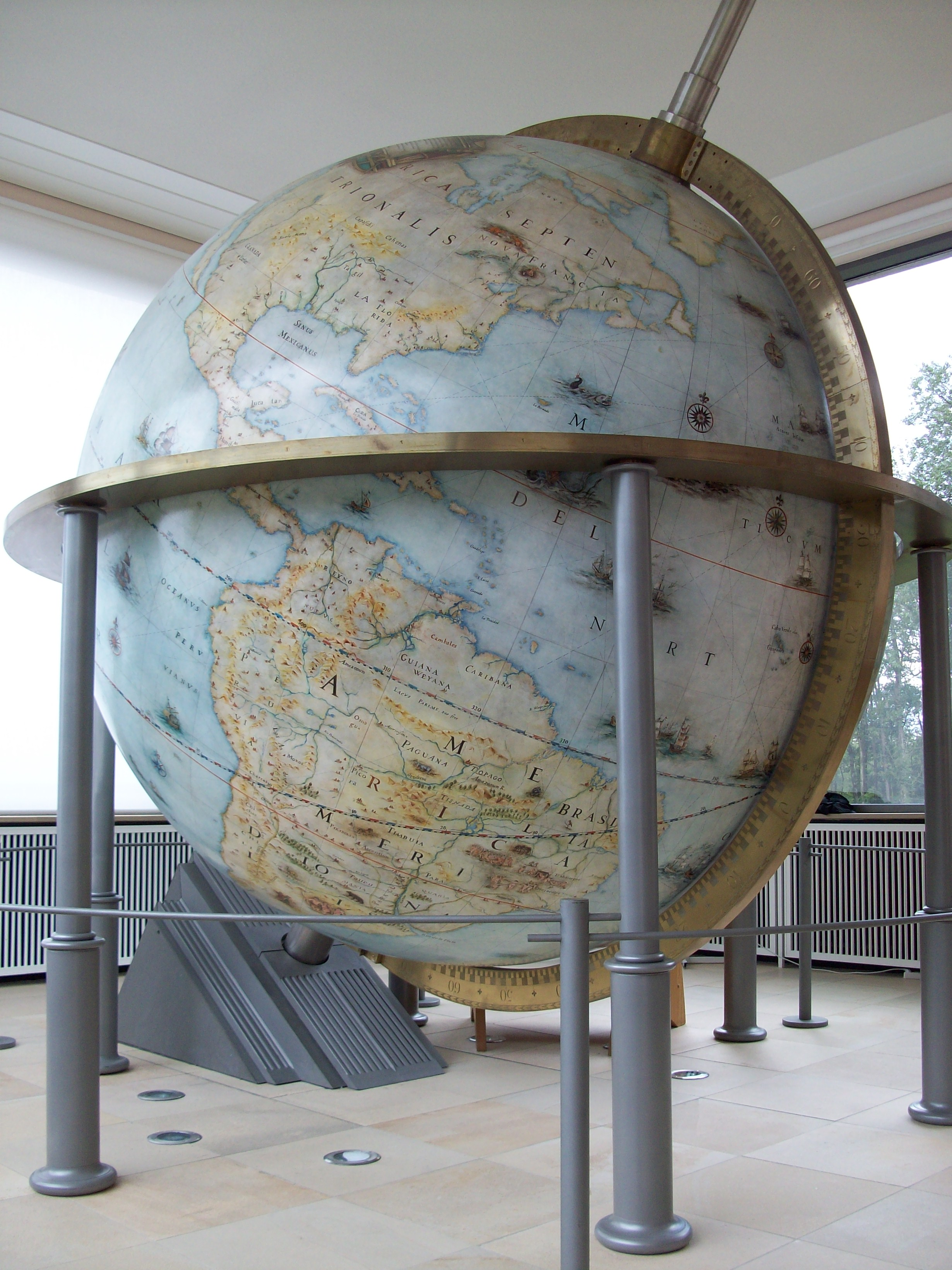
Der Gottorfer Riesenglobus, Nachbau von 2005

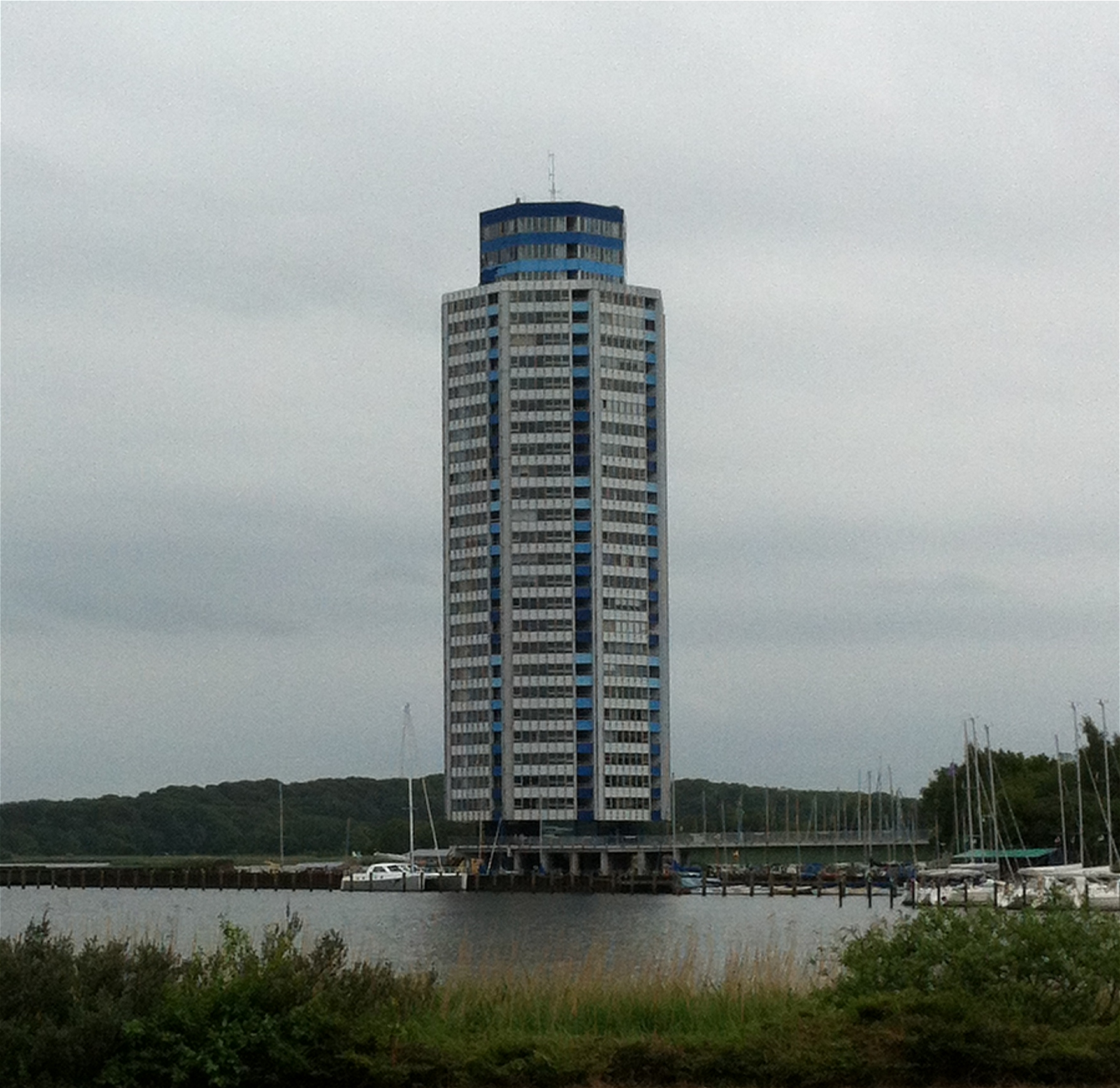
Wikingturm am Schleiende

In der Liste der Kulturdenkmale in Schleswig stehen die in der Denkmalliste des Landes Schleswig-Holstein eingetragenen Kulturdenkmale. Daneben prägt das Stadtbild als vergleichsweise moderner Gegenpol der Wikingturm aus den 1970er Jahren.

### Museen
Die Stadt Schleswig ist Standort einer Reihe von Museen. Unter anderem hat die Stiftung Schleswig-Holsteinische Landesmuseen Schloss Gottorf ihren Sitz in Schleswig. Im Schloss sind das Landesmuseum für Kunst und Kulturgeschichte und das Archäologische Landesmuseum untergebracht. Auf dem Hesterberg lag bis 2014 das Volkskunde Museum Schleswig, das Stadtmuseum befindet sich im Günderothschen Hof, das Museum für Outsiderkunst im Präsidentenkloster. In der Fischersiedlung Holm gibt es ein Holm-Museum. Vor den Toren der Stadt befinden sich das Wikinger Museum Haithabu in Busdorf (Ortsteil Haddeby) und das von der dänischen Minderheit getragene Danevirke Museum (Danewerkmuseum) in Dannewerk. Das Teddy Bär Haus auf dem Areal des Stadtmuseums in der Schleswiger Friedrichstraße (Ortsteil Friedrichsberg) wird vor allem von Familien mit Kindern besucht. Im Präsidentenkloster am Stadtweg befinden sich zudem die Ostdeutschen Heimatstuben, in denen die Vertriebenenverbände an die ehemaligen deutschen Ostgebiete erinnern.

### Theater

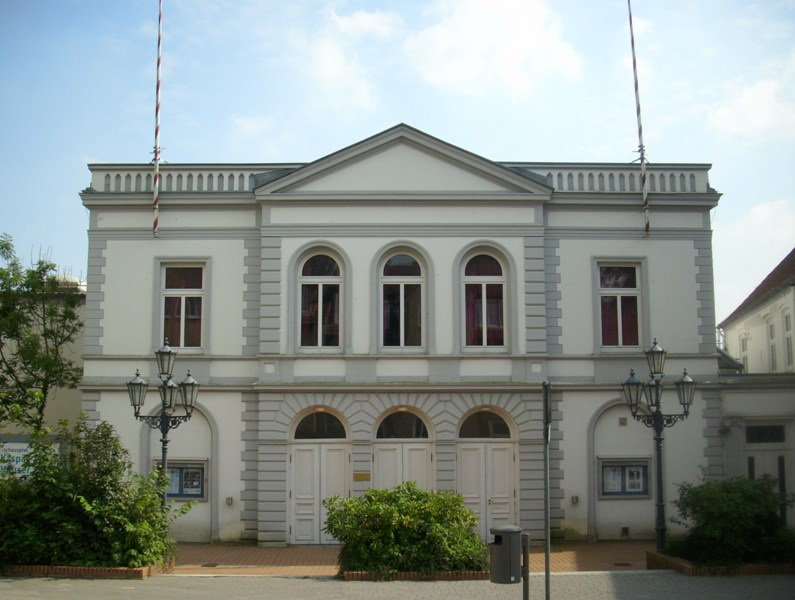
Das Schleswiger Landestheater

Das Schleswig-Holsteinische Landestheater und Sinfonieorchester ist die größte Landesbühne Deutschlands. Es besteht aus mehreren Spielstätten und geht regelmäßig auf Tournee durch das westliche Schleswig-Holstein. In Schleswig selbst war es in einem klassizistischen Bau im Stadtteil Lollfuß beheimatet. Der Saal dieses Theatergebäudes wurde im Juni 2011 vom Bauamt Schleswig wegen Einsturzgefahr geschlossen. Seitdem finden die Aufführungen im Slesvighus statt, das 1901 als Hotel gebaut und seit 1922 als dänisches Kulturzentrum genutzt wird. Das Stadttheater wurde im Frühjahr 2015 abgerissen, über ein neues Theatergebäude wird noch verhandelt.
Das Slesvighus ist auch Spielstätte für dänischsprachige Theateraufführungen.
Im Stadtteil Friedrichsberg gibt es zudem die seit 1961 bestehende niederdeutsche Bühne Schleswiger Speeldeel e. V.

### Parks und Grünanlagen
Als zentraler Stadtpark bestehen die Königswiesen, die 2008 als Zentralfläche für die erste Landesgartenschau Schleswig-Holsteins modernisiert wurden. Die ca. 16 ha großen Königswiesen, die sich direkt am Nordufer der Schlei befinden, werden von der Bevölkerung als Naherholungsgebiet mit Badestelle benutzt. Ein ausgedientes Pumpwerk im Park wurde 2008 durch eine mit Holzlamellen bekleidete Stahlkonstruktion auf etwa 14 Meter erhöht und dient seither als Aussichtsturm.
Weiter befinden sich in Schleswig mehrere Parks. Hervorzuheben sind hier der Neuwerk-Garten sowie der barocke Fürstengarten, der originalgetreu wiederhergestellt wurde und bereits unter den Herzogen Gottorf über die Grenzen Europas bekannt war, mit dem Globushaus.

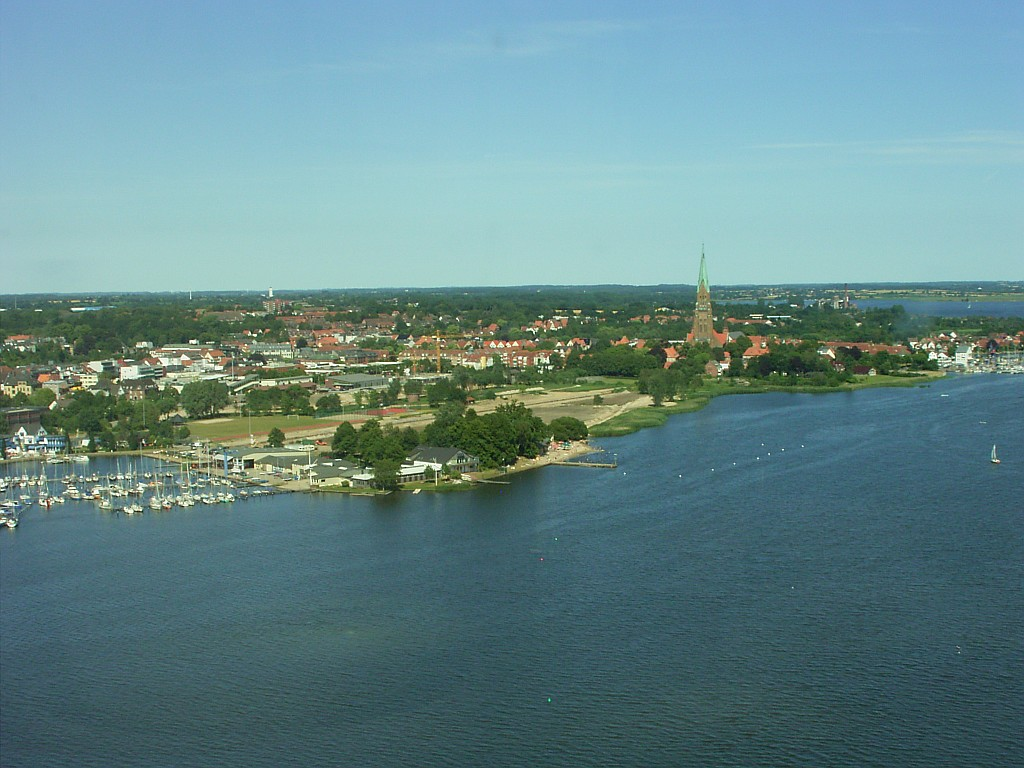
Die Königswiesen aus der Luft
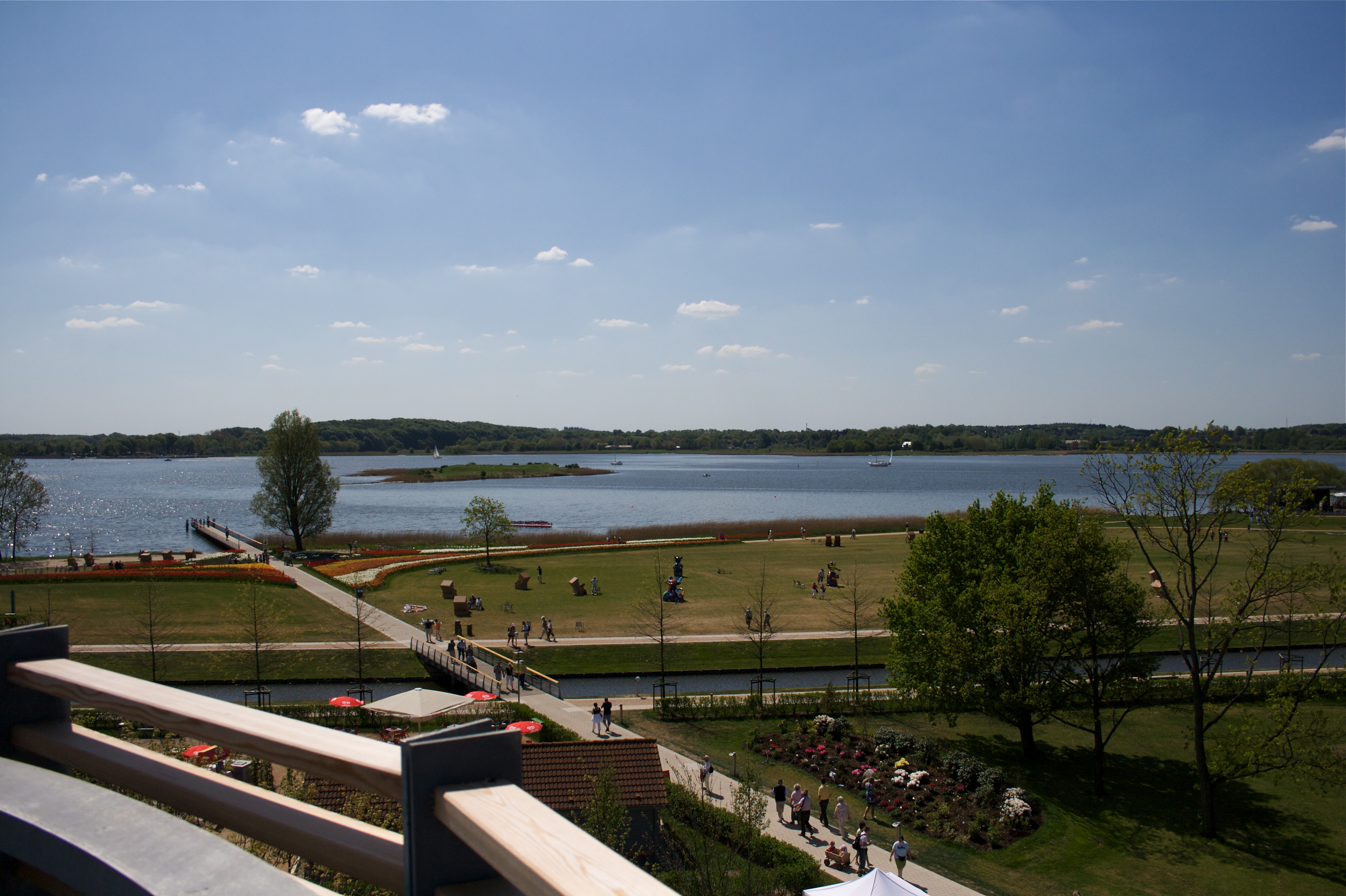
Die Königswiesen während der Landesgartenschau 2008
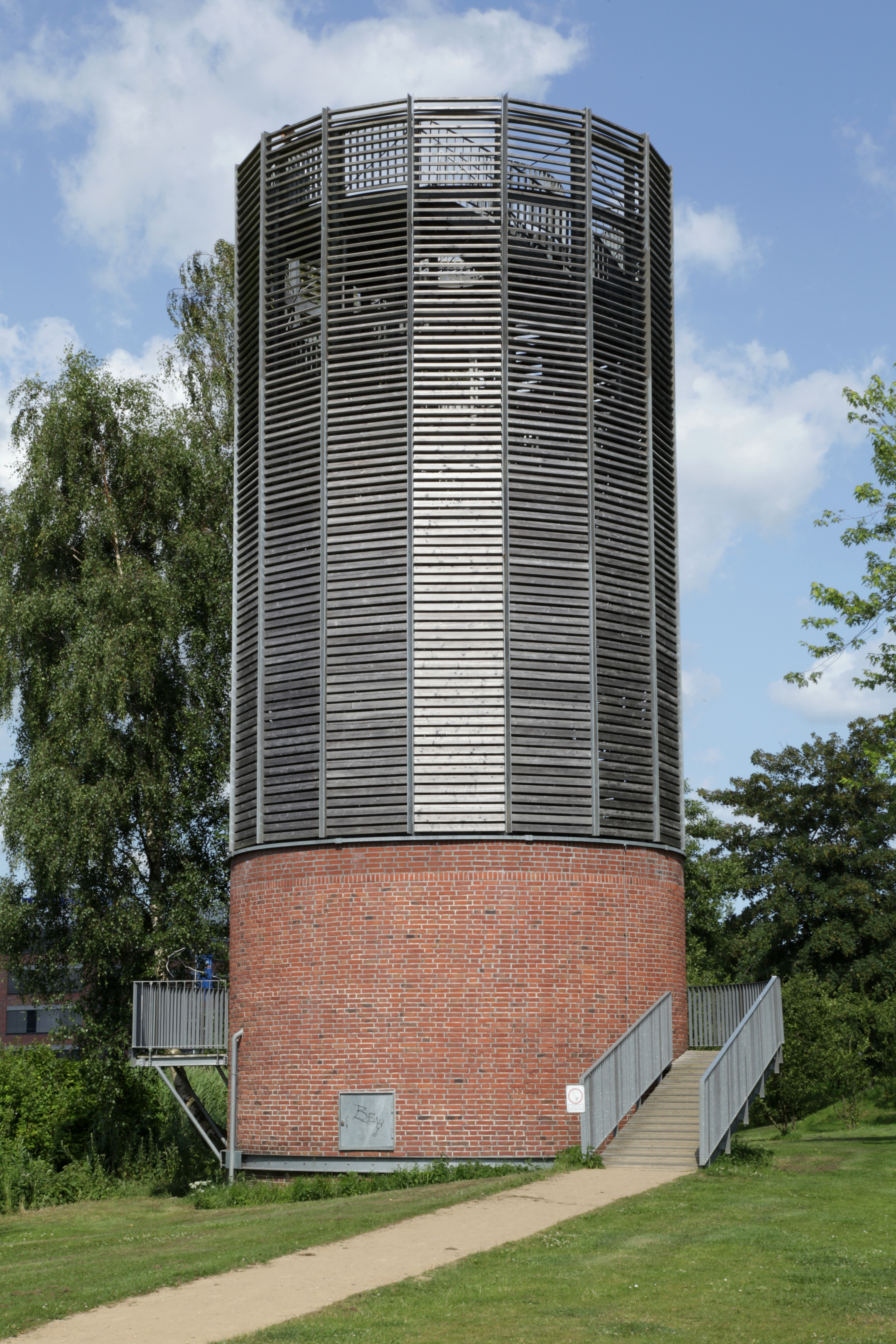
Aussichtsturm in den Königswiesen
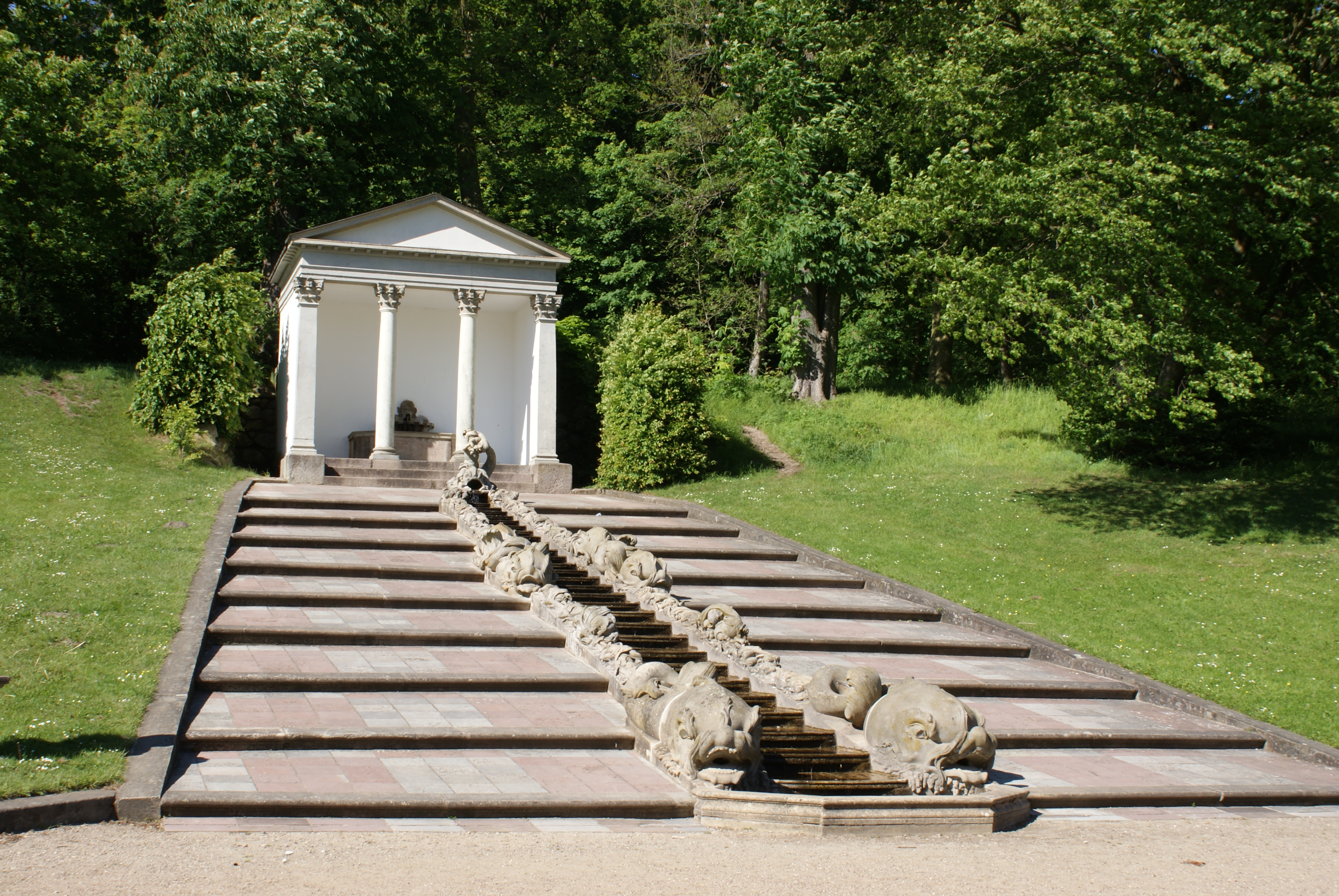
Tempel im Neuwerk-Garten
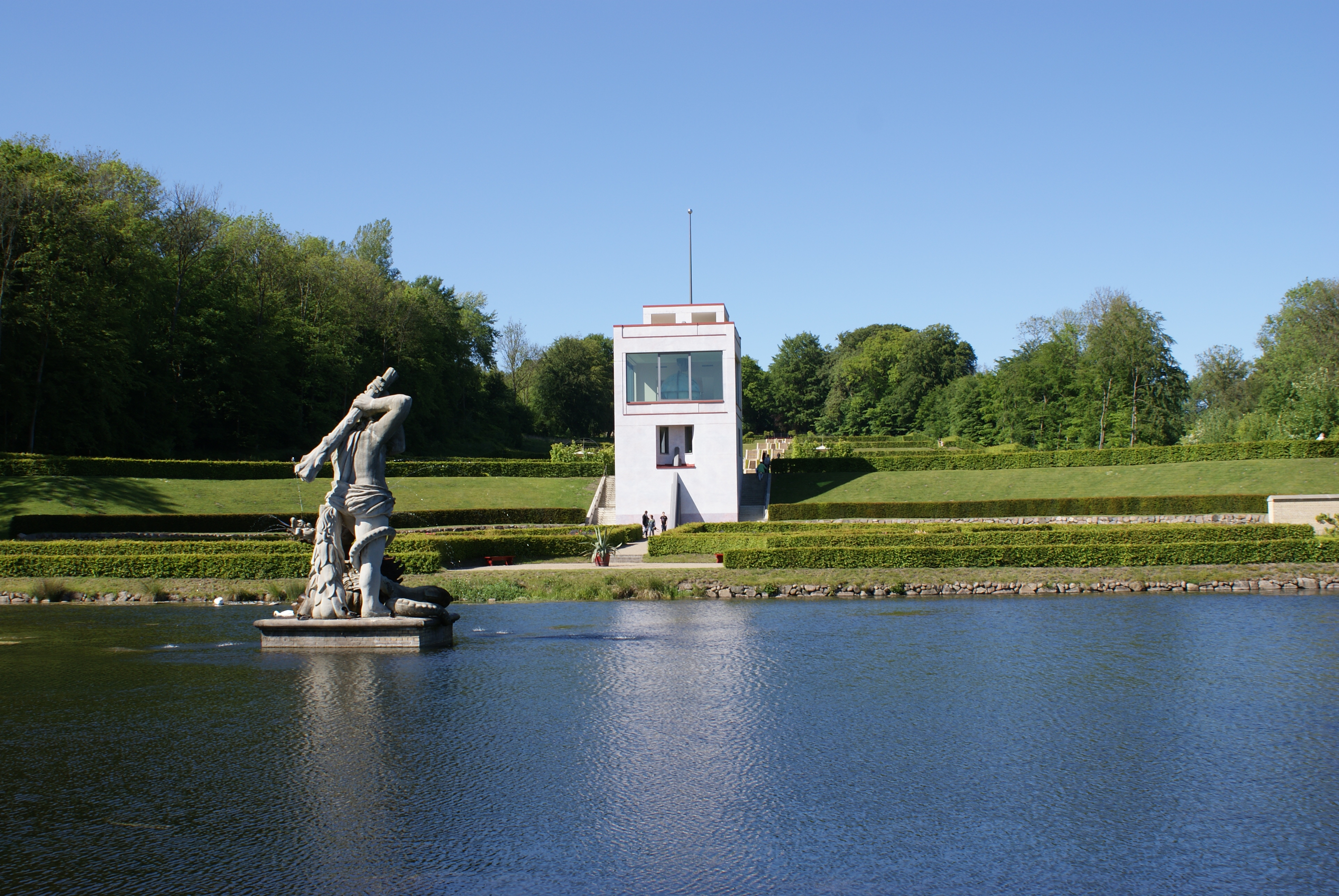
Spiegelteich, Herkulesstatue, Globushaus
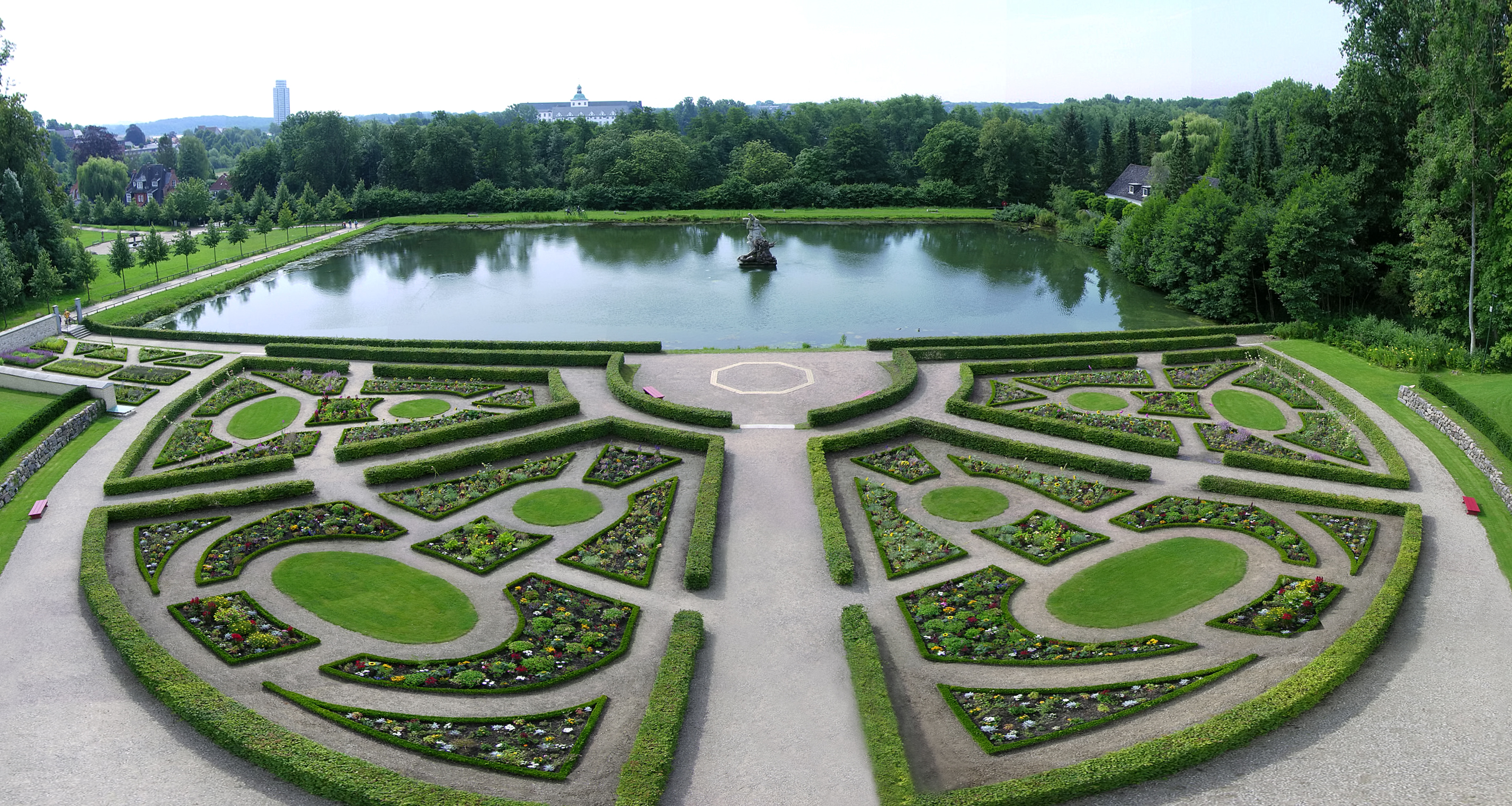
Blick vom Fürstengarten zum Schloss Gottorf

### Büchereien und Archive
In Schleswig existieren eine deutsche Stadtbibliothek und eine dänische Bücherei sowie das Archiv des Kreises Schleswig-Flensburg und das Landesarchiv des Landes Schleswig-Holstein im Prinzenpalais.

### Kunst und Ausstellungen

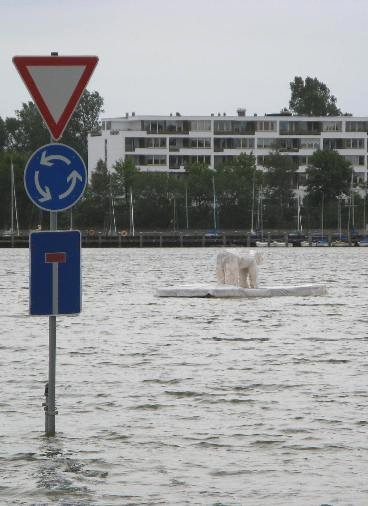
Installationen der Galerie auf der Schlei, 2008

Von Mai bis Oktober 2008 wurde auf der Bucht der Schlei eine Kunstinstallation, Spiegel unserer Zeit, in der Galerie auf der Schlei gezeigt. Sie wurde von der Stadt Schleswig und dem Kunst- und Kulturteam Erfundenes Land organisiert. Neun Künstler setzten sich hierbei mit den Themen des Wassers und der Klimaveränderung in Gedichtform und Objektkunst auseinander.
Ferner finden auf Schloss Gottorf regelmäßig Ausstellungen von Künstlern mit Weltrang statt.

### Sprachen und Dialekte
In Schleswig werden Hochdeutsch, Niederdeutsch (als Schleswigsch, Angeliter Platt) und Dänisch (vorwiegend als Sydslesvigdansk) gesprochen, bis Mitte des 19. Jahrhunderts auch Sønderjysk („Plattdänisch“, in der angeldänischen Varietät).

### Regelmäßige Veranstaltungen
- Schwahlmarkt: Der Schwahlmarkt findet jedes Jahr als vorweihnachtlicher Kunsthandwerksmarkt im Kreuzgang des St.-Petri-Domes zu Schleswig statt. Chöre und Musikgruppen gestalten das Rahmenprogramm.
- Wikingertage: Die Wikingertage finden alljährlich im Sommer am Ufer der Schlei auf den Königswiesen statt. Sie zählen zu den größten Wikinger-Veranstaltungen Europas.
- Vortragsreihen: Sowohl im Prinzenpalais als auch im Oberlandesgericht finden regelmäßig Vortragsveranstaltungen statt. Referenten sind Buchautoren und Politiker.
- Domkonzerte: Die Domkonzerte und die klassischen Konzerte im Rahmen des Schleswig-Holstein-Musik-Festivals finden im Sommerhalbjahr statt.
- Schlossfestspiele: Regelmäßig werden in den Sommermonaten durch das Schleswig-Holsteinische Landestheater Freilichtaufführungen im Innenhof von Schloss Gottorf angeboten.
- Gottorfer Landmarkt: Der Gottorfer Landmarkt im Mai erstreckt sich über das gesamte Areal der Schlossinsel und ist der größte ökologische Landmarkt der Region.
- Årsmøder: Regelmäßig Ende Mai/Anfang Juni finden in Schleswig die Jahrestreffen (Årsmøder) der dänischen Minderheit statt, die mit einer Open-Air-Veranstaltung auf dem Gelände des dänischen Sportvereines Schleswig IF abschließen.
- Weihnachtsmärkte: Sowohl auf dem Gelände des Stadtmuseums, am ersten Adventswochenende, als auch auf dem Capitolplatz finden jährlich traditionelle Weihnachtsmärkte statt.
- Gottorfer Gartenfest: Im August findet jährlich das Gottorfer Gartenfest statt. Regelmäßige Bestandteile des Festes sind die Klänge einer Konzertharfe, Führungen zu den historisch überlieferten Pflanzen, ein freier Ausblick von der Dachterrasse des Globushauses und Tanzformationen in historischen Kostümen.
- Baltic Open Air: ein seit 2011 jährlich stattfindendes Festival, bei dem bereits Künstler wie Joe Cocker, Torfrock, Schandmaul und Helloween auftraten. Im ersten Jahr war der Veranstaltungsort noch auf den Königswiesen, in den Folgejahren auf dem ehemaligen Kasernengelände und neuem Stadtteil „Auf der Freiheit“.
- Norden – The Nordic Arts Festival: Ein genreübergreifendes Open-Air-Festival, das seit 2018 im Spätsommer auf den Königswiesen stattfindet. Die Künstler aus den Kulturformen Musik, Literatur, Tanz, Straßentheater und Film kommen aus Schleswig-Holstein, den Nordischen Ländern, dem Baltikum sowie Polen und Island.[33]

### Schleswig als Filmkulisse

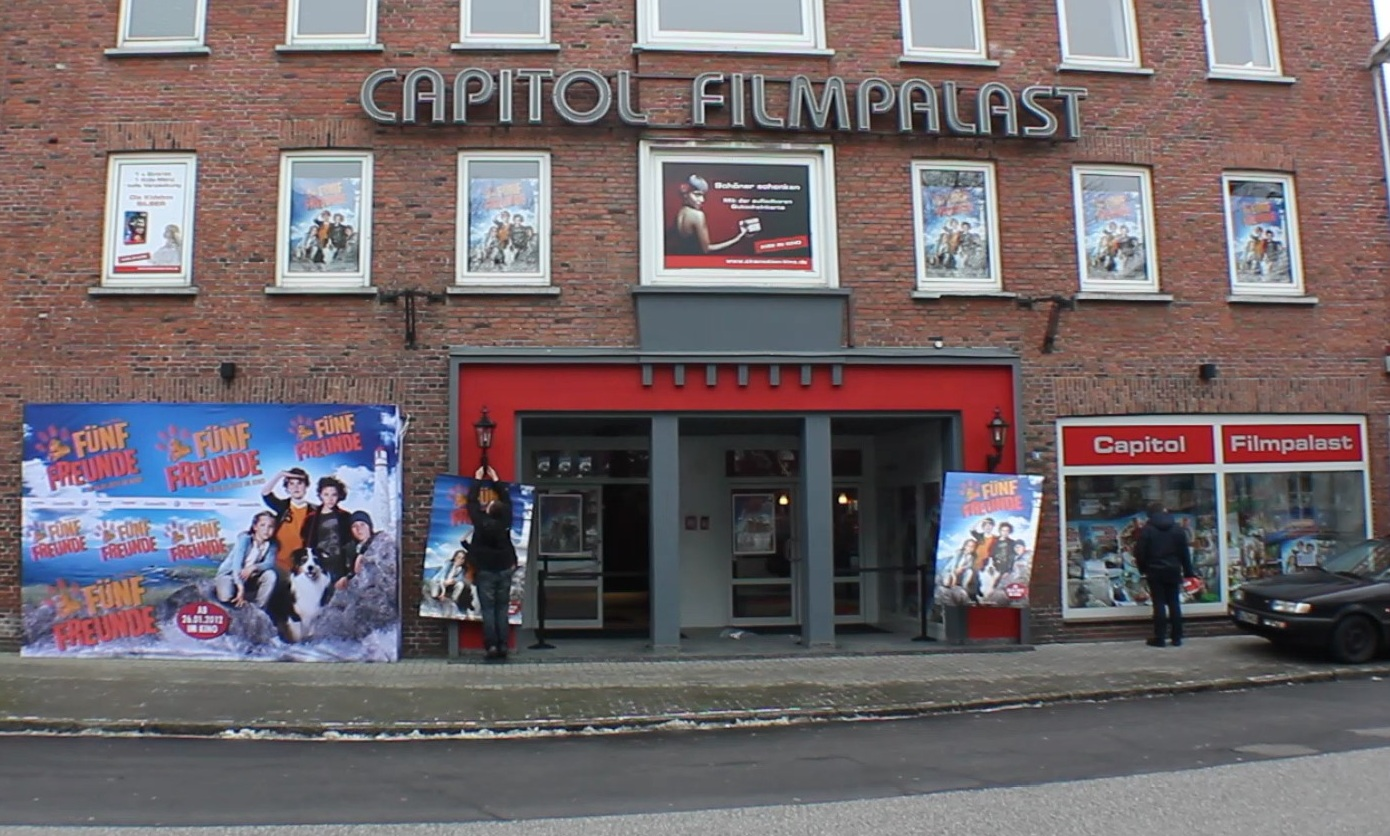
Das Kino Capitol Filmpalast am Tag der Schleswigpremiere von Fünf Freunde (2012)

- Große Teile des Films Fünf Freunde (2012) wurden in Schleswig gedreht.
- ZDF-Serie Unter anderen Umständen u. a. mit Natalia Wörner
- ARD-Tatort Borowski und der brennende Mann, u. a. an der A. P. Møller-Skolen

### Sport
2021 bewarb sich die Stadt als Host Town für die Gestaltung eines viertägigen Programms für eine internationale Delegation der Special Olympics World Summer Games 2023 in Berlin. 2022 wurde sie als Gastgeberin für Special Olympics Katar ausgewählt. Damit wurde sie Teil des größten kommunalen Inklusionsprojekts in der Geschichte der Bundesrepublik mit mehr als 200 Host Towns.

## Wirtschaft und Infrastruktur

### Unternehmen

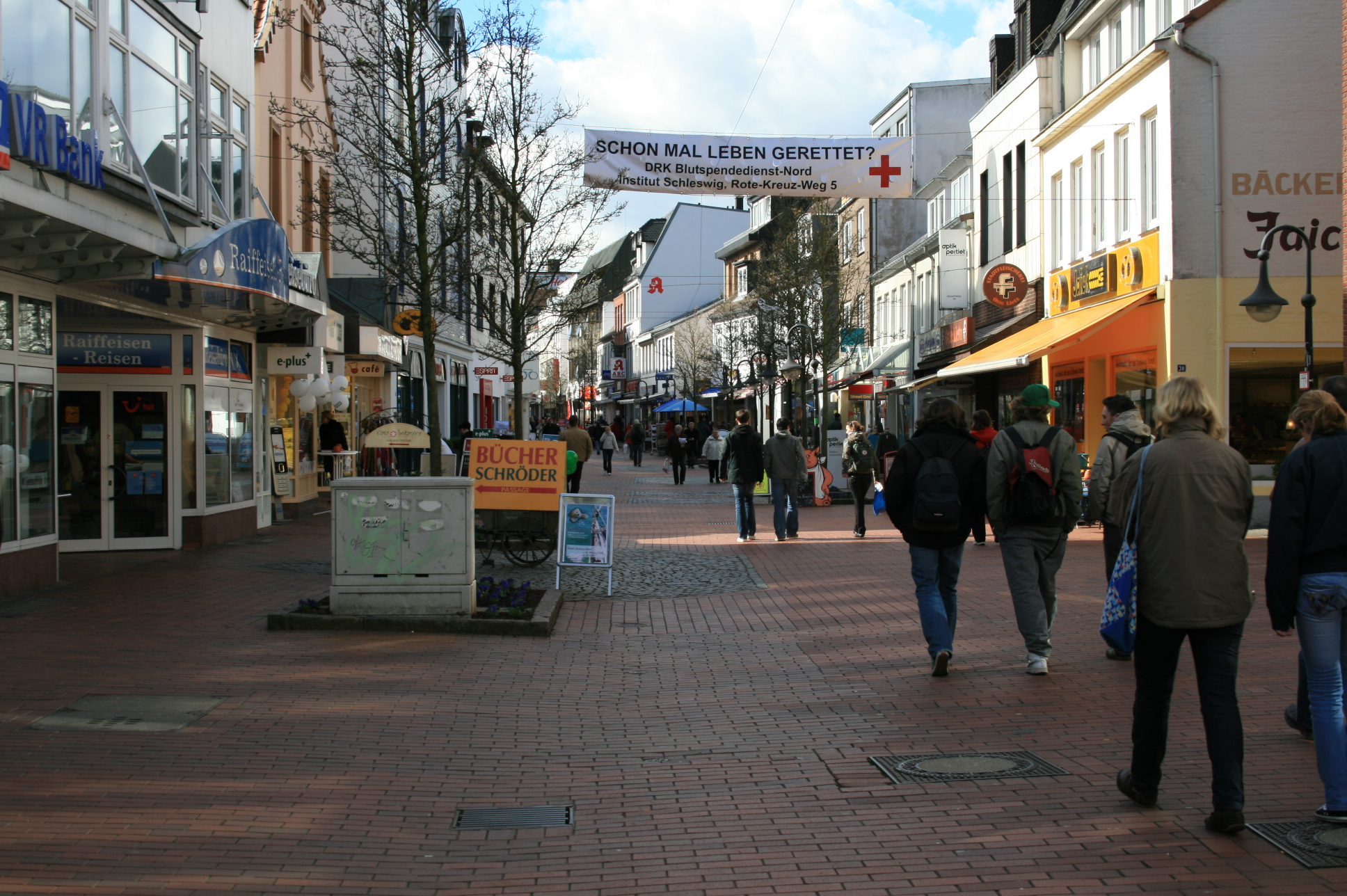
Fußgängerzone Schleswig

Die Unternehmensstruktur der Stadt Schleswig ist mittelständisch geprägt. Seit die im Ort ansässige Zuckerfabrik Schleswig zum Ende der Rübenkampagne 2003 vom letzten Eigentümer Nordzucker geschlossen wurde, finden sich in der Branchenzusammensetzung kaum mehr größere Industriebetriebe. Als Unternehmen des Bauhauptgewerbes ist das Unternehmen SAW Schleswiger Asphaltsplitt-Werke mit seinem Hauptsitz in der Stadt ansässig.
Im Bereich des Primären Sektors gibt es kleinbetrieblich etwas Küstenfischerei. Die Schleifischer sind traditionell auf dem Holm ansässig.
Ferner haben sich zahlreiche Rechtsanwaltskanzleien in der Gerichtshauptstadt des Landes niedergelassen, deren Geschichte teilweise fast 100 Jahre zurückreicht.
Der Fremdenverkehr hat in Schleswig einige Bedeutung. Die Schlei wird zum Wassersport genutzt. Stadt und Umland ziehen viele Touristen an, die die vorhandene Infrastruktur auch der Ausflugsschifffahrt auf der Schlei nutzen.
Weitere in der Stadt ansässige Unternehmen sind die Nord-Ostsee Sparkasse, der Hersteller von Fitnessgeräten Sport-Tiedje und der Unternehmensverbund Schleswiger Stadtwerke. Er besteht aus vier Teilen, von denen die Stadtwerke Schleswig GmbH die zentrale Position im Verbund einnimmt. Diese ist in den Bereichen der Strom-, Erdgas-, Wärme- und Trinkwasserversorgung tätig. Im Bereich der Umweltdienste und Abwasserentsorgung gerieten die Stadtwerke im März 2017 in die Schlagzeilen, weil Millionen von kleinen Plastikteilchen aus den Anlagen der Stadtwerke in die Schlei gerieten und diese bis hin nach Arnis verschmutzten.

### Verkehr

#### Straßenverkehr
Westlich der Stadt führt die Bundesautobahn 7 vorbei. An den Anschlussstellen Schleswig/Jagel (6) und Schleswig/Schuby (5) bestehen direkte Übergänge zur Bundesstraße 77 bzw. zur Bundesstraße 201. Erstgenannte führt bei der südlichen Gemeindegrenze von Schleswig mit dem Nachbarort Busdorf direkt in die aus dem nordwestlichen Stadtgebiet kommende und in Richtung Eckernförde, Kiel und darüber hinaus weiter nach Lübeck führende Bundesstraße 76 über. Diese hat ihren Ursprung am höhenfrei ausgebauten Übergang der von Flensburg kommenden Landesstraße 317 und der sie kreuzenden Bundesstraße 201.

#### Schienenverkehr

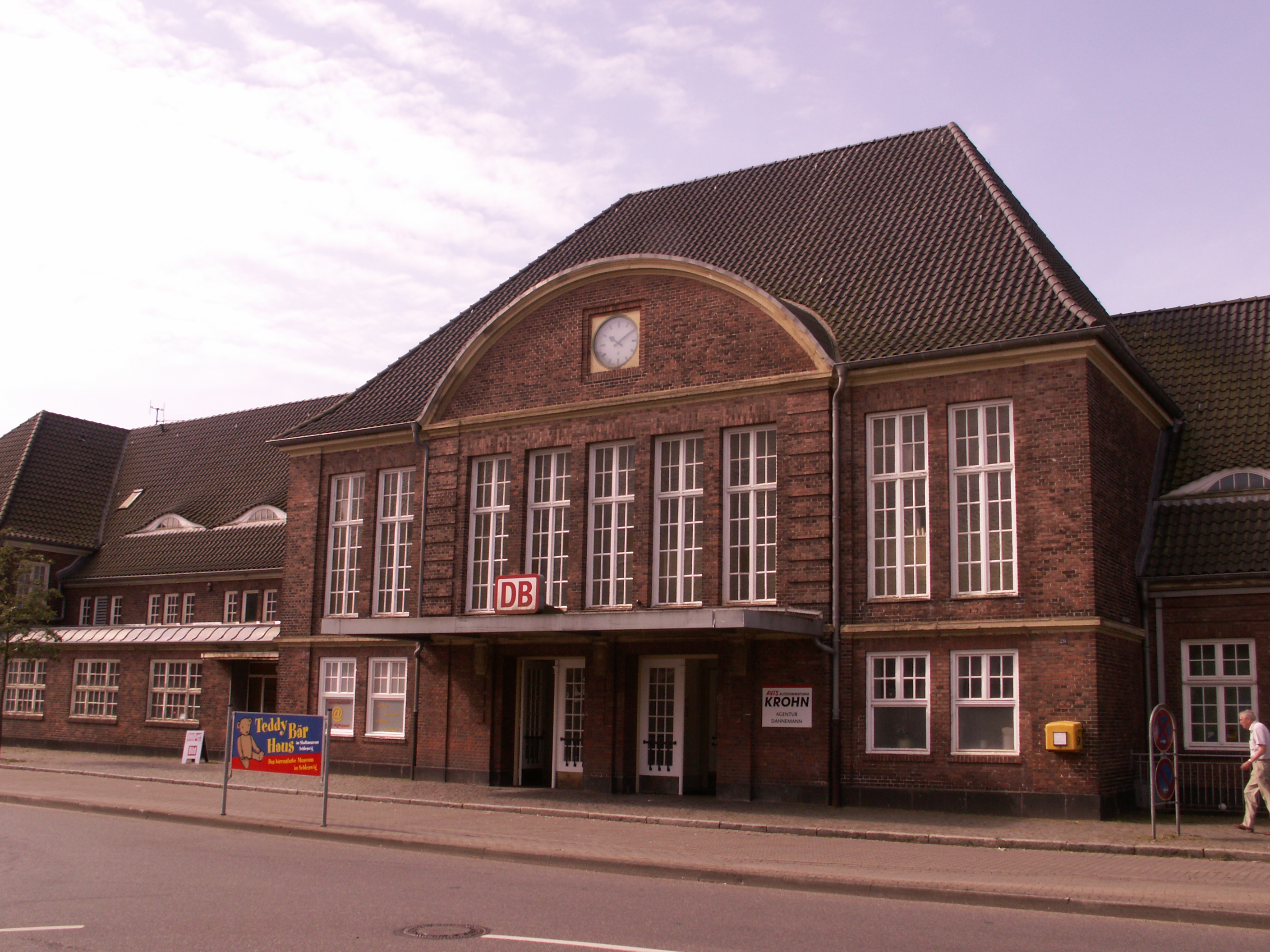
Bahnhof Schleswig

Die Stadt hat mit dem Schleswiger Bahnhof einen Anschluss an die Bahnstrecke Neumünster–Flensburg der DB InfraGO. Im Regionalverkehr halten hier die Züge der Linien RE 7 Hamburg–Flensburg und RE 74 Husum–Kiel im Nahverkehrsverbund Schleswig-Holstein (NAH.SH), im Fernverkehr Eurocitys von/nach Kopenhagen sowie Prag.

#### Busverkehr
Das Stadtgebiet wird im Nah- und Regionalbereich durch ein Netz von Buslinien erschlossen. Zum 1. Januar 2020 wurden vom Aufgabenträger Kreis Schleswig-Flensburg wiederholt Konzessionen für den Betrieb des sogenannten Busnetz Süd vergeben, zu dem ebenfalls der Stadtbusverkehr von Schleswig gehört. Mit dem Betrieb ist das Verkehrsunternehmen Autokraft für die Zeit bis zum Jahr 2030 betraut.

#### Wasserverkehr
Der Ort hat einen kleinen Stadthafen, von dem Ausflugsschifffahrt sowie Charterschiffsverkehr zu weiteren Orten an der Schlei bis hin nach Schleimünde stattfindet.
Rettungsstation der DGzRS
Seit 1994 betreibt die Deutsche Gesellschaft zur Rettung Schiffbrüchiger (DGzRS) eine Rettungsstation zur Sicherung der Schifffahrt auf der Schlei. Dazu hat die Gesellschaft einen Ponton mit Stationscontainer im Stadthafen verankert, an dem ein Seenotrettungsboot vertäut liegt.

#### Luftverkehr
Die nächsten internationalen Flughäfen sind der Flughafen Hamburg und der dänische Flughafen Billund. Der nächstgelegene Landeplatz für die Allgemeine Luftfahrt ist der Flugplatz Schleswig-Kropp.

### Medien
Örtliche Tageszeitung Schleswigs sind die Schleswiger Nachrichten. Sie wird vom Schleswig-Holsteinischen Zeitungsverlag herausgegeben. Die dänischsprachige Tageszeitung Flensborg Avis hat ebenfalls eine Lokalredaktion in der Stadt. Von Bedeutung sind zudem die Kieler Nachrichten.

### Öffentliche Einrichtungen

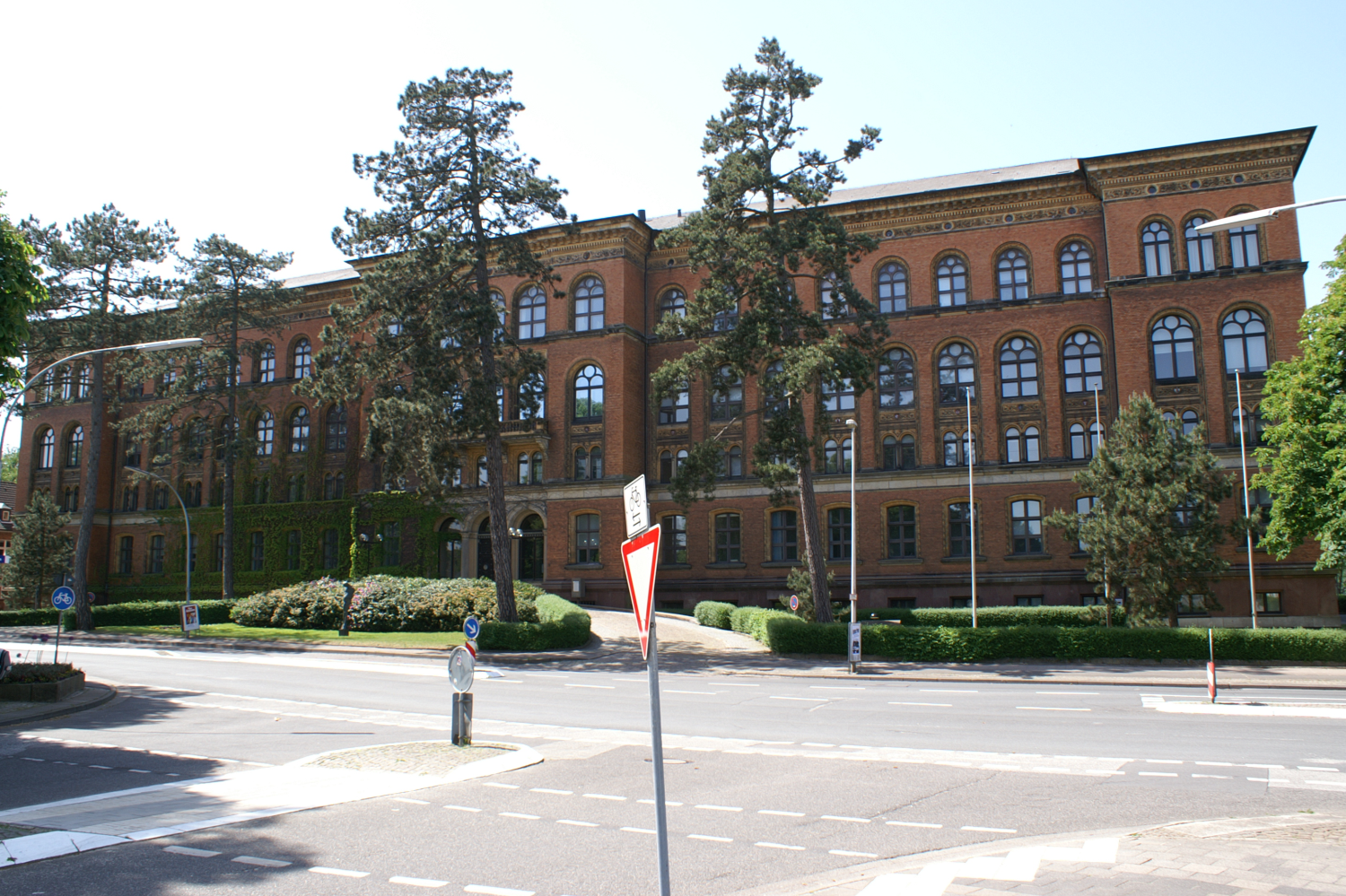
Gerichtsgebäude des Schleswig-Holsteinischen Oberlandesgerichtes (OLG), der Generalstaatsanwaltschaft und des Schleswig-Holsteinischen Landessozialgerichtes (LSG)

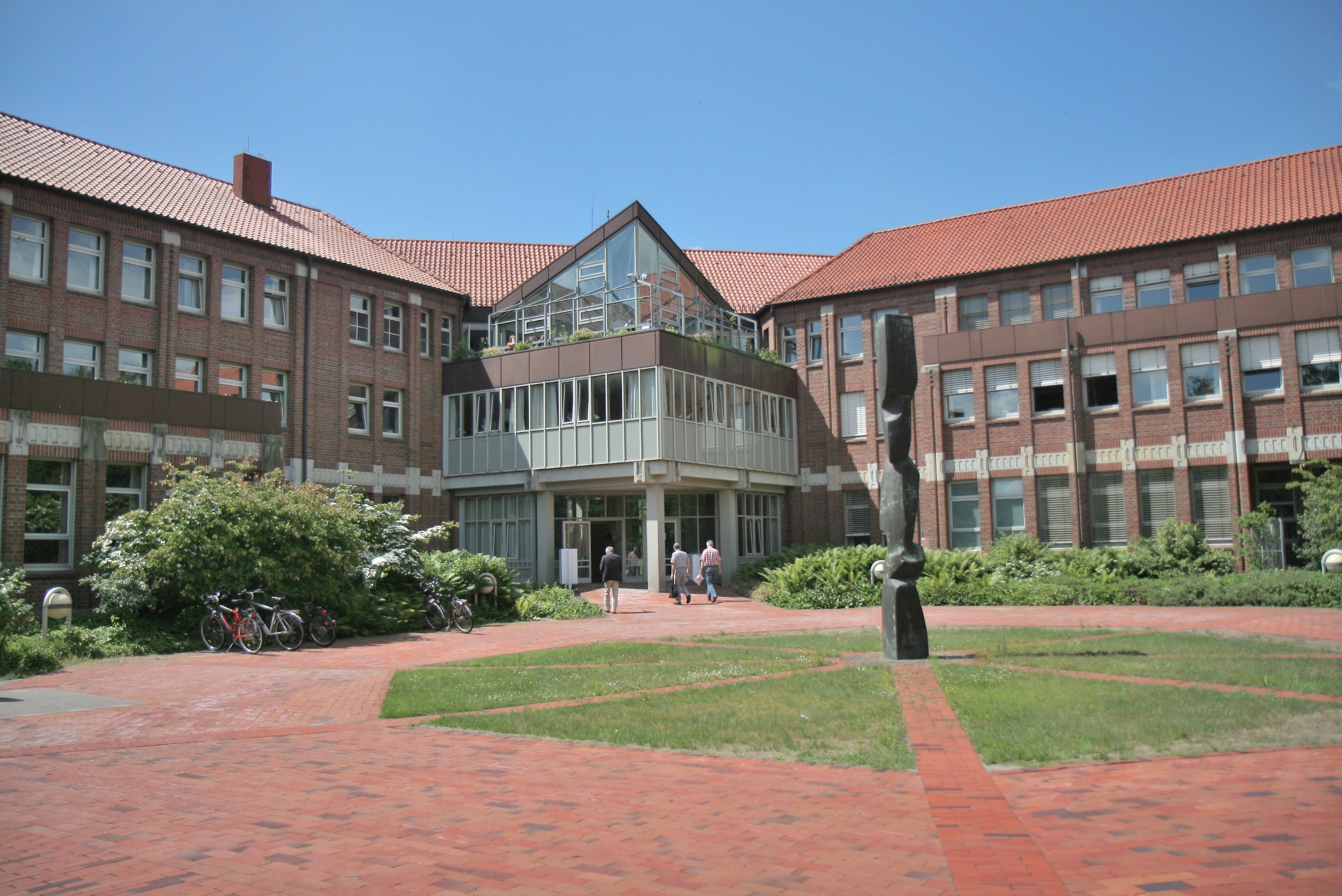
Gerichtsgebäude des Schleswig-Holsteinischen Landesverfassungsgerichtes (LVerfG), des Schleswig-Holsteinischen Oberverwaltungsgerichtes, des Schleswig-Holsteinischen Verwaltungsgerichtes und des Sozialgerichtes Schleswig

#### Justiz
Ordentliche Gerichtsbarkeit
- Amtsgericht Schleswig, zugleich Zentrales Mahngericht Schleswig-Holstein
- Schleswig-Holsteinisches Oberlandesgericht

Verwaltungsgerichtsbarkeit
- Schleswig-Holsteinisches Verwaltungsgericht
- Schleswig-Holsteinisches Oberverwaltungsgericht

Sozialgerichtsbarkeit
- Sozialgericht Schleswig
- Schleswig-Holsteinisches Landessozialgericht

Verfassungsgerichtsbarkeit
- Schleswig-Holsteinisches Landesverfassungsgericht

Staatsanwaltschaft
- Schleswig-Holsteinische Generalstaatsanwaltschaft

#### Bildung
- Grundschulen

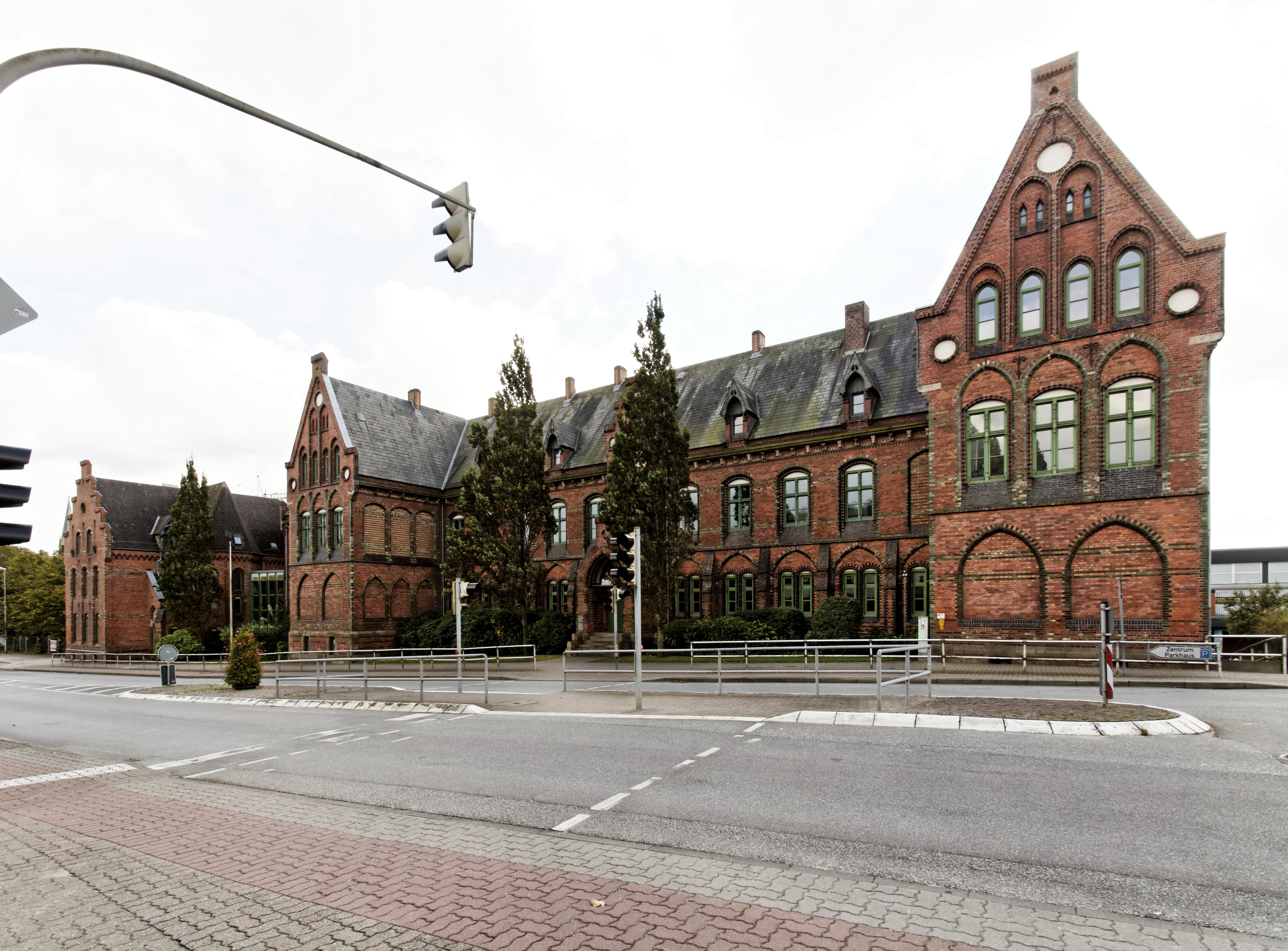
Domschule Schleswig

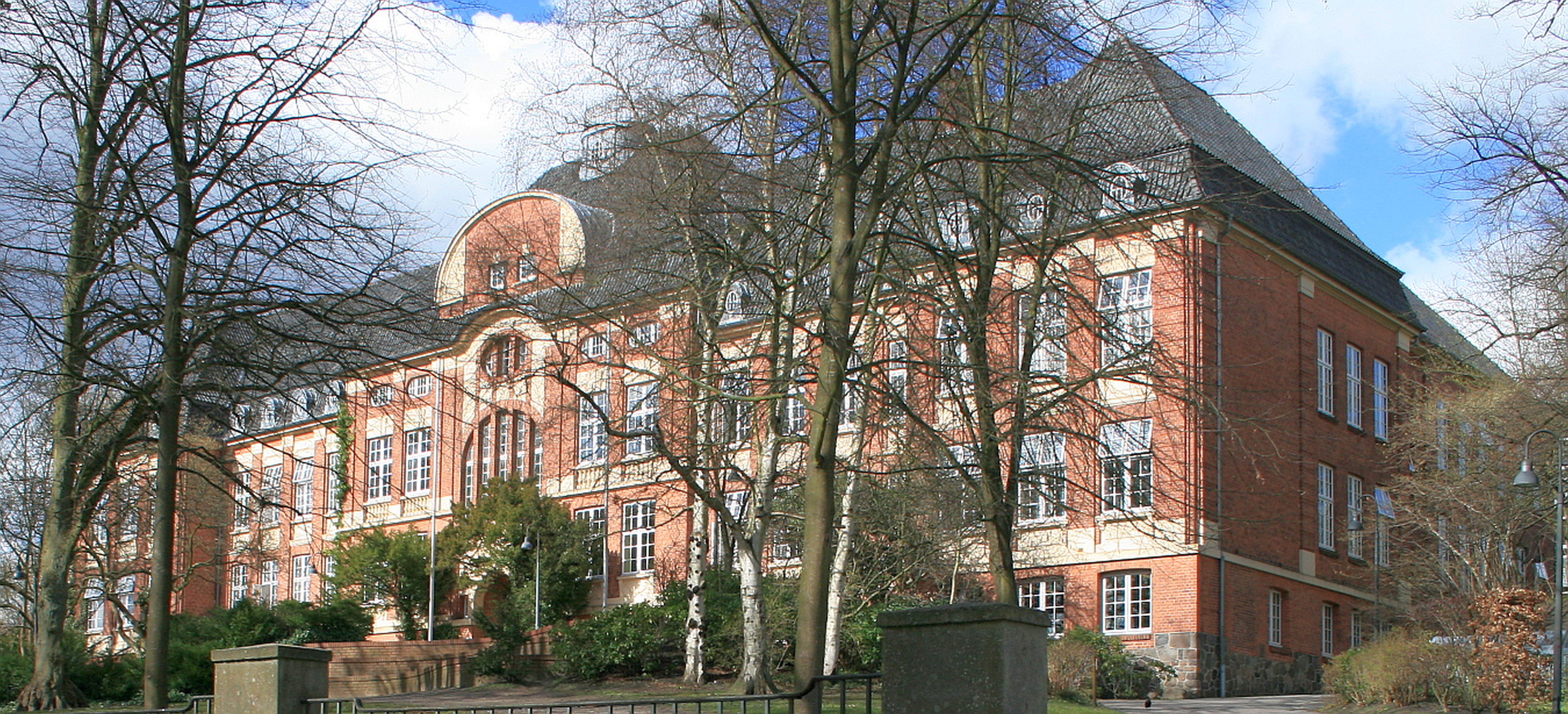
Lornsenschule

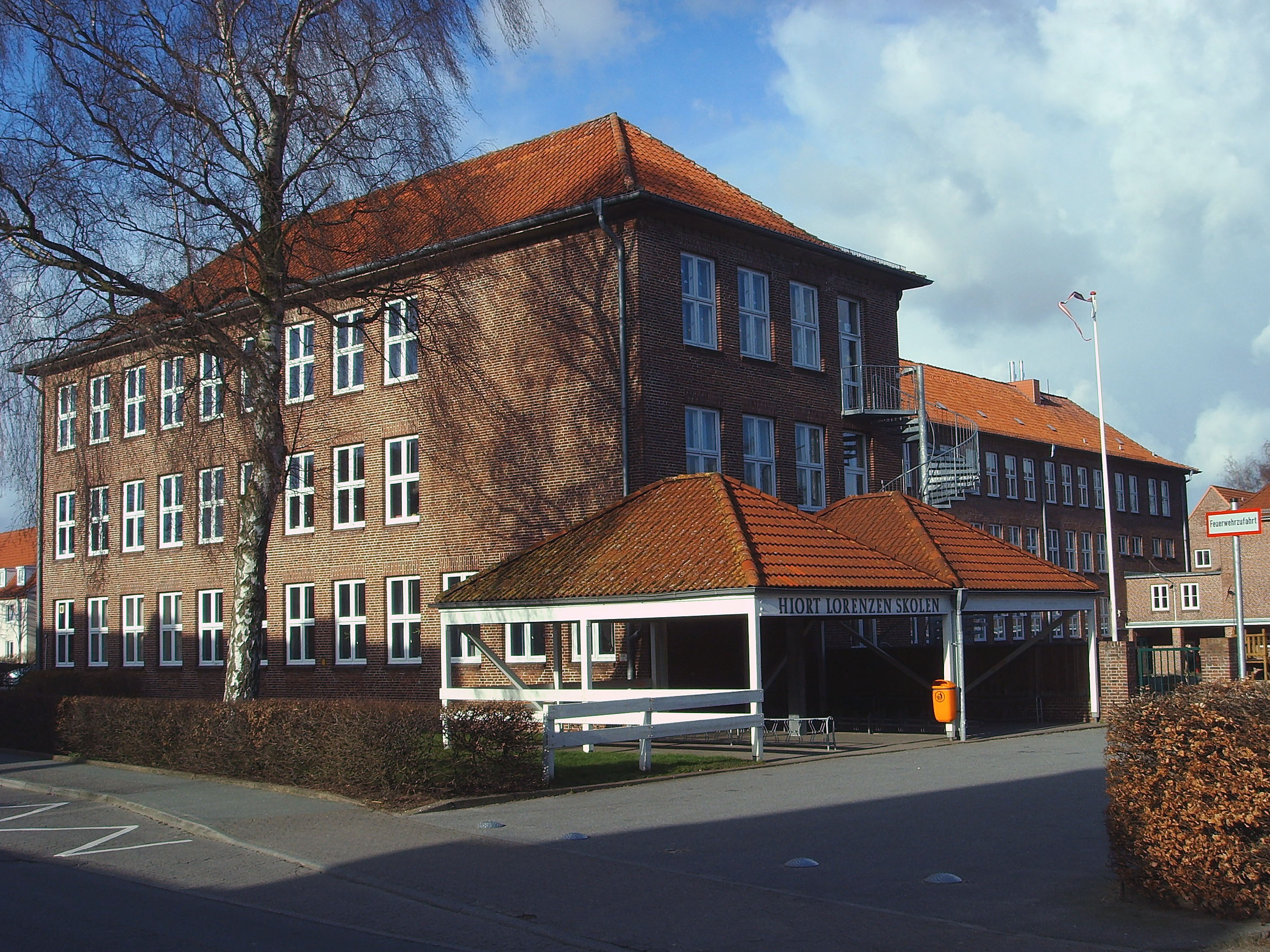
Hiort Lorenzen-Skolen

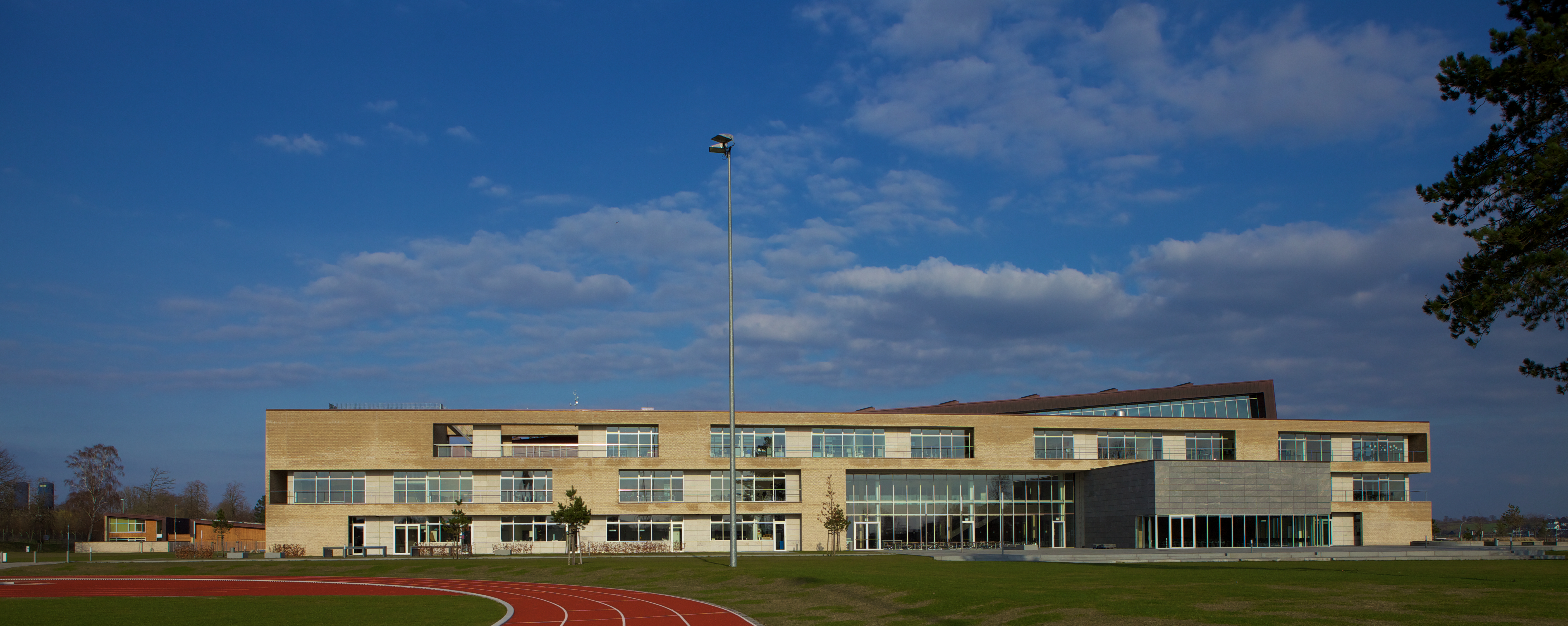
A. P. Møller-Skolen

  - Bugenhagenschule (Friedrichstraße 103)
  - Schule Nord (Schützenredder 16)
  - St.-Jürgen-Schule (Erlenweg 2)
  - Wilhelminenschule (Lutherstraße 11)

- Grund- und Hauptschulen
  - Gottorp Skolen (dänische Grund- und Hauptschule, Erdbeerenberg 32)

- Gemeinschaftsschulen
  - Gallbergschule (Gallberg 47)
  - Dannewerkschule (Erikstraße 50)
  - Bruno-Lorenzen-Schule (Spielkoppel 6)

- Grund- und Realschulen
  - Hiort Lorenzen-Skolen (dänische Grund- und Realschule, Königsberger Straße 3)

- Gymnasien
  - Domschule (ältestes Gymnasium Nordeuropas, Königsstraße 37)
  - Berufliches Gymnasium des Kreises Schleswig-Flensburg / [inoffiziell] Gymnasium am Fürstengarten (Flensburger Straße 19b)
  - Lornsenschule (Michaelisallee 1, Lutherstraße 9)
  - A. P. Møller-Skolen (dänisches Gymnasium, Fjordallee 1)

- Förderschulen
  - Förderzentrum Schleswig-Kropp (Flensburger Straße 120)
  - Peter-Härtling-Schule (Holzredder 12)
  - Schule Hesterberg (Friedrich-Ebert-Straße 5)
  - Landesförderzentrum Hören, Georg Wilhelm Pfingsten Schule (Lutherstraße 14)
  - Landesförderzentrum Sehen (Lutherstraße 14)

- Berufsschulen
  - Berufsbildungszentrum Schleswig (Flensburger Straße 19b)
  - Schulzentrum für Gesundheitsberufe Schleswig (Am Damm 1)

- Sonstige Schulen
  - Erzieherfachschule
  - Landwirtschaftsschule
  - Kreismusikschule Schleswig-Flensburg

Die nächstgelegenen Universitäten sind die Universität Kiel und die Europa-Universität Flensburg. Von letztgenannter hat das Institut für schleswig-holsteinische Zeit- und Regionalgeschichte (IZRG) seinen Sitz in Schleswig.

## Persönlichkeiten

### Söhne und Töchter der Stadt

#### Geboren in der Zeit vom 11. bis 18. Jahrhundert
- Ansverus (1038–1066), Benediktinermönch und Heiliger
- Waldemar III. von Schleswig (1238–1257), Herzog von Schleswig
- Waldemar IV. von Schleswig (1265–1312), Herzog von Schleswig
- Christian III. von Dänemark (1503–1559), König der Dänemark
- Hieronymus Cypraeus (1516/17–1573), Domherr
- Johann Münden (1564–1638), Hamburger Oberalter und Senator
- Sophia von Schleswig-Holstein-Gottorf (1569–1634), Regentin des Herzogtums Mecklenburg-Schwerin
- Erasmus Sartorius (1577–1637), Komponist, Organist, Musikschriftsteller und Poet
- Johann Friedrich von Schleswig-Holstein-Gottorf (1579–1634), Erzbischof von Bremen, Fürstbischof von Lübeck und Bischof von Verden
- Johann Adolf Cypraeus (1592–1636), Pastor
- Friedrich III. von Schleswig-Holstein-Gottorf (1597–1659), Herzog von Schleswig-Holstein-Gottorf
- Adolf von Schleswig-Holstein-Gottorf (1600–1631), Prinz von Schleswig-Holstein-Gottorf
- Johann von Schleswig-Holstein-Gottorf (1606–1655), Fürstbischof des Hochstifts Lübeck
- Magdalena Sibylla von Schleswig-Holstein-Gottorf (1631–1719), Herzogin zu Mecklenburg im Landesteil Mecklenburg-Güstrow
- Theodor Bussius (1634–1683), Mediziner und Leibarzt
- Marie Elisabeth von Schleswig-Holstein-Gottorf (1634–1665), Landgräfin von Hessen-Darmstadt
- Friedrich Hans Gloxin (1635–1684), gottorfischer Rat und Kurator der Universität Kiel
- Hedwig Eleonora von Schleswig-Holstein-Gottorf (1636–1715), Königin von Schweden
- Friedrich Nicolaus Bruhns (1637–1718), Komponist des Barock
- August Friedrich von Schleswig-Holstein-Gottorf (1646–1705), Prinz von Schleswig-Holstein-Gottorf und Fürstbischof des Hochstifts Lübeck
- Ulrich Petersen (1656–1735), Rechtsanwalt und Historiker der schleswig-holsteinischen Geschichte
- Christian Albrecht von Schleswig-Holstein-Gottorf (1641–1695), Herzog von Schleswig-Holstein-Gottorf
- Friedrich IV. von Schleswig-Holstein-Gottorf (1671–1702), Herzog von Schleswig-Holstein-Gottorf
- Claus von Reventlow (1693–1758), Probst des St.-Johannis-Klosters vor Schleswig ab 1736
- Friedrich von Eyben (1699–1787), Jurist, Diplomat und Kanzler der königlichen Anteile Schleswig-Holsteins am Regierungssitz in Glückstadt
- Christian August von Eyben (1700–1785), Jurist und Domdechant des Hochstifts Lübeck
- Karl August von Schleswig-Holstein-Gottorf (1706–1727), Prinz von Schleswig-Holstein-Gottorf sowie Fürstbischof von Lübeck
- Ludvig Harboe (1709–1783), evangelisch-lutherischer Bischof in Island, Norwegen und Dänemark
- Heinrich Christoph von Baudissin (1709–1786), kurfürstlich sächsischer General der Infanterie, Gouverneur von Dresden und der Festung Königstein sowie Gutsbesitzer in Schleswig-Holstein
- Adolf Friedrich von Schweden (1710–1771), König von Schweden
- Johanna Elisabeth von Schleswig-Holstein-Gottorf (1712–1760), Fürstin und Regentin von Anhalt-Zerbst sowie die Mutter der russischen Zarin Katharina II
- Andreas Siegfried Pannyson (1719–1790), Mechaniker, Instrumentenbauer und Hof-Uhrmacher in Hannover
- Wilhelm Alexander Schwollmann (1734–1800), evangelischer Theologe
- Jakob Friedrich Feddersen (1736–1788), Domprediger am Braunschweiger Dom und Propst in Altona
- Johann von Bruyn (1739–1799), Major, Oberlandinspektor (Landreformer)
- Werner Hans Friedrich Abrahamson (1744–1812), dänischer Offizier, Schriftsteller, Herausgeber und Übersetzer
- Johann Christian Jürgensen (1744–1823), Weißbäcker, Instrumentenbauer und Chronist
- Asmus Jakob Carstens (1754–1798), Maler des Klassizismus
- Georg Johann Abraham Berwald (1758–1825), Fagottist und Geiger
- Matthias Conrad Peterson (1761–1833), gilt als Wegbereiter des norwegischen Journalismus
- Christian Peter Laurop (1772–1858), Forstwissenschaftler
- Adolf Christian Hensler (1779–1842), Pastor
- Wilhelm Johann Theodor Mauch (1788–1863), Arzt und Bryologe
- Charlotte Sager (1797–1872), Wachsbildnerin
- Friedrich Graf von Reventlou (1797–1874), schleswig-holsteinischer Politiker
- Herman Wilhelm Bissen (1798–1868), Bildhauer des Klassizismus, Thorvaldsen-Schüler
- Friedrich Georg Wieck (1800–1860), Schriftsteller und Industrieller

#### Geboren im 19. Jahrhundert
- Margarete Binder (1801–1870), Theaterschauspielerin
- Salomon Jacob Salomon (1801–1862), Mediziner und Augenarzt
- Karl Christian Tadey (1802–1841), Pädagoge und Pastor
- Nikolaus Thomsen (1803–1872), evangelischer Theologe
- Friedrich Bernhard Westphal (1803–1844), deutsch-dänischer Maler und Illustrator
- Karl Philipp Francke (1805–1870), Verwaltungsjurist und Abgeordneter in Schleswig-Holstein und Coburg
- Johann Bröker (1806–1890), Politiker (Ständedeputierter der Geistlichkeit), Mitglied der Holsteinischen Ständeversammlung, Evangelisch-Lutherischer Theologe und Propst
- Christian Friedrich Callisen (1806–1863), Beamter, Jurist und Bürgermeister von Flensburg
- Doris Esselbach (1808–1869), Besitzerin des Hotels Stadt Hamburg
- Johannes Christiansen (1809–1854), Professor der Rechtswissenschaften an der Christian-Albrechts-Universität zu Kiel, Politiker (Mitglied der deutsch-gesinnten Schleswig-Holsteinischen Bewegung), Mitglied der Holsteinischen Ständeversammlung
- Friedrich Adolph Mackrott (1811–1880), Stadtmusikant
- Friederike von Schleswig-Holstein-Sonderburg-Glücksburg (1811–1902), Herzogin von Anhalt-Bernburg
- Georg Johann Theodor Lau (1813–1873), evangelischer Geistlicher und Kirchenhistoriker
- Karl von Schleswig-Holstein-Sonderburg-Glücksburg (1813–1878), Standesherr
- Christian Rauch (1813–1887), Pädagoge und Politiker
- Friedrich von Schleswig-Holstein-Sonderburg-Glücksburg (1814–1885), Standesherr
- Hermann Georg Krüger (1815–1897), Architekt und Bauinspektor
- Franz Geerz (1816–1888), Generalstabsoffizier und Kartograf
- Christian von Stemann (1816–1882), Jurist und Diplomat
- Gustav Ferdinand Thaulow (1817–1883), Professor der Philosophie an der Christian-Albrechts-Universität zu Kiel und Begründer des Thaulow-Museums
- Julius Wagner (1818–1879), Genremaler
- Carl Jessen (1821–1889), Botaniker und Hochschullehrer
- Rudolph Reichmann (1821–1908), Wegbereiter der deutschen Presse in den USA
- Friederike Westphal (1822–1905), Porträt und Genremalerin in Deutschland, Dänemark und Großbritannien
- Karl Heinrich Keck (1824–1895), Schriftsteller
- Friedrich Eduard Krichauff (1824–1904), deutsch-australischer Botaniker und Politiker
- Otto Jessen (1826–1904), Pädagoge, Handwerkerschul-Direktor
- Heinrich Marquardsen (1826–1897), Rechtswissenschaftler und Politiker
- Johann Adolph von Heintze (1829–1904), Landrat
- Ernst Esselbach (1832–1864), Physiker
- Berend Wilhelm Feddersen (1832–1918), Physiker
- Christian Nikolaus Schnittger (1832–1896), Maler, Zeichner und Fotograf
- Heinrich von Heintze-Weißenrode (1834–1918), Forst- und Hofbeamter, Mitglied des Preußischen Herrenhauses
- Victor Hensen (1835–1924), Meeresbiologe
- Edward Selig Salomon (1836–1913), Brigadegeneral im Amerikanischen Bürgerkrieg (Sezessionskrieg), Gouverneur des Territoriums Washington (1870–1872)
- Christoph von Tiedemann (1836–1907), wurde 1878 durch Reichskanzler Otto von Bismarck zum ersten Chef der neu gegründeten Reichskanzlei ernannt
- Max Salomon (1837–1912), Mediziner, Medizinhistoriker, Sozialhygieniker und Ophthalmologe
- Wilhelm Lüders (1838–1917), Jurist, Justizrat in Kiel
- Hermann Heiberg (1840–1910), Schriftsteller
- Harald Bruhn (1841–1900), Verleger
- Johannes Hoffmann (1844–1920), Bildhauer und Diplomat
- Karl Nikolai Jensen Börgen (1843–1909), Astronom
- Bernhard Wieck (1845–1913), Ingenieur, Direktor der Berliner Grundrentengesellschaft, erster Amts- und Gemeindevorsteher von Grunewald
- Julius Engel (1842–1926), Richter und Hamburger Bürgerschaftspräsident
- Waldemar Suadicani (1847–1926), Architekt und preußischer Baubeamter
- Adolf Jacobsen (1852–1902), Lederfabrikant und Mitglied des Deutschen Reichstags
- Heinrich Philippsen (1858–1936), schleswig-holsteinischer Heimatforscher
- Oscar Matthiesen (1861–1957), dänischer Maler
- Hans von Seeckt (1866–1936), General im Ersten Weltkrieg, 1920 bis 1926 Chef der Heeresleitung der Reichswehr, Politiker (DVP), 1930 bis 1932 Mitglied des Deutschen Reichstags
- Magda Wiegand-Dehn (1867–1938), Textilkünstlerin
- Wolf Ernst Hugo Emil von Baudissin (1867–1926), Schriftsteller, Journalist und Verleger
- Ulrich von Brockdorff-Rantzau (1869–1928), erster Außenminister der Weimarer Republik
- Wilhelm Wolff (1872–1951), Geologe und Heimatdichter
- Hans Roß (1873–1922), Architekt und Baukünstler
- Fritz Engelke (eigentlich Friedrich Engelke; 1878–1956), lutherischer Theologe und 1934/35 „Vikar der Deutschen Evangelischen Kirche“
- Hermann Föge (1878–1963), deutscher Jurist und Politiker (DDP, DStP, später FDP)
- Wilhelm Ruhland (1878–1960), Botaniker und Hochschullehrer
- Franz Grell (1882–1959), Drogist, Autor und Politiker
- Hans-Otto de Boor (1886–1956), Rechtswissenschaftler
- Erna Suadicani (1887–1977), Kunsthistorikerin und Museumsmitarbeiterin
- Niko Wöhlk (1887–1950), Kunstmaler
- Hermann-Bernhard Ramcke (1889–1968), Generalleutnant im Zweiten Weltkrieg
- Carl von Lorck (1892–1975), Jurist und Kunsthistoriker
- Paul von Wahlert (* 1892), Marineoffizier, Marineattaché und deutscher Konsul für Ägypten
- Emma Faupel (1893–1978), Frauenrechtlerin, Lehrerin und Politikerin
- Johannes Hagge (1893–1964), Politiker, Landtags- und Bundestagsabgeordneter
- Elisabeth Sophie Dabelstein (1895–1976), Alpinistin und Schriftstellerin
- Hermann Jensen (1895–1946), Arzt und Leiter des Reichsmutterhauses der NS-Schwesternschaft in Dresden
- Karl Stumpff (1895–1970), Astronom
- Anton Franzen (1896–1968), Politiker (NSDAP), Mitglied des Deutschen Reichstags, braunschweigischer Landesminister für Inneres und Volksbildung
- Ernst Müller-Blensdorf (1896–1976), deutsch-englischer Bildhauer
- Waldemar Augustiny (1897–1979), Schriftsteller
- Heinrich Hoffmann (1899–1979), Parteifunktionär (SPD/SED), Thüringer Landespolitiker und Mitglied des 1. Deutschen Volksrates
- Bernhard Rogge (1899–1982), Marineoffizier, Schiffskommandant, zuletzt Konteradmiral der Bundesmarine
- Hilde Wernicke (1899–1947), Psychiaterin, die im Rahmen der Kinder-Euthanasie an NS-Verbrechen beteiligt war

#### Geboren im 20. Jahrhundert
- Hans Kudszus (1901–1977), Schriftsteller und Aphoristiker
- Hans Backe (1903–1979), Pädagoge und Hochschullehrer
- Erwin Hinrichs (1904–1962), Maler
- Hans Wölffer (1904–1976), Theaterleiter, Regisseur und Intendant
- Wilhelm Koppe (1908–1986), Historiker und Hochschullehrer
- Heinz Marten (1908–1991), Oratorien-Tenor und Liedersänger
- Heinrich Wolff (1909–1975), Politiker (CDU), Abgeordneter im Landtag von Schleswig-Holstein
- Erich Duggen (1910–1989), Maler
- Walter Böhme (1919–unbekannt), Fußballspieler und -trainer
- Uwe Sörensen (1920–2006), Marineoffizier, zuletzt Flottillenadmiral der Bundesmarine
- Leo Kufelnizky (1922–1947), Palästinapionier
- Harald Kracht (1927–2018), Pädagoge und Gründer sowie langjähriger Vorsitzender der DLRG-Jugend
- Erich Martensen (1927–2025), Mathematiker
- Manfred Hansen (1928–1987), Politiker (SPD), Mitglied des Landtages von Schleswig-Holstein
- Jannpeter Zopfs (1934–2020), Richter am deutschen Bundesgerichtshof
- Jürgen Miethke (* 1935), Bankmanager, Vorsitzender des Sparkassen- und Giroverbandes für Schleswig-Holstein, Ehrenprofessor des Landes Schleswig-Holstein
- Klaus Jepsen (1936–2005), Schauspieler und Synchronsprecher
- Günter Spangenberg (1938–2016), Politiker (SPD) und Landtagsabgeordneter
- Ingo von Bredow (1939–2015), Regattasegler, Weltmeister und Olympiateilnehmer
- Heinz Kruse (1940–2008), Opernsänger (Tenor)
- Volker Lemke (* 1942), Politiker (CDU), Mitglied des Landtages von Schleswig-Holstein
- Ludwig Schmahl (* 1943), Professor der Rechtswissenschaften an der FH des Bundes, Leiter des Meisterstudiengangs „Europäisches Verwaltungsmanagement“, katholischer Diakon
- Bernd Kröplin (1944–2019), Ingenieur
- Michael Mende (1945–2008), Werkpädagoge und Technikhistoriker
- Rüdiger Soltwedel (* 1945), Wirtschaftswissenschaftler und Hochschullehrer
- Gerd Ehlers (1946–2021), Verwaltungsjurist und Staatssekretär im Bundesministerium der Finanzen Deutschlands
- Hannelore Bublitz (* 1947), Soziologin und Hochschullehrerin
- Hans-Uwe L. Köhler (1948–2022), Redner, Verkaufstrainer und Buchautor
- Christian Redl (* 1948), Filmschauspieler
- Jobst Hirscht (* 1948), Leichtathlet
- Hans-Hermann Tiedje (* 1949), Journalist und Fernsehmoderator, Berater von Bundeskanzler Helmut Kohl
- Günter H. Seidler (* 1951), Professor der Medizin der Universität Heidelberg
- Uwe Hand (1952–2024), Maler, freier Künstler und Hochschullehrer
- Ralf Rothmann (* 1953), Schriftsteller
- Sibylle Weischenberg (* 1954), Journalistin und Medien-Expertin
- Peter Krause (* 1957), Journalist und Buchautor
- Gerhard Moritzen (* 1958), Bildhauer und Zeichner
- Rainer Schulz (* 1958), politischer Beamter (SPD)
- Norbert Nieszery (* 1960), Politiker (SPD), Abgeordneter im Landtag von Mecklenburg-Vorpommern
- Gaby Schäfer (* 1960), Verwaltungsjuristin
- André Bawar (* 1962), Schriftsteller und Journalist
- Jan Gerdes (* 1964), Pianist
- Thomas Heberer (* 1965), Musiker und Komponist
- Hauke Luther (* 1965), Springreiter
- Uta Pohl-Patalong (* 1965), evangelische Theologin und Hochschullehrerin
- Ekkehard Wölk (* 1967), Jazzmusiker
- Arne Lützen (* 1969), Chemiker und Hochschullehrer
- Kay Richert (* 1973), Politiker (FDP)
- Marcus Werner (* 1974), Autor und Moderator
- Claudia von Lanken (* 1977), Fußballtrainerin
- Anna-Lena Doll (* 1979), Schauspielerin
- Florian Hossner (* 1982), Handballspieler
- Annika Ernst (* 1982), Schauspielerin
- Jan-Ingwer Callsen-Bracker (* 1984), Fußballspieler
- Tim Wulff (* 1987), Fußballspieler
- Claas P. Jambor, christlicher Rock- und Popmusiker

#### Geboren im 21. Jahrhundert
- Beke Sterner (* 2003), Fußballspielerin

### In Schleswig Aufgewachsene, an anderen Orten Geborene
- Jacob Alberts (1860–1941), Professor der Kunst, Maler
- Georg Asmussen (1856–1933), Schriftsteller
- Adelbert Heinrich von Baudissin (1820–1871), Schriftsteller und Gründer bzw. Mitgründer der „Stadt Heilbrunn“ in den USA
- Georg Beseler (1809–1888), Professor der Rechtswissenschaften an den Universitäten Basel, Rostock, Greifswald und Berlin, Politiker (Mitglied der deutsch-gesinnten Schleswig-Holsteinischen Bewegung / Casino-Fraktion), Abgeordneter der Frankfurter Nationalversammlung, Vizepräsident und Mitglied des Preußischen Herrenhauses sowie Abgeordneter des Deutschen Reichstags
- Wilhelm Beseler (1806–1884), Politiker (Mitglied der deutsch-gesinnten Schleswig-Holsteinischen Bewegung / Casino-Fraktion), Mitglied der Schleswigschen Ständeversammlung, Abgeordneter und Vizepräsident der Frankfurter Nationalversammlung, Präsident und Statthalter der provisorischen Regierung von Schleswig-Holstein von 1848 bis 1851
- Friedrich Bluhme (1797–1874), Professor der Rechtswissenschaften an den Universitäten Halle, Göttingen und Bonn
- Johann Adrian Bolten (1742–1807), lutherischer Theologe, Historiker, Schriftsteller und Bibelübersetzer
- Cäcilie von Brockdorff (1837–1912), Malerin und Herausgeberin
- Johann Leonhard Callisen (1738–1806), evangelischer Theologe und Generalsuperintendent von Holstein
- Udo Corts (* 1955), Politiker (CDU), Abgeordneter im Landtag von Hessen, Staatssekretär im Innenministerium des Landes Hessen, Minister für Wissenschaft und Kunst in Hessen
- Jürgen Drews (* 1945), Schlagersänger und „König von Mallorca“
- Hans-Uwe Erichsen (* 1934), Professor der Rechtswissenschaftler und Rektor der Universität Münster, Altpräsident der deutschen Hochschulrektorenkonferenz
- Johannes Ewald (1743–1781), Dichter
- Asmus Finzen (* 1940), Professor der Psychiatrie an der Universität Hannover, Wissenschaftsjournalist
- Lone Fischer (* 1988), Handballerin
- Johannes Gaye (1804–1840), Kunsthistoriker
- Hans Hensen (1786–1846), Vorsteher der königlichen Taubstummenanstalt Schleswig, Etatsrat und Professor
- Hans Holtorf (1899–1984), Theatergründer, Schriftsteller und Maler
- Ferdinand Hucho (1939–2023), Professor der Biochemie an den Universitäten Konstanz und Berlin, Mitglied des Vorstandes der Berlin-Brandenburgischen Akademie der Wissenschaften, Initiator und Mitautor des Ersten Deutschen Gentechnologieberichts
- Uwe Jensen (1943–2024), Politiker (SPD), Abgeordneter und Vizepräsident im Landtag von Schleswig-Holstein, Staatssekretär im Justizministerium des Landes Schleswig-Holstein
- Christian Kortholt der Ältere (1633–1694), Professor für Griechisch und protestantische Theologie an den Universitäten Rostock und Kiel
- Walter Prüschenk von Lindenhofen (1857–1916), Politiker (FRP – Freikonservative Partei), Mitglied des Deutschen Reichstags
- Uwe Jens Lornsen (1793–1838), Vorkämpfer eines vereinten deutschen Schleswig-Holsteins
- Heinrich Lysius (1670–1731), Professor der Theologie und Rektor an der Universität Königsberg
- Christian Carl Magnussen (1821–1896), Kunstmaler
- Silvia Amella Mai (* 1961), Kulturwissenschaftlerin und Autorin
- Nicolaus Mattsen (1847–1924), Politiker (NLP – Nationalliberale Partei), Mitglied des Preußischen Abgeordnetenhauses und Mitglied des Deutschen Reichstags
- Christian Karl Meissner (1801–?), Theologe und Autor
- Joachim Meyerhoff (* 1967), Schauspieler und Schriftsteller
- Petra Nicolaisen (* 1965), Politikerin (CDU)
- Kay Nehm (* 1941), Jurist, Generalbundesanwalt a. D.
- Berthold Otto (1859–1933), Reformpädagoge und Gründer der Hauslehrerschule in Berlin-Lichterfelde
- Dierk Puls (1913–1994), Schriftsteller und Germanist
- Edvard Rambusch (1846–1934), Politiker (Dänemark), Mitglied des Oberhauses des Dänischen Reichstags
- Karl Friedrich Lucian Samwer (1819–1882), Professor der Rechtswissenschaften an der Universität Kiel
- François Smesny (* 1968), Schauspieler
- Hermann Tast (1490–1551), Reformator
- Marcus Tönsen (1772–1861), Professor der Rechtswissenschaften an der Universität Kiel
- Ekkehard Winterfeldt (1932–2014), Professor der Chemie an der Universität Hannover, Altpräsident der Gesellschaft Deutscher Chemiker und Mitglied der Deutschen Akademie der Naturforscher Leopoldina
- Georg Friedrich Witte (1799–1865), Stadtsyndikus und Appellationsgerichtsrat

### Personen mit Bezug zu Schleswig
- Jacob Georg Christian Adler (1756–1843), Generalsuperintendent für Holstein und Schleswig
- Elisabeth Beling (1595–1679), Stifterin der Dreifaltigkeitskirche in Friedrichsberg
- Carl Gottlieb Bellmann (1772–1861), Organist und Komponist des Schleswig-Holstein-Lieds
- Matthäus Friedrich Chemnitz (1815–1870), Jurist und Texter des Schleswig-Holstein-Lieds
- Doris Schnittger (1833–1915), Malerin und Kunsthistorikerin
- Carl Diercke (1842–1913), Pädagoge und Kartograf
- Hans Flatterich (1882–1964), Journalist und Politiker
- Friedrich Karl Gotsch (1900–1984), Maler und Grafiker, Friedrich Karl Gotsch-Stiftung, Schloss Gottorf
- Daniel Hartnack (1642–1708), evangelischer Theologe, Schulmeister und Schriftsteller
- Asta Heiberg (1817–1904), Schriftstellerin
- Jürgen Hoika (1941–2005), ab 1971 am schleswig-holsteinische Landesmuseum für Vor- und Frühgeschichte, wo er 1981 wissenschaftlicher Oberrat wurde
- Paul Holz (1883–1938), Zeichner
- Heinrich Christian Horn (1837–1899), Reeder
- Henny Jebsen (1851–1905), Blumen- und Landschaftsmalerin
- Peter Jochims (1762–1844), Justiz- und Etatrat
- Gerhard Wilhelm Amandus Lempelius (1761–1846), evangelischer Geistlicher und Schriftsteller, Lehrer in Schleswig
- Rochus von Liliencron (1820–1912), Propst des Damenstiftes St.-Johannis-Kloster vor Schleswig
- Friedrich Lübker (1811–1867), klassischer Philologe
- Ella Magnussen (1847–1911), Malerin
- Edwin von Manteuffel (1809–1885), nach dem Sieg im Deutsch-Dänischen Krieg 1864 wurde er am 22. August 1865 zum Gouverneur von Schleswig bestimmt; 1867 wurde ihm das Ehrenbürgerrecht verliehen
- August Mommsen (1821–1913), Lehrer und Historiker
- Adam Olearius (1599–1671), Schriftsteller, Diplomat und Forschungsreisender
- Friedrich Pauly (1875–1954), Regierungsdirektor des Oberversicherungsamtes bei der Provinzialregierung, früherer Landrat des Kreises Süderdithmarschen
- Friedrich Ernst Peters (1890–1962), Schriftsteller und Direktor der Landesgehörlosenschule in Schleswig (1946–1955)
- Wilhelm Petersen (1835–1900), Jurist und Literaturkritiker
- Georg Wilhelm Pfingsten (1746–1827), Taubstummenlehrer
- Ulrike von Pogwisch (1798–1875), Priorin im St.-Johannis-Kloster und Schwester von Ottilie von Goethe
- Joachim Rachel (1618–1669), Satiriker
- Johann Reinboth (1609–1673), Generalsuperintendent von Schleswig-Holstein-Gottorf
- Adolph Wilhelm Schack von Staffeldt (1769–1826), erster romantischer Dichter in Dänemark
- Christian Schlee (1579–1646), lutherischer Geistlicher, Theologe und Hochschullehrer
- Georg Friedrich Schumacher (1771–1852), Lehrer
- Friederike Sophie Seyler (1738–1789), galt als die berühmteste deutsche Schauspielerin in der zweiten Hälfte des 18. Jahrhunderts
- Hermann Siemonsen (1882–1958), lutherischer Geistlicher, Propst von Schleswig
- Johann Skondelev († 1421), Bischof von Schleswig
- Christian Sledanus (1579–1646), Geistlicher, Theologe und Hochschullehrer, Pastor und Propst am Schleswiger Dom, verstarb in Schleswig.
- Zacharias Stampeel (1654–1731), lutherischer Theologe, Pädagoge und Bibliothekar
- Carl Ferdinand Suadicani (1753–1824), war einer der bedeutendsten Ärzte seiner Zeit in Schleswig-Holstein
- Jean Jacques Turretin (1779–1858), Maler, 30 Jahre Zeichenlehrer am Taubstummen-Institut Schleswig
- Carsten Redlef Volquardsen (1824–1875), klassischer Philologe und Lehrer
- Karl Wilhelm Struve (1917–1988), Kustos und Direktor des Schleswig-holsteinischen Landesmuseum
- Bendix Friedrich Zinck (1715–1799), Stadtmusikant und Organist im Schleswiger Dom, Komponist

## Sonstiges
Am 8. Januar 2004 gab die Deutsche Post anlässlich des 1200-jährigen Bestehens von Schleswig eine Sondermarke mit dem Nennwert 55 Cent heraus. Sie zeigt Motive aus der Geschichte sowie bedeutende Bauwerke der Stadt.
Das Seenotrettungsboot Walter Merz der DGzRS ist in Schleswig stationiert.